# Storia delle mura e fortificazioni di Vicenza

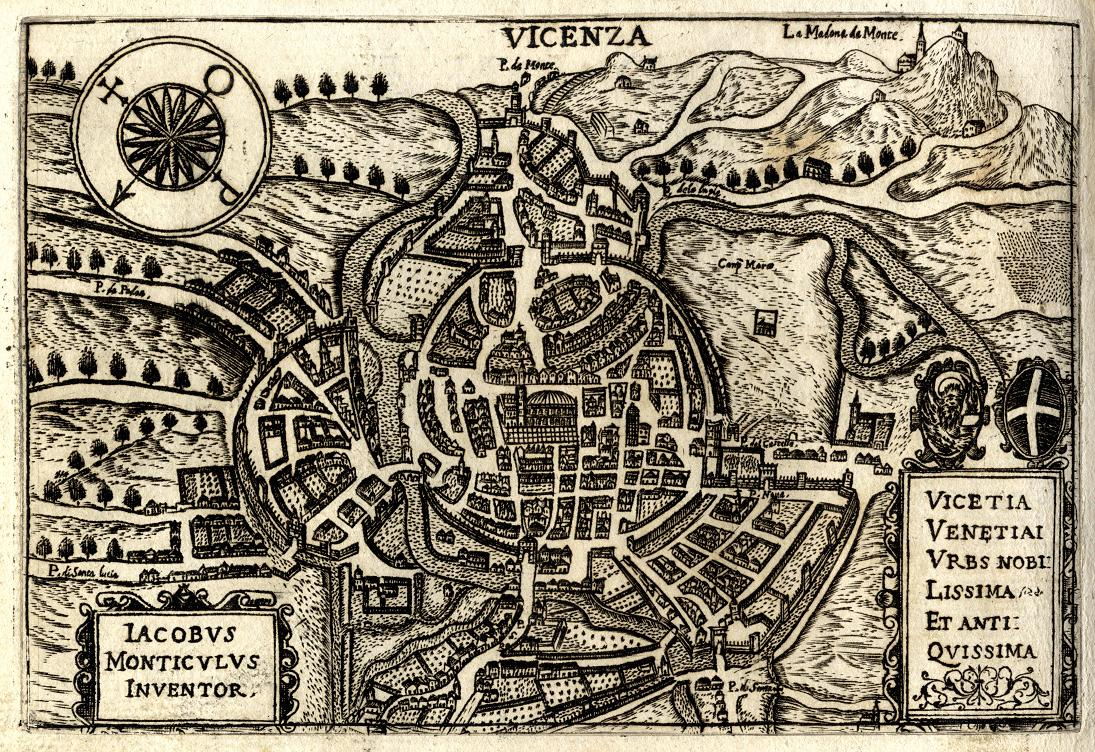
Vicenza, in Theatrum urbium Italicarum collettore Petro Bertellio Patavino, Venezia, 1599. Vicenza, Biblioteca Civica Bertoliana.

Delle fortificazioni - castelli, mura, torri, fossati - che hanno difeso la città di Vicenza per due millenni, oggi poco rimane: qualche tratto di mura, specialmente laddove è servito come basamento per le abitazioni, qualche torre, ricordi nella toponomastica. Ma, nell'insieme, aiutati dalla memoria storica essi possono fornire un'idea della forma che la città ha avuto per quasi 2000 anni.

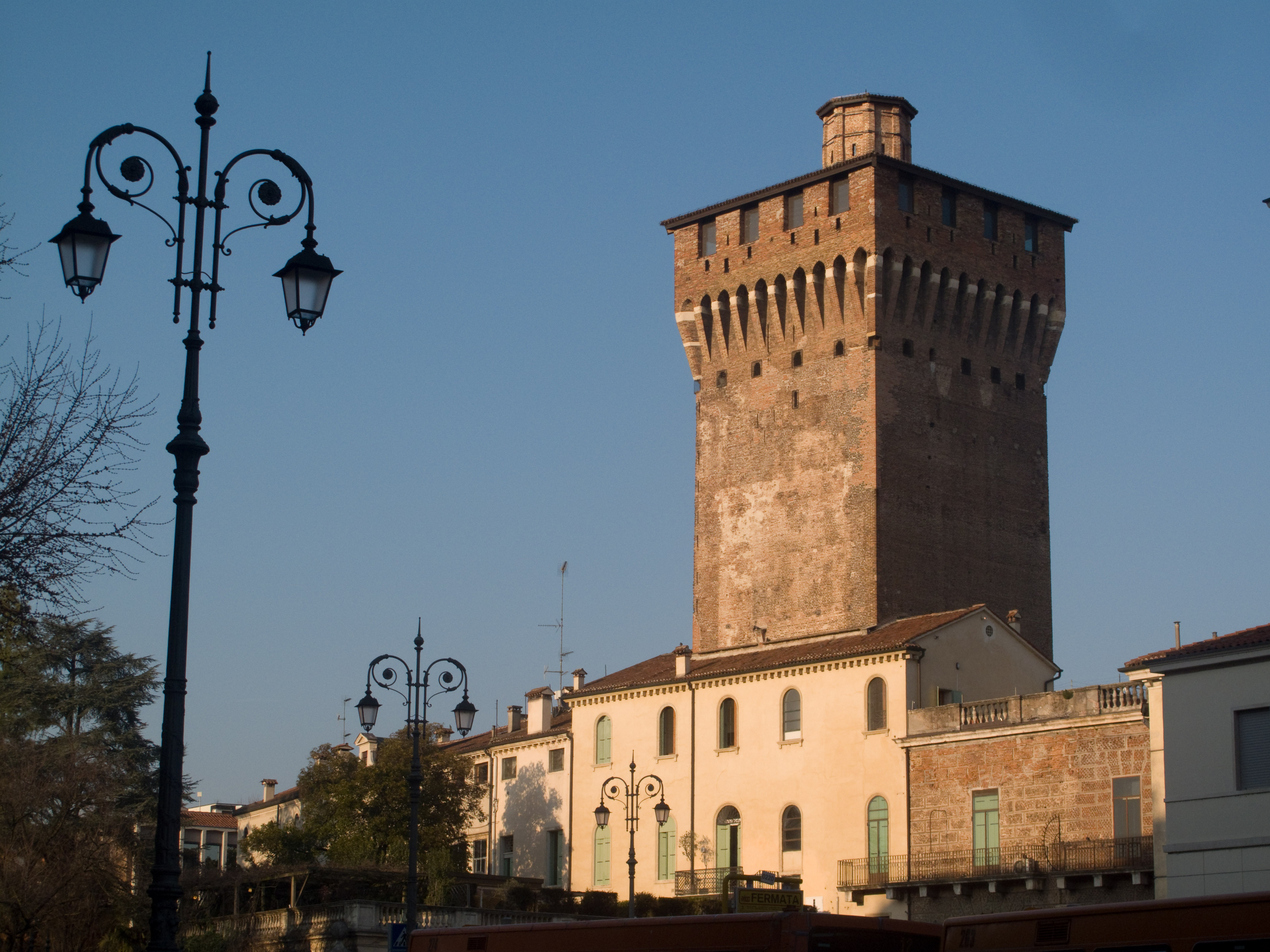
Il Torrione scaligero di Porta Castello

## Epoca antica
Come altre città venete, nel 49 a.C. Vicenza divenne municipium romano optimo iure, cioè con pienezza di diritti civili e politici. A questi anni risalgono la ristrutturazione dell'abitato secondo un tracciato urbanistico ad assi ortogonali, la sostituzione di abitazioni in legno con costruzioni in pietra o laterizio e l'edificazione delle prime mura erette, come avvenne per altre città consimili, per delimitare lo spazio urbano da quello rurale e conferire prestigio al nuovo status di città romana, in un tempo in cui tutta la regione era pacificata e apparentemente non erano necessarie: dalla vittoria di Roma contro i Gallo-Celti del II secolo a.C. e fino al II secolo d.C. il Veneto non fu più territorio di incursioni barbariche. In assenza di reperti significativi, si presume che le mura fossero costruite solo parzialmente, in particolare a ovest della città, che invece negli altri lati era naturalmente difesa dai fiumi Astico e Retrone.
Nel I secolo d.C. Vicenza aveva acquisito una certa importanza, tanto da consentire lo sviluppo della città e costruire il Teatro, in cui si svolgevano i ludi scenici e di cui si può vedere ancora l'esatto perimetro; contemporaneamente furono rafforzate le mura di contrà Mura Porta Castello.
Nel II secolo a Vicenza fu risparmiato il saccheggio da parte dei Quadi e dei Marcomanni che avevano invaso la Regio X, ma furono fermati a Opitergium. Quando ormai l'impero era entrato in piena crisi, nel IV-V secolo, le mura di Vicenza furono rinnovate e le difese rafforzate. Una nuova cinta fu edificata, tra il VII e l'VIII secolo, su quella tardo-antica della precedente. Se essa servì, comunque non lo sappiamo: non risulta documentato che la città sia stata saccheggiata o distrutta, neppure durante le spedizioni dei Visigoti o degli Unni nel V secolo.

## Alto Medioevo

### Le mura altomedievali

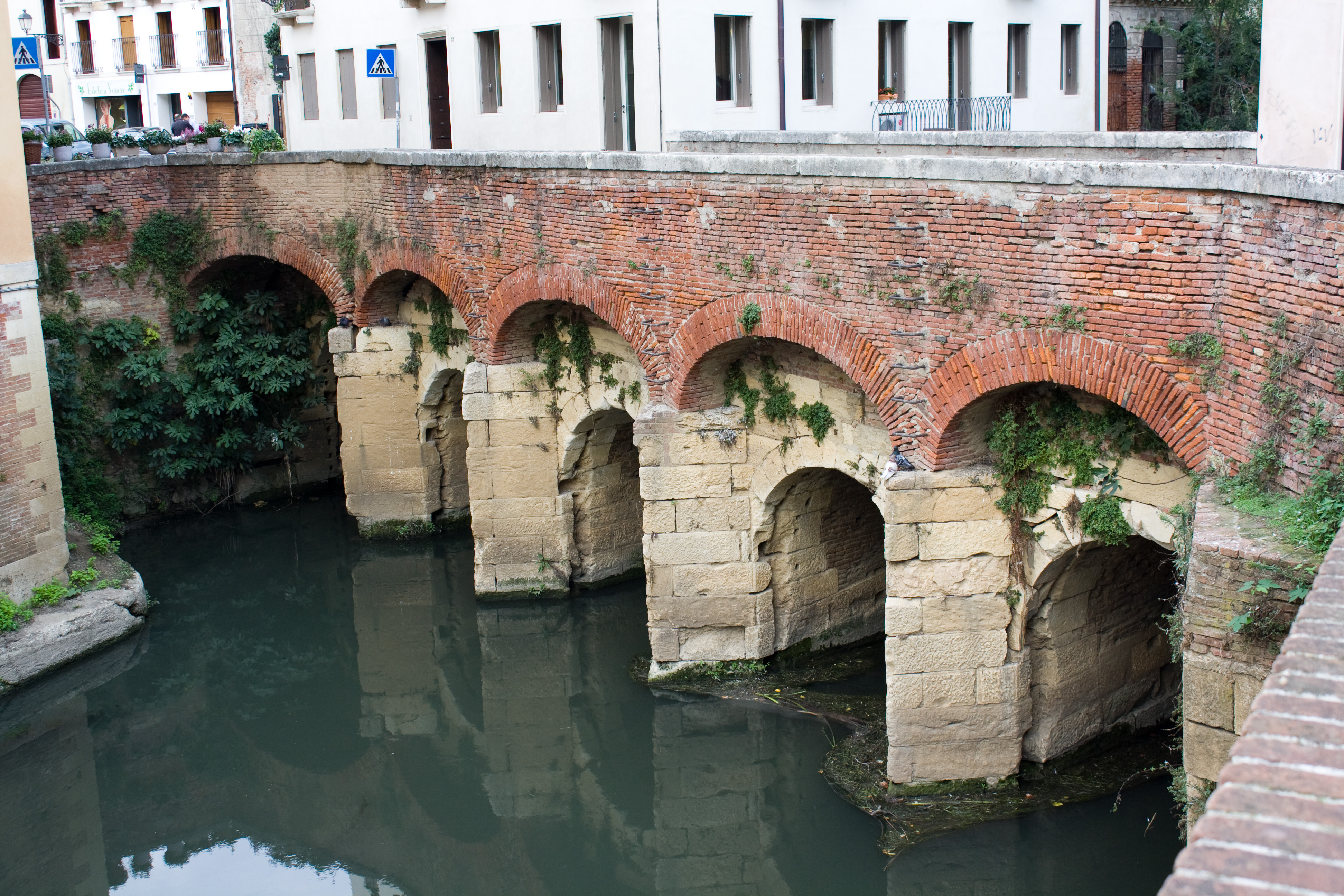
Il Ponte delle Barche sul fiume Retrone, costruito nel Medioevo per sorreggere la cinta muraria

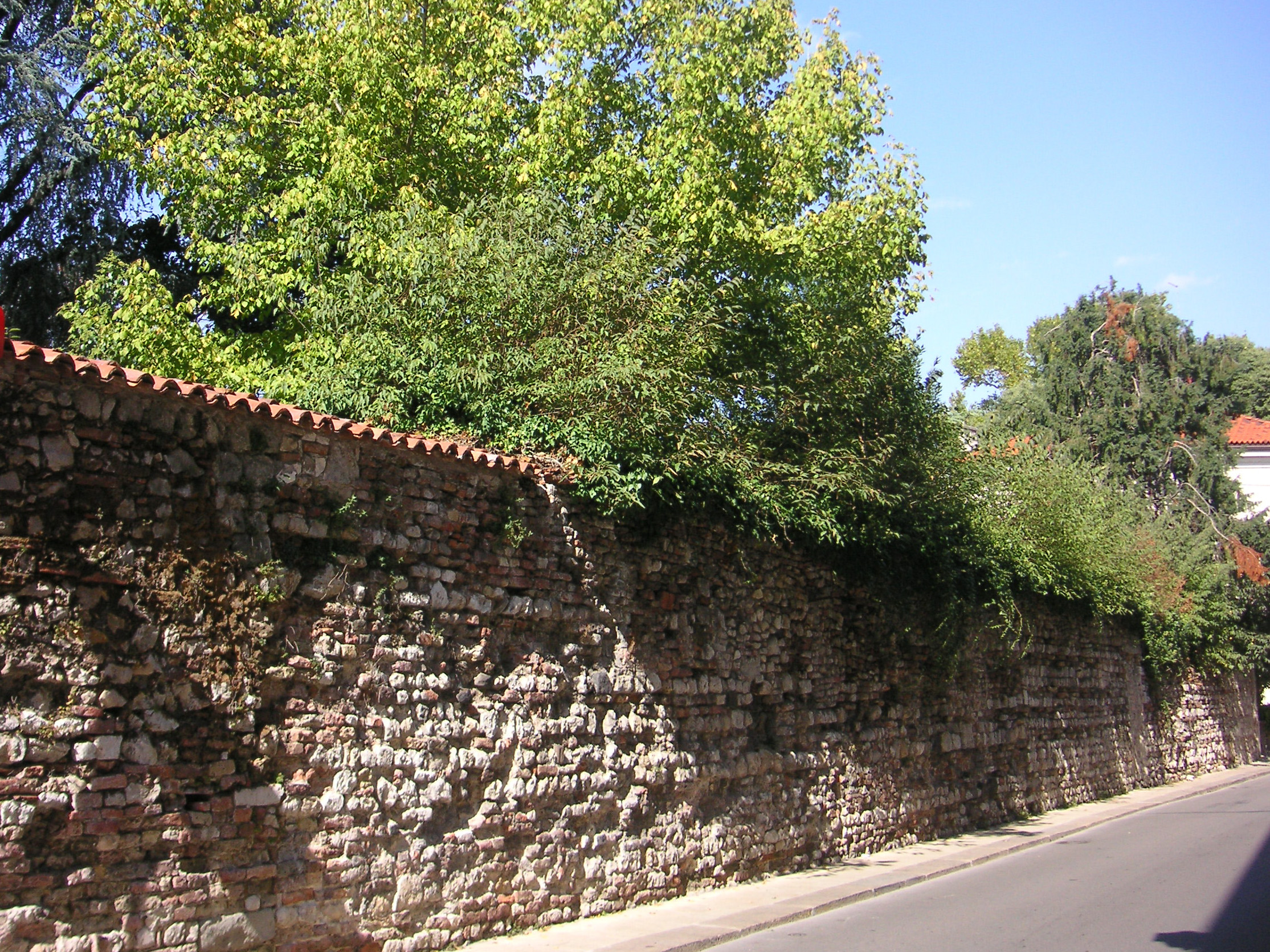
Tratto di mura altomedievale in Motton San Lorenzo

La necessità di creare dei solidi baluardi alle città e alle villae si presentò drammaticamente nel IX secolo, in seguito alle devastanti incursioni degli Ungari nella pianura veneta. Così anche a Vicenza si ebbe il fenomeno dell'incastellamento e, probabilmente nel X secolo, si cominciò ad erigere delle solide mura, che racchiusero dapprima il nucleo più antico e nel XIII secolo inglobarono anche una parte dell'ormai popolato Borgo Berga.
Questa prima cortina di mura - ben rappresentata dalla Pianta Angelica del 1580, ma anche tuttora riconoscibile percorrendo la strada interna alle mura, creata a suo tempo e rimasta libera fino ad oggi - formava un anello quasi del tutto circolare.
Percorso (con riferimento alla toponomastica attuale)
Partendo dalla Porta Feliciana che si apriva nell'attuale piazza De Gasperi, le mura contornavano sul lato esterno contrà Mure Pallamaio. Dopo che nell'XI secolo fu costruito il ponte Furo, superavano il fiume Retrone e continuavano fino al Porton del Luzo. Costruito nell'XI secolo, insieme ai resti della più modesta Porta Feliciana, sembra essere l'unica porta conservatasi tra quelle della cinta altomedievale. Alla destra e alla sinistra di essa si vedono ancora interessanti tratti delle mura originarie, ormai inglobati nei basamenti di case e palazzi.
Proseguendo per contrà Porton del Luzo la cinta arrivava all'incrocio di contrà del Guanto con piazzetta Gualdi, dove si trovava la Porta de Mezo o Porta de Berga. Le mura superavano nuovamente il Retrone poggiando sul Ponte delle Barche. Qui la cinta probabilmente si interrompeva per lasciare spazio al porto e riprendeva lungo la riva del Bacchiglione fino a raggiungere la Porta di San Pietro che dava accesso all'omonimo ponte (ora Ponte degli Angeli). Lungo tutto il percorso, i larghi tratti di terreno in pendenza tra le mura e i fiumi, chiamati piarde, oltre che servire a dare sfogo alle esondazioni, erano tenuti liberi - non si poteva né coltivare né costruirvi nulla - per costituire una maggior difesa o, al massimo, venivano utilizzati per depositare le merci trasportate per via fluviale.
Dalla Porta di San Pietro le mura, correndo all'esterno di contrà Canove e di Motton Pusterla, arrivavano all'incrocio con contrà Porti, dov'era la Porta di Pusterla, di fronte al ponte che dava accesso all'omonimo borgo. Seguendo poi l'esterno di contrà Pedemuro San Biagio, all'incrocio con l'attuale Corso Fogazzaro nelle mura si apriva la Porta Nova, oltrepassata la quale e proseguendo all'esterno di Motton San Lorenzo (dove si trova tuttora il più lungo tratto delle mura originarie) e di contrà Mure Porta Castello, le mura completavano - per una lunghezza complessiva di 1252 pertiche, pari a 2679 metri - l'anello, ritornando alla Porta Feliciana. Alla fine del Duecento, la città all'interno della cinta ospitava circa 5-6000 abitanti, case, chiese e numerosi conventi intervallati da larghi spazi di orti, cortili privati e chiostri, una situazione, del resto, ancora in buona parte presente nel 1580, come documenta la Pianta Angelica.
Per quanto riguarda la tecnica costruttiva, in ciò che resta si può notare l'uso prevalente della pietra grezza, proveniente dai colli Berici o dalla zona di Montecchio Maggiore, mescolata a scaglie di cotto.
Oltre alle cinque porte principali e al citato Porton del Luzo, si aprivano nel primo tratto anche una porta vicino a contrà della Racchetta, che dava in Campo Marzo e la porta di Carpagnon, vicino al Ponte Furo.

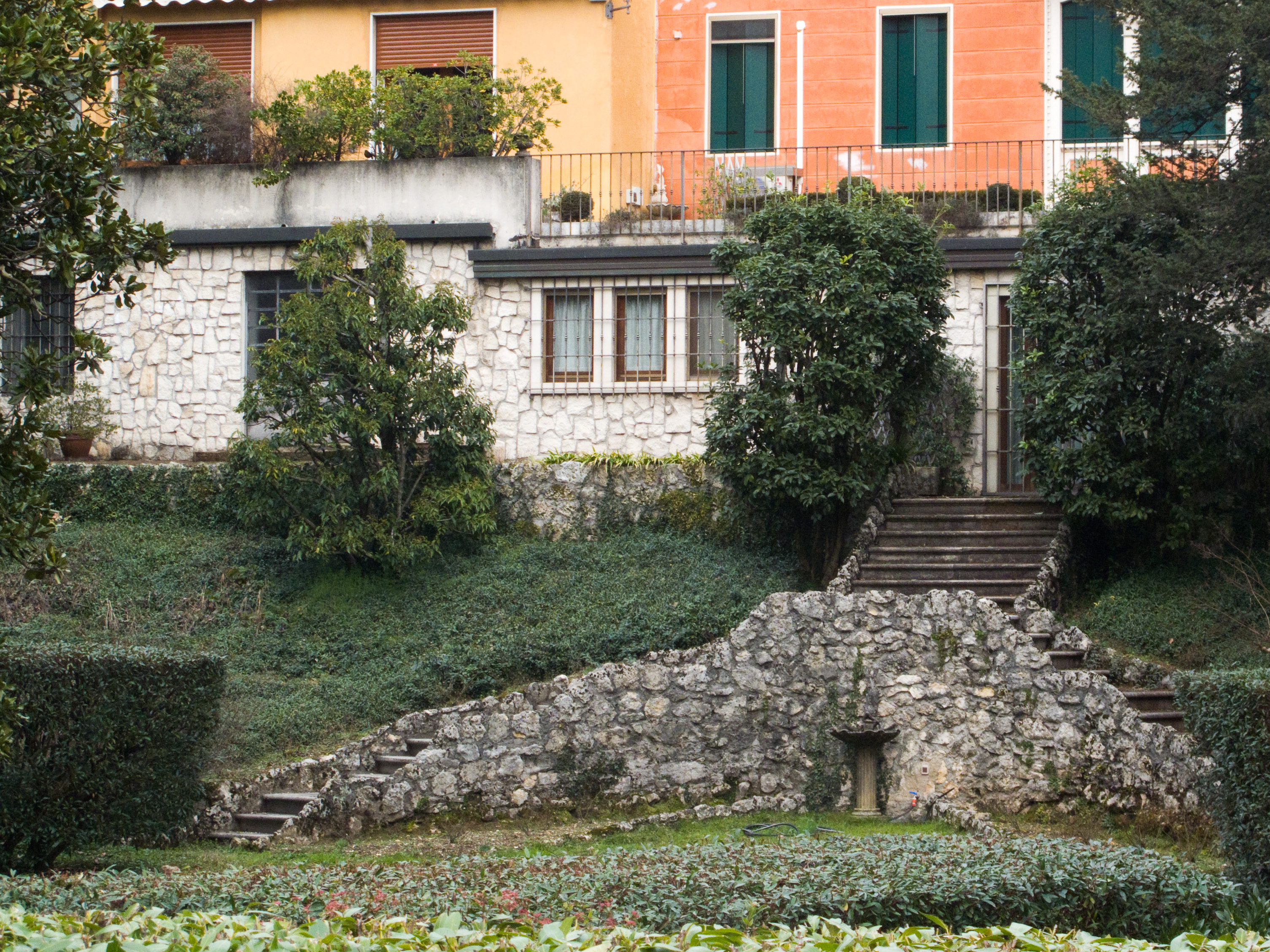
Tratto di mura altomedievale in Campo Marzo
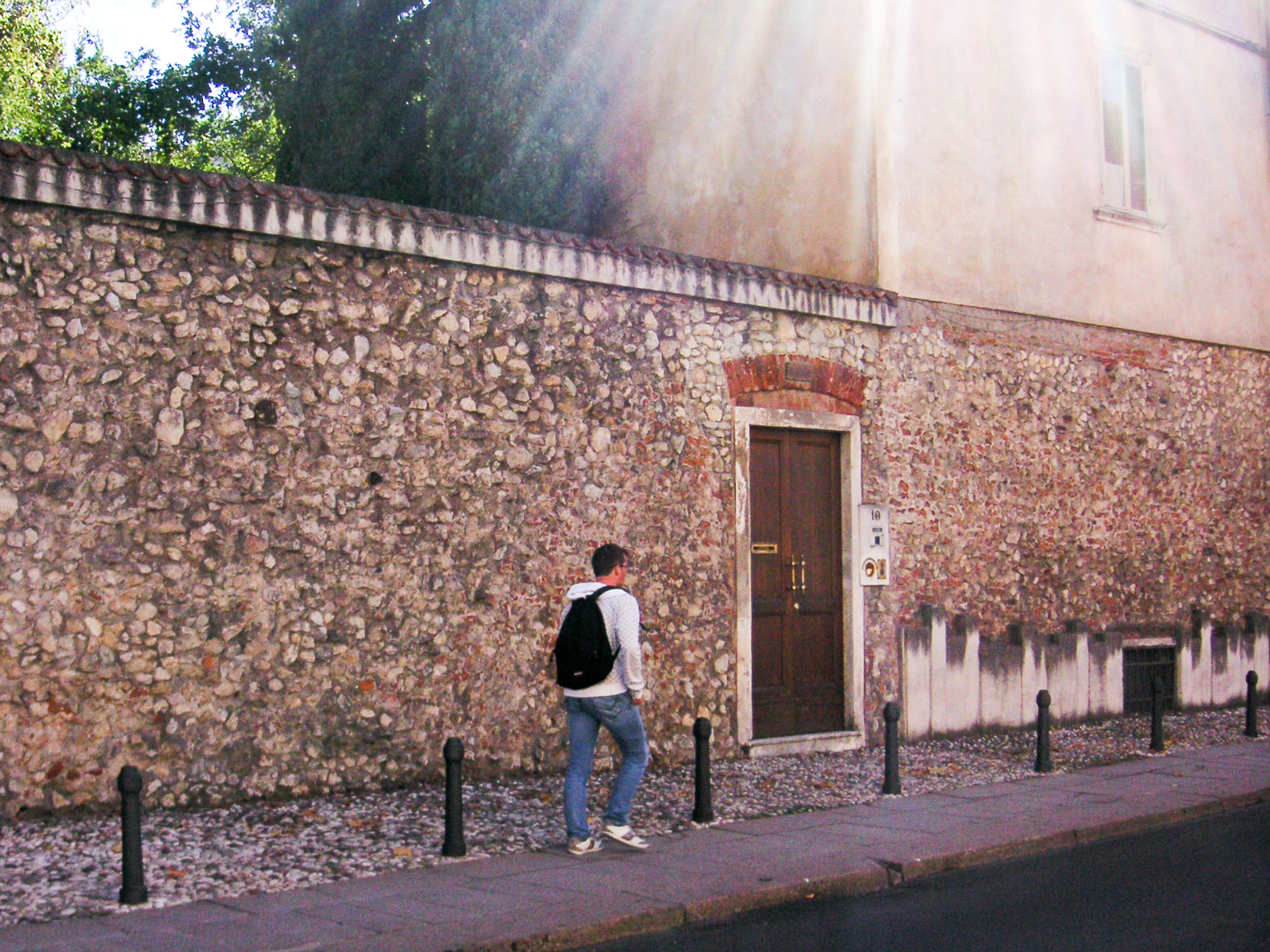
Mura altomedievali in contrà Porton del Luzo
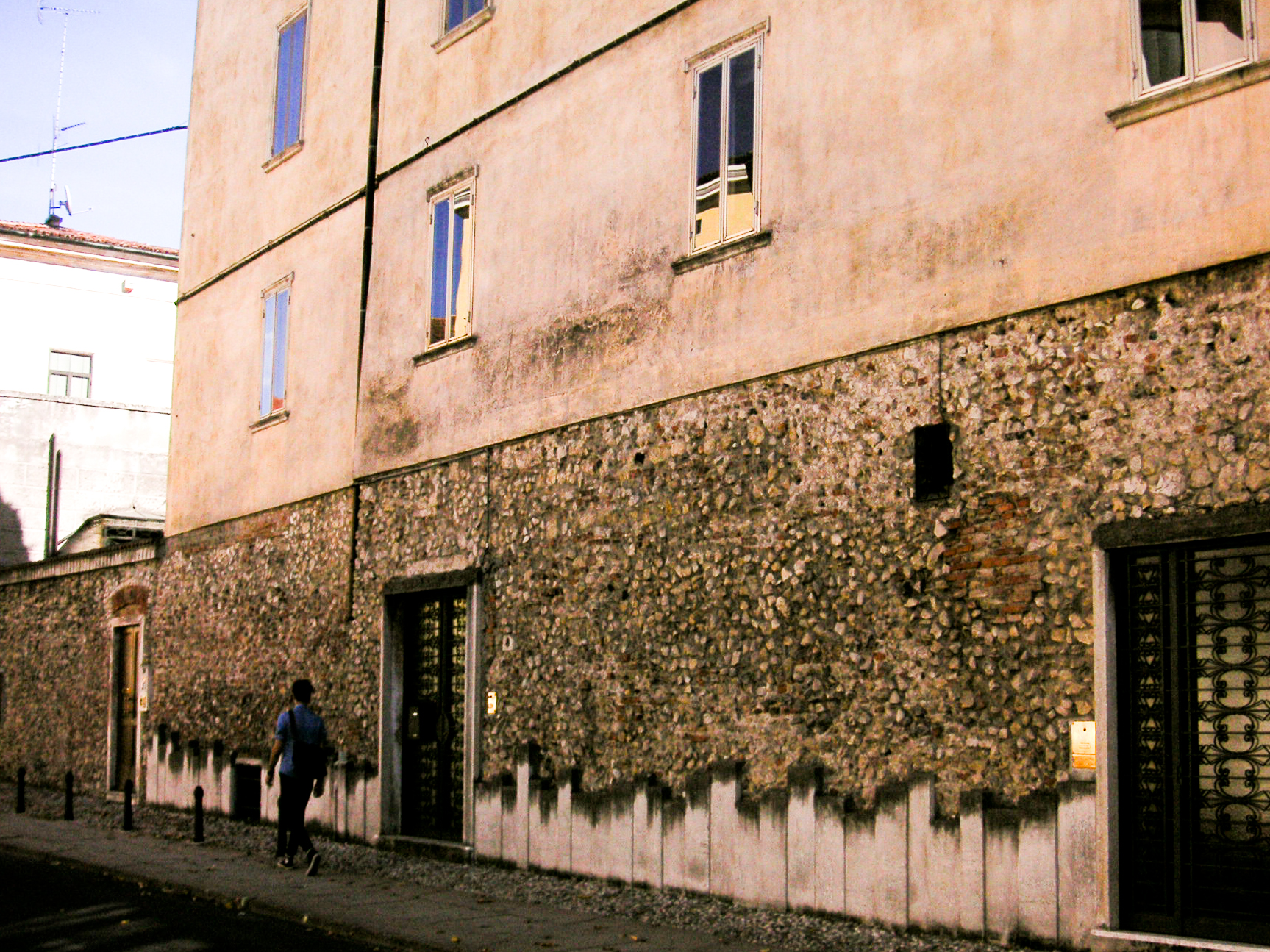
Mura altomedievali in contrà Porton del Luzo
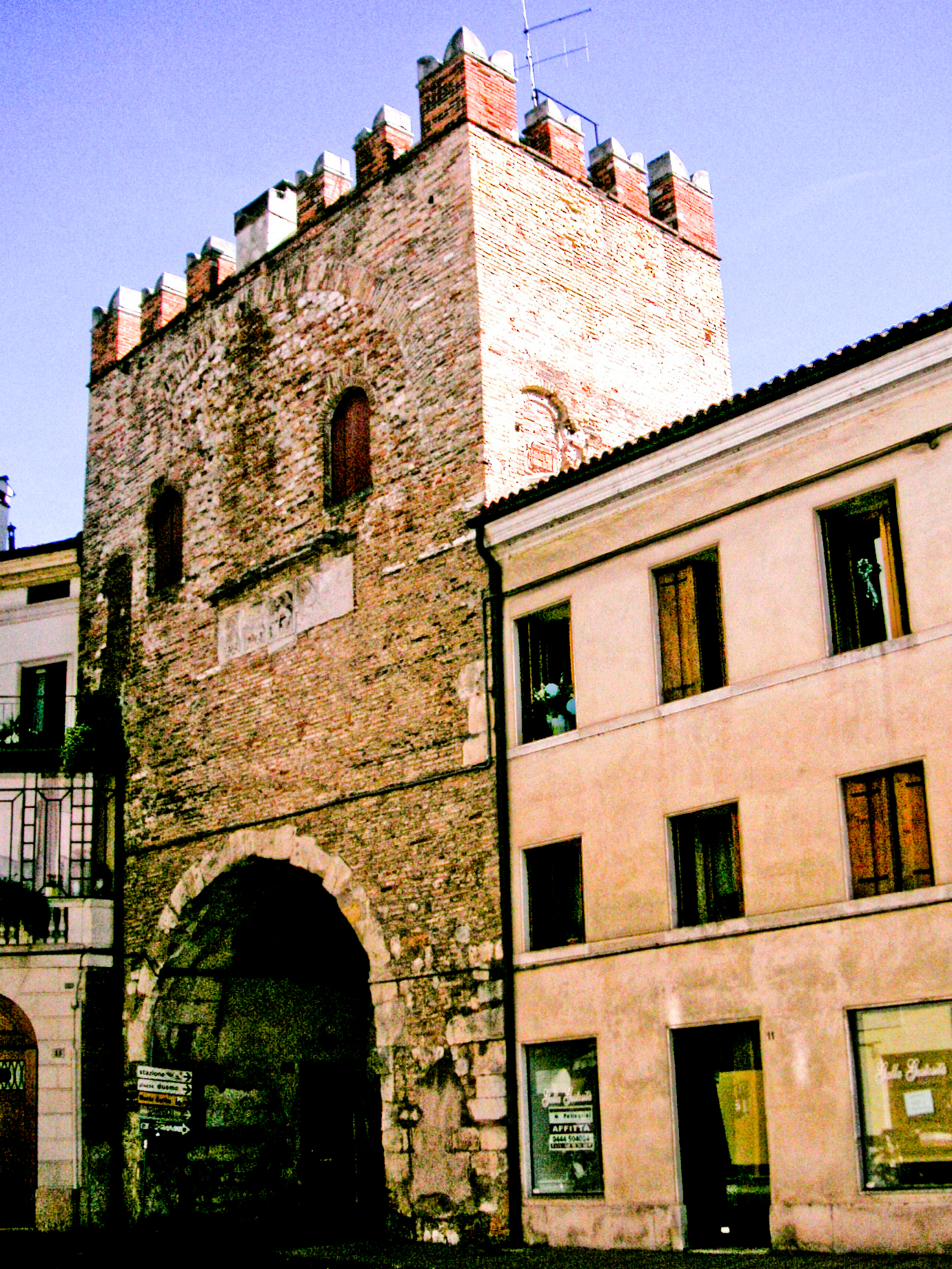
Il Porton del Luzo, che si apriva a sud-est nella cinta medievale
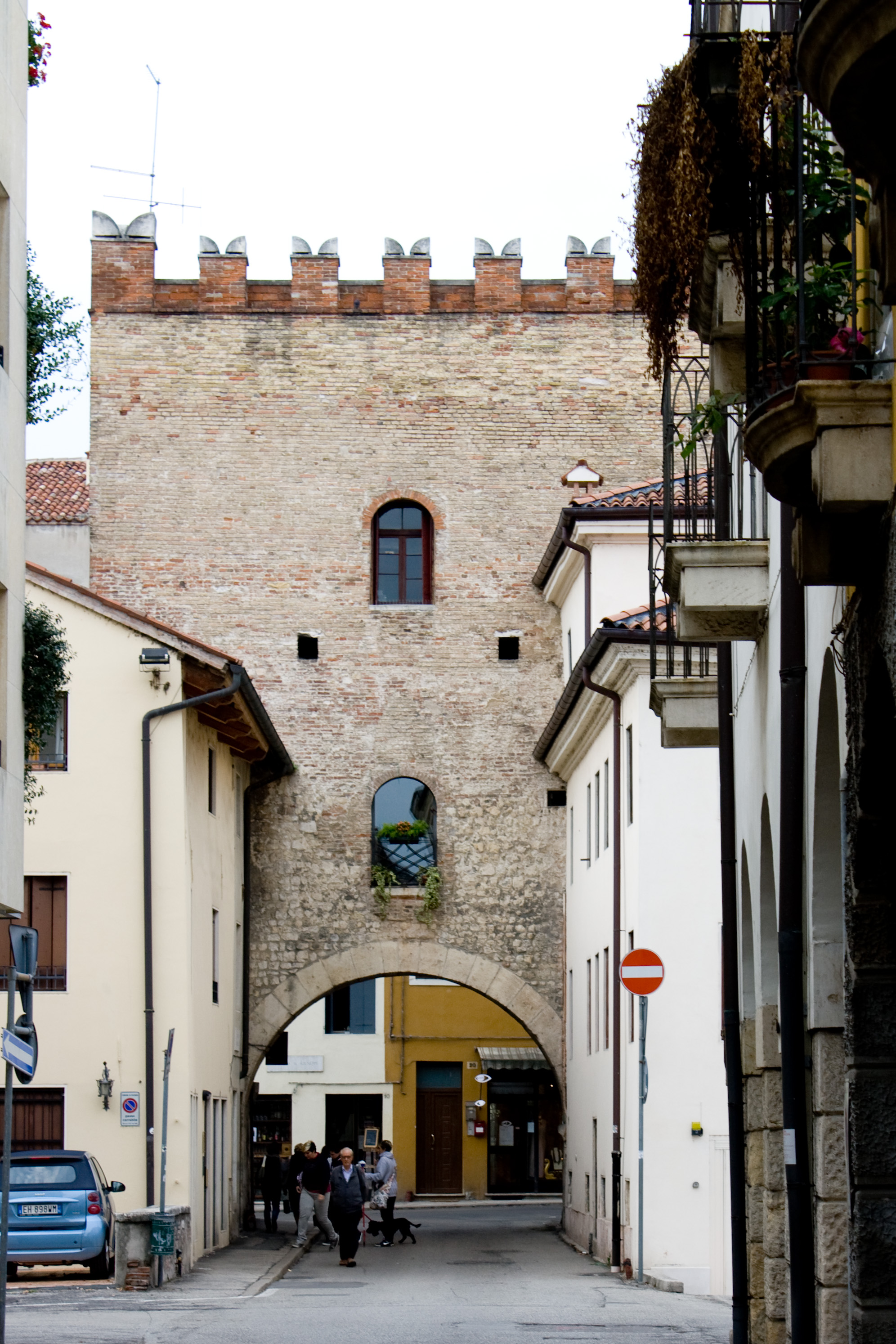
Porton del Luzo
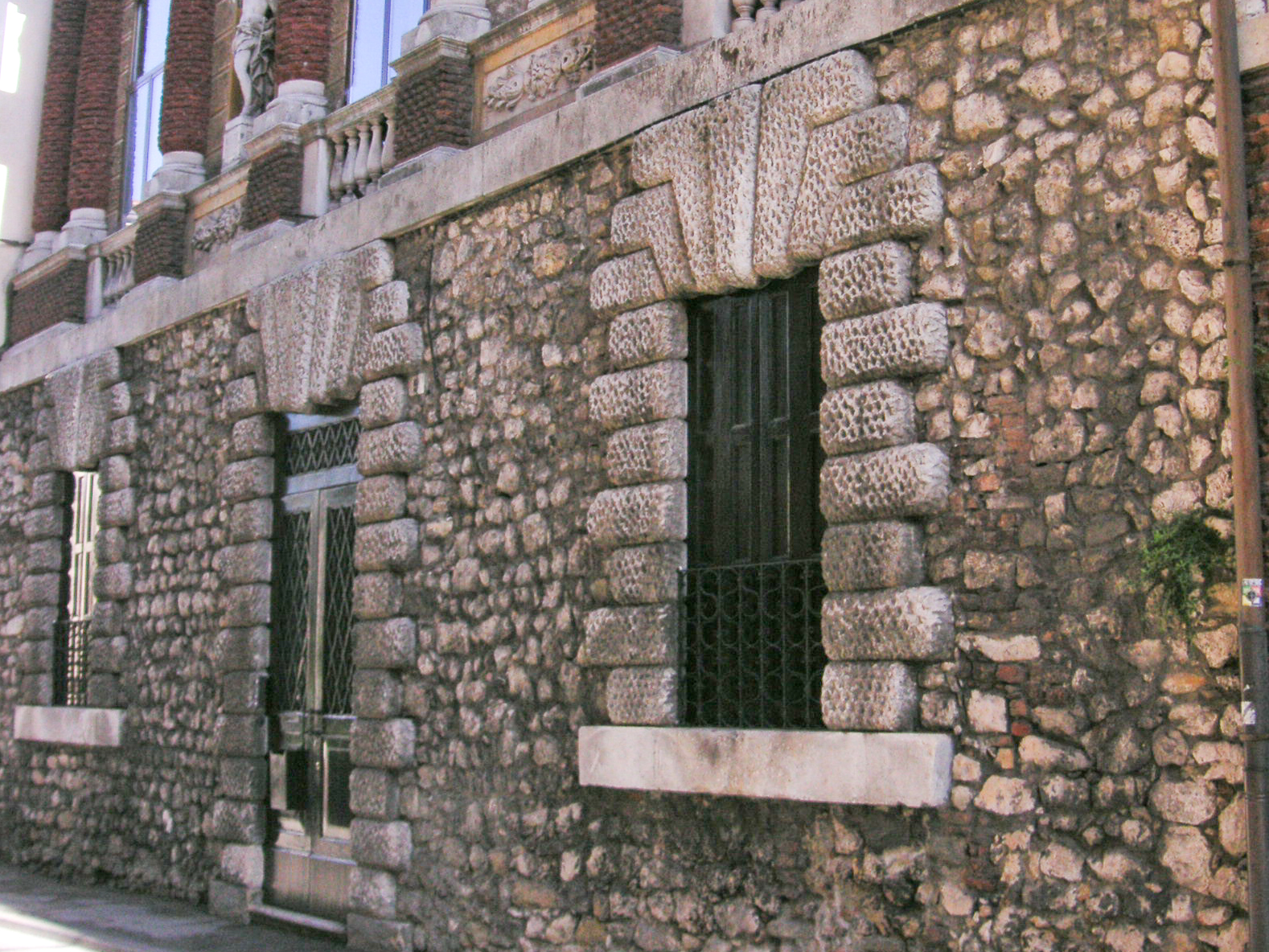
Palazzo Zamberlan costruito sulle mura altomedievali
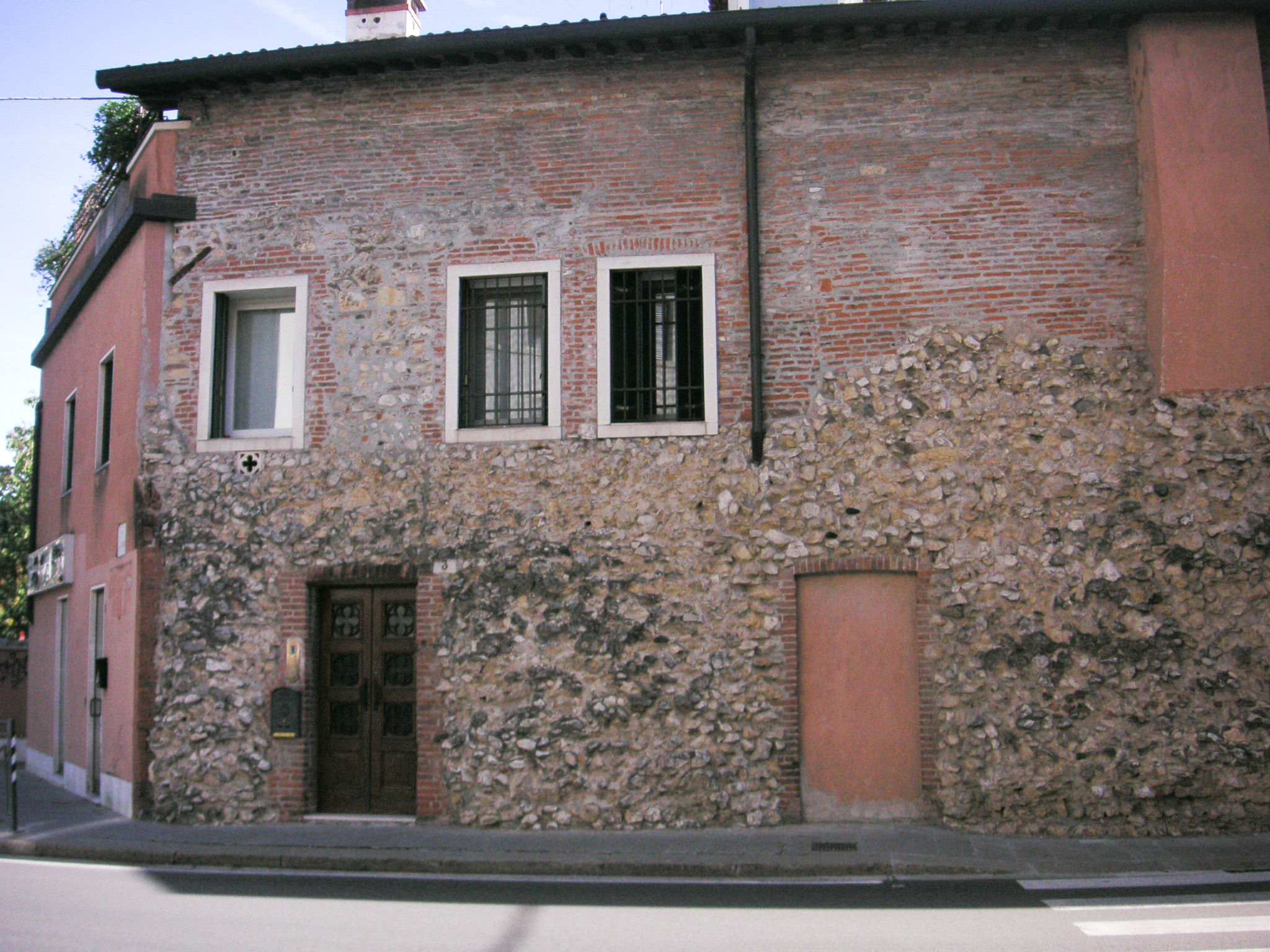
Mura altomedievali, incorporate in un'abitazione, in Mure San Michele
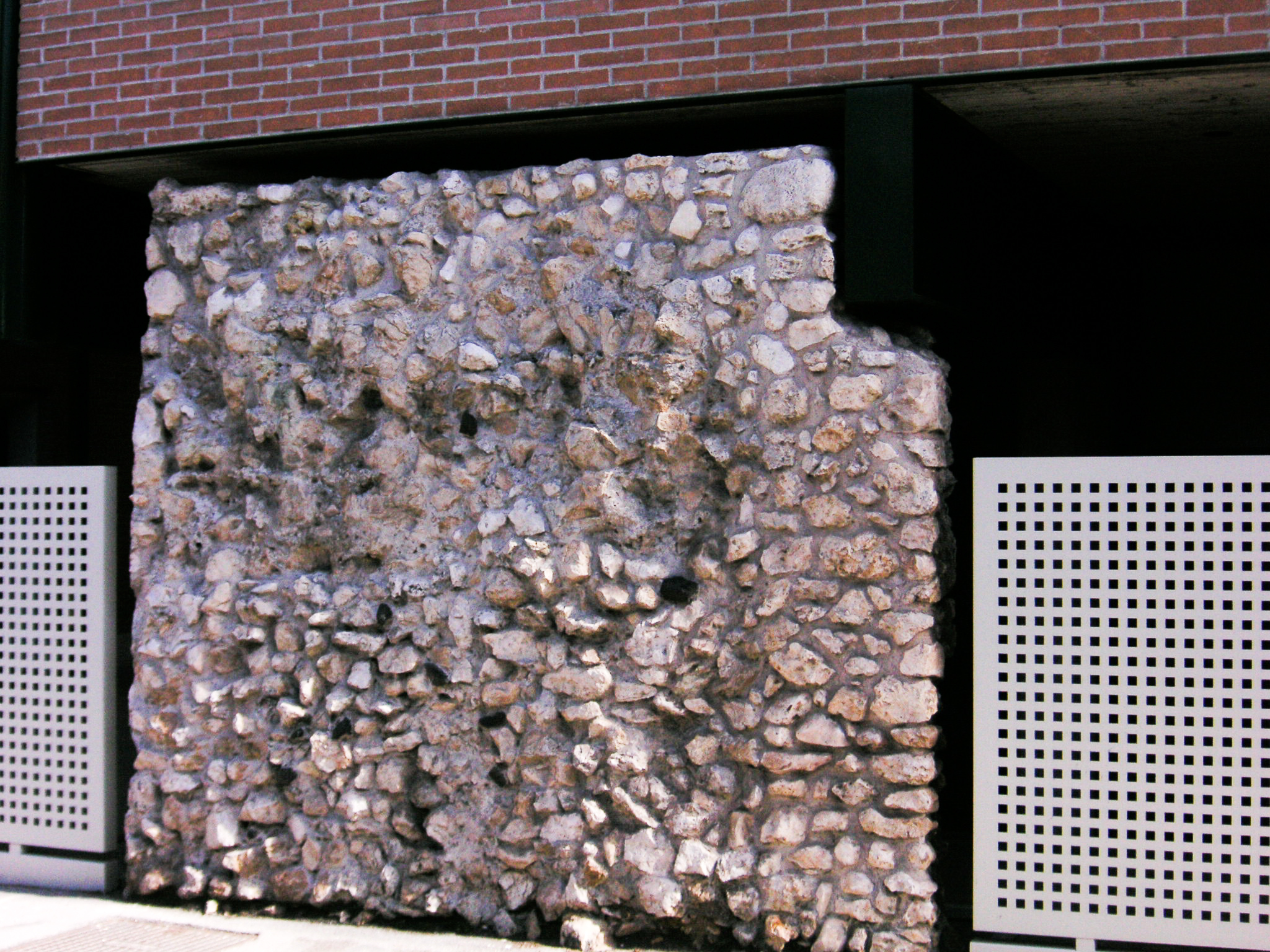
Tratto di mura altomedievale in Mure San Michele

I fossati della prima cinta
Pressoché l'intero circuito delle mura altomedievali era protetto dall'acqua.
Ancora durante il primo millennio i benedettini, bonificando la palude a nord-ovest della città, avevano incanalato le acque della roggia Seriola - detta anche Bacchiglioncello - da Maddalene fino a pochi metri dal convento dei Crociferi, per farle scaricare nel Bacchiglione. In seguito, negli ultimi decenni del XII secolo, i vicentini ne avevano ulteriormente prolungato l'alveo per portarlo fin sotto Porta Nova. Di lì un fossato appositamente scavato costeggiava all'esterno le mura - a un dislivello di 4-5 metri inferiore - passava per contrà Cantarane, percorreva il tratto che dal Cinquecento in poi sarebbe stato occupato dai Giardini Salvi sottopassando la Loggia Valmarana, arrivava alla Porta Feliciana, separava il Campo Marzo da contrà Mure Pallamaio per versare infine l'acqua nel Retrone presso Ponte Furo. Nel 1222 questo percorso fu ulteriormente prolungato, costruendo un ponte-canale che valicava il Retrone, portava l'acqua in un'ulteriore fossa dietro a Porton del Luzo e alla Porta de Mezo e attraversata la piarda giungeva al Ponte delle Barche, dove l'acqua si gettava infine nel Retrone, in un punto vicinissimo alla confluenza con il Bacchiglione.
Secondo il Sottani, anche il breve tratto di mura tra Porta Pusterla e Porta Nova era protetto da una fossa, la cui parte iniziale corrisponderebbe a contrà delle Beccariette e che sarebbe stata interrata quando furono costruite le mura occidentali. Tra le mura, il fossato e il fiume vi sarebbe stata un'ampia piarda, detta Prà dell'Asinello.
Infine, la protezione delle mura tra Porta Pusterla fino all'Isola e alle Barche era affidata al fiume Bacchiglione. Anche in questo tratto, fino a Porta San Pietro, esisteva un'ampia piarda, fino al Novecento chiamata piarda dei Tecchio, ora occupata dal Patronato Leone XIII; da San Pietro fino al Ponte delle Barche, invece, il fiume lambiva direttamente le mura.

### Il simbolismo del cerchio e delle mura
Con riferimento ad alcuni studi storici, in particolare quelli dello storico francese Le Goff, Franco Barbieri insiste sul significato simbolico riassunto nelle mura e nell'aspetto circolare della città medievale. Anche a Vicenza si affermava la tipica tendenza radiocentrica medievale, che racchiudeva la città in un perimetro circolare, entro termini pressoché equidistanti da un punto intermedio tra la cattedrale e la sede del potere comunale.
Erano forse presenti influenze etniche: gli accampamenti delle popolazioni germaniche erano rotondi, una disposizione funzionale a un ordinamento gerarchico. Ben più forti erano le ragioni politiche, ideologiche e religiose, che producevano un marcato simbolismo. La città, dimora degli uomini, piccolo microcosmo, aspirava a farsi simile alla perfezione dell'universo che, stando alla concezione aristotelico-tolemaica, era organizzato in cerchi concentrici. La città terrena doveva corrispondere all'immagine del suo prototipo ideale, la Gerusalemme celeste che nella tradizione iconografica veniva rappresentata chiusa in un cerchio perfetto attorno al tempio di Salomone. Il circuito rafforzava la sacralità della città e del potere che in essa risiedeva.
Nell'Apocalisse di Giovanni, dodici angeli appaiono a presidio delle porte della Città santa: e gli Statuti di Vicenza del 1264 intimano di far eseguire al più presto, sulle porte civiche, affreschi in onore della Vergine, dell'apostolo Pietro, dell'arcangelo Michele, dei Santi Cristoforo, Felice e Fortunato. Le porte, consacrate, costituivano non solo il necessario veicolo all'osmosi tra la città e il suo territorio, ma rimarcavano il divario nettissimo tra l'interno, regno dell'ordine tutelato dalla fede, e il disordine esterno: fuori si apriva la natura, la non-città. Già Aristotele, nel settimo capitolo della Politica, raccomandava alla città le mura non solo perché necessarie, o quanto meno utili alla difesa, ma perché possono esservi d'ornamento e di definizione dello spazio identitario, significativo dal punto di vista sia tecnologico sia artistico.
La città medievale ci appare quindi organismo funzionale, ma anche immagine allegorica di un mondo trascendente. Scomparsa - all'infuori di alcune chiese, conventi e palazzi comunali - pressoché ogni importante testimonianza della facies interna della città, oggi le mura, o ciò che di esse rimane, rappresentano uno dei documenti privilegiati per la conoscenza del Medioevo in questo territorio.
Che questa fosse la visione del mondo e della città e che fosse duratura nel tempo, è documentato da due importanti testimonianze del Cinque e del Seicento.
Quando, nel 1577, i vicentini vollero presentare alla Madonna di Monte Berico, in ringraziamento dello scampato flagello dalla peste, un modello della città in argento, Vicenza venne rappresentata chiusa nell'anello della sola cinta più antica, con le sue cinque porte principali. Il secolo seguente, nella sua Descrizione della città di Vicenza, Silvestro Castellini, suddividendo l'amplissimo materiale raccolto in due distinte sezioni, dentro le mura e nei borghi, riteneva che le mura – in quanto valido strumento di demarcazione tra urbano ed extra urbano – fossero unicamente quelle altomedievali, senza le pur già avvenute aggiunte scaligere e veneziane.

## Basso Medioevo

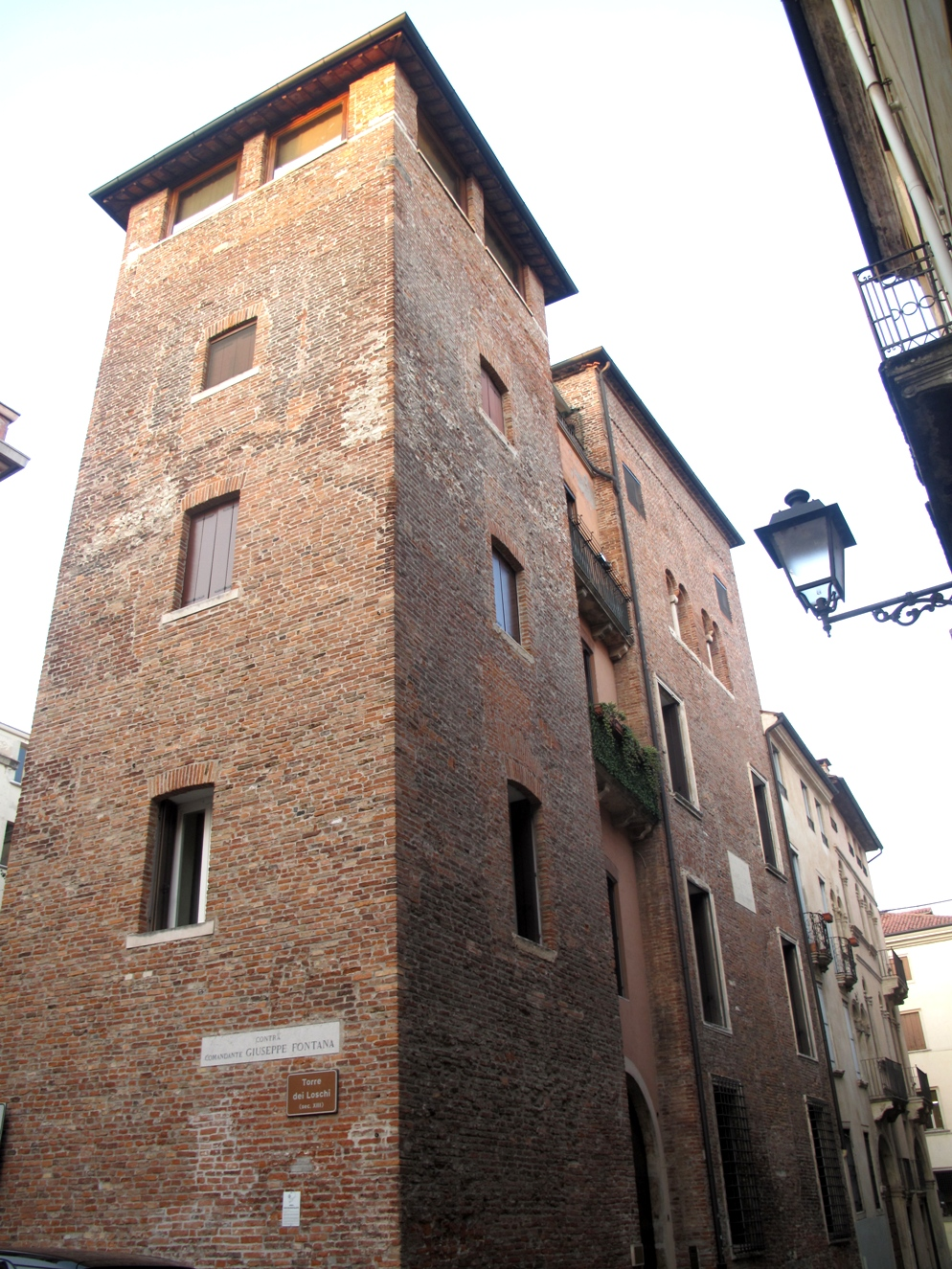
Torri dei Loschi, in contrà Sant'Antonio, probabilmente della fine dell'XI secolo. Secondo la tradizione furono risparmiate da Federico II nel sacco di Vicenza del 1236, perché vicine alla cattedrale.

### Le torri
Nel Duecento la struttura urbanistica della città era simile a quella di altre città venete o dell'Italia centro-settentrionale.
Da tempo erano cessate le scorrerie dei popoli barbari, ma la permanente rivalità con le città vicine e il frequente passaggio di eserciti che depredavano tutto ciò che trovavano imponevano la necessità di difendersi con mura e fortificazioni adeguate, entro le quali la popolazione della città e del territorio potesse rifugiarsi in caso di pericolo. I podestà della prima metà del XIII secolo erano direttamente responsabili della raccolta dei tributi, della difesa della città e del distretto, che veniva attuata sia con la custodia permanente delle mura e delle fortificazioni che con la mobilitazione di uomini in caso di bisogno.
Ma anche al suo interno la città era ricca di fortificazioni. Ne aveva cambiato l'aspetto l'arrivo delle famiglie feudali, che preferivano la vita cittadina a quella dei castelli di campagna, ma che in città vivevano allo stesso modo, in un clima di rivalità, di competizione e di reciproca difesa. Secondo il cronista Giambattista Pagliarino che scriveva qualche secolo più tardi, le case-torri sarebbero state più di cento. Può trattarsi di un'esagerazione, ma è documentato che il Comune nel 1208 dovette emanare un praeceptum, una sorta di regolamento edilizio, per dare ordine al moltiplicarsi di edifici e di mura e all'occupazione delle aree pubbliche. Di tutte queste case-torri oggi si possono vedere, in uno stato vicino a quello d'origine, soltanto le Torri dei Loschi; in altri punti del centro storico, però, come in contrà delle Pescherie Vecchie, l'alta e stretta struttura delle case testimonia la comune origine.
Molte erano anche le torri pubbliche: il Palatium vetus, prima sede del Comune nella seconda metà del XII secolo, aveva due torri simili alle due della cattedrale; qualche decennio più tardi, il Comune acquisì per il Palazzo del Podestà la Torre dei Bissari e quella del Tormento, che nell'insieme rappresentavano la sede del potere pubblico. A difesa delle porte cittadine erano sempre affiancate delle torri, al giorno d'oggi tutte distrutte, eccezion fatta per la Torre Coxina, costruita a protezione della porta di San Pietro, e per il Torrione di Porta Castello.

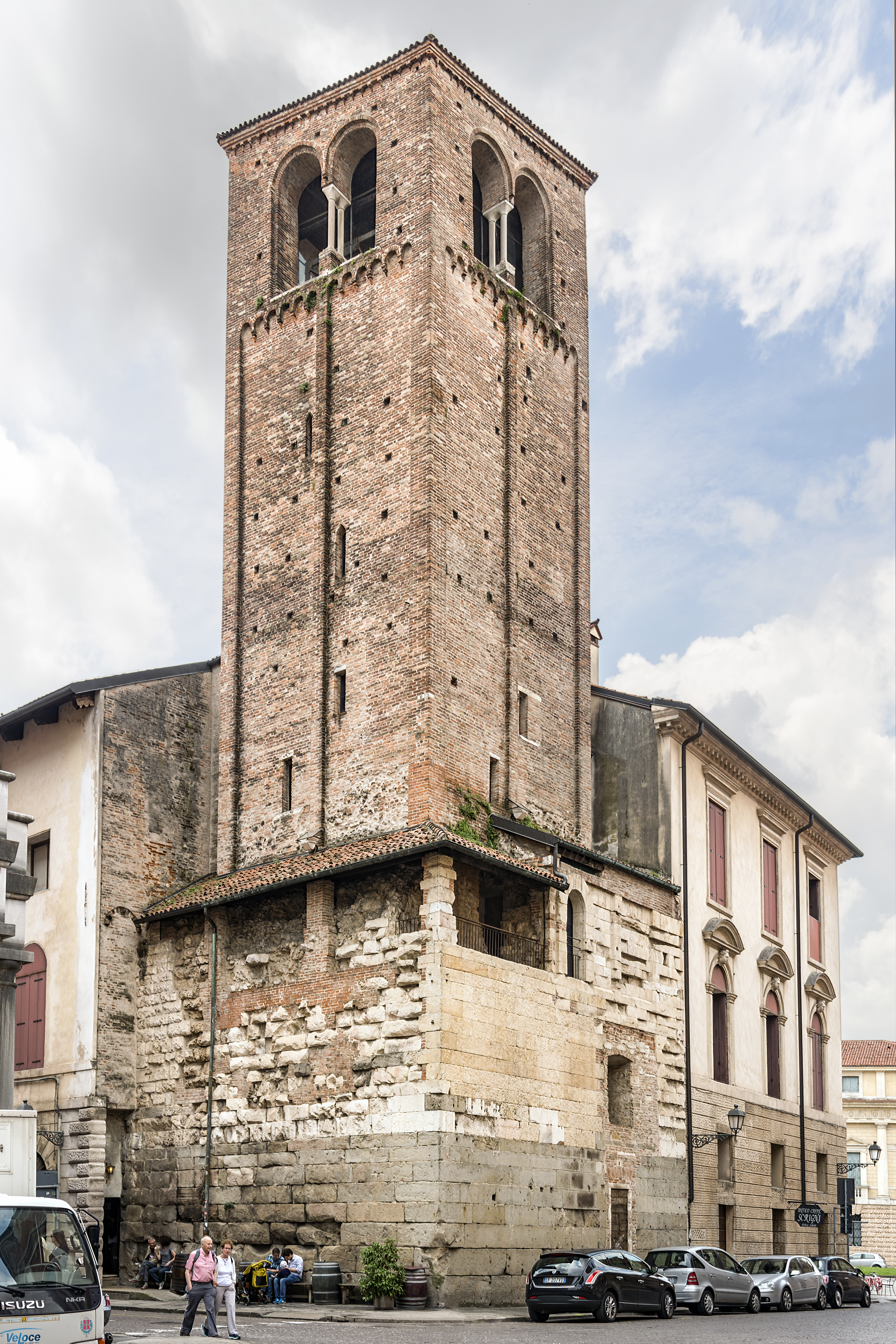
Il basamento del campanile della cattedrale è parte di una fortificazione del X secolo
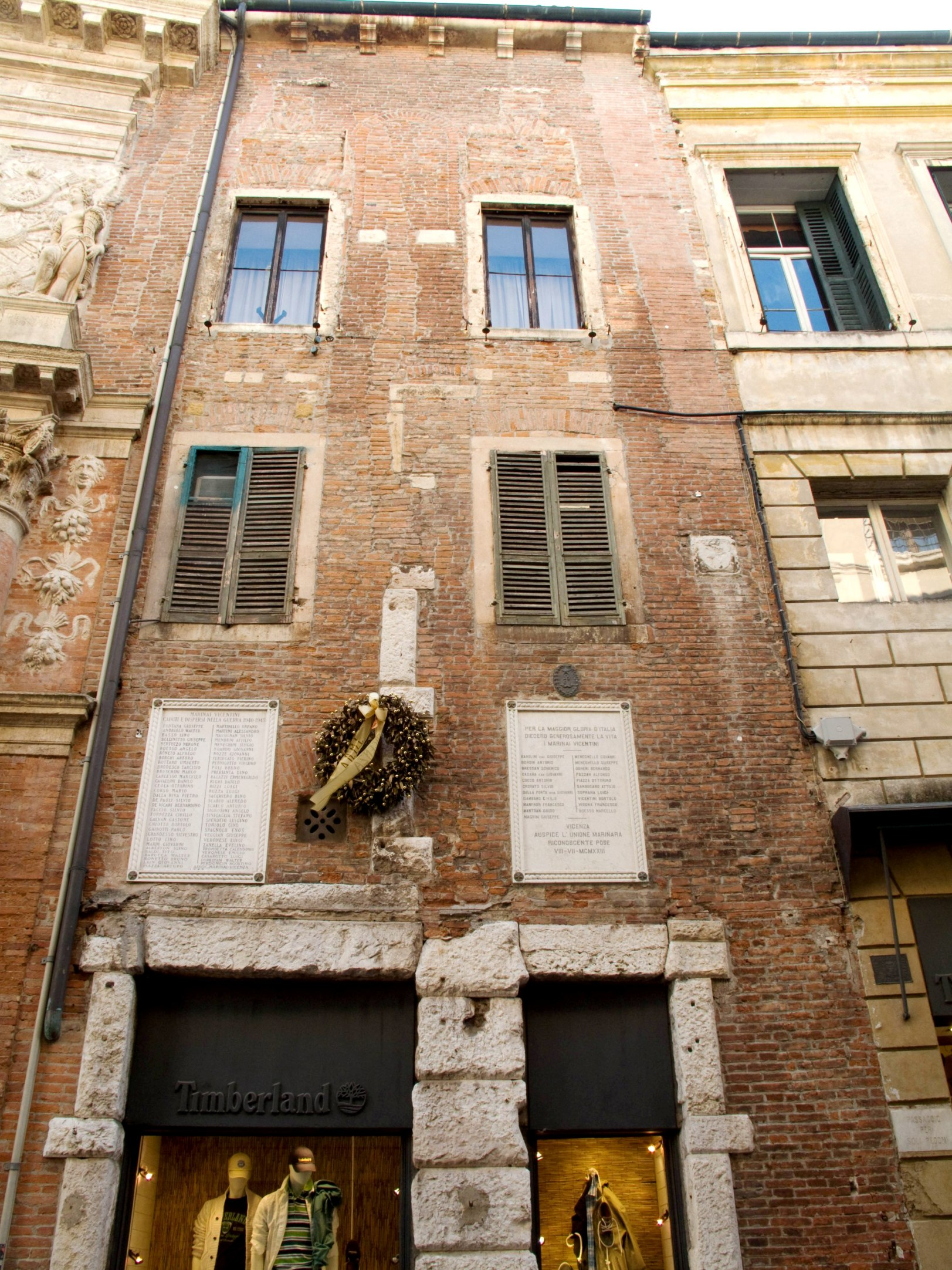
La Torre dei Verlato in contrà del Monte. La sua esistenza è ricordata dal XII secolo, nel 1312 fu confiscata dal Comune alla famiglia dei Verlato, nel 1404 divenne residenza del Capitano veneto
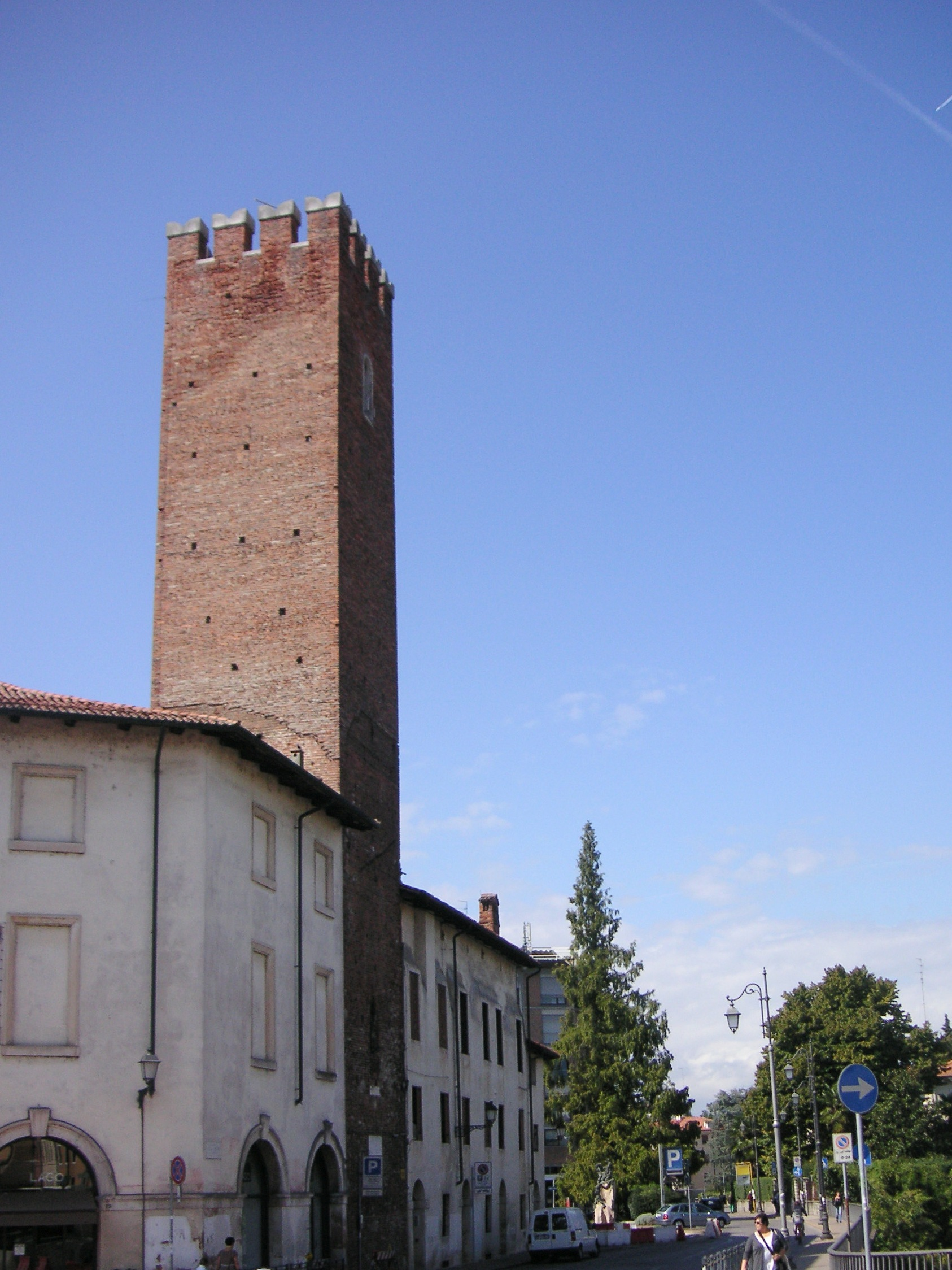
La Torre Coxina, del Duecento ma rialzata di qualche metro con la ricostruzione nel dopoguerra, inserita nel Palazzo del Territorio

### I castelli cittadini
Verso la metà del Duecento, con il graduale affermarsi delle signorie, anche la dimensione delle fortificazioni cominciò ad aumentare. Durante il periodo della sua tirannia, Ezzelino III fortificò il Castrum Thealdum, sulla sommità del colle sul quale fu poi costruita la chiesa di Santa Corona e la casa-torre sequestrata ai Maltraversi.
Il castello di San Pietro

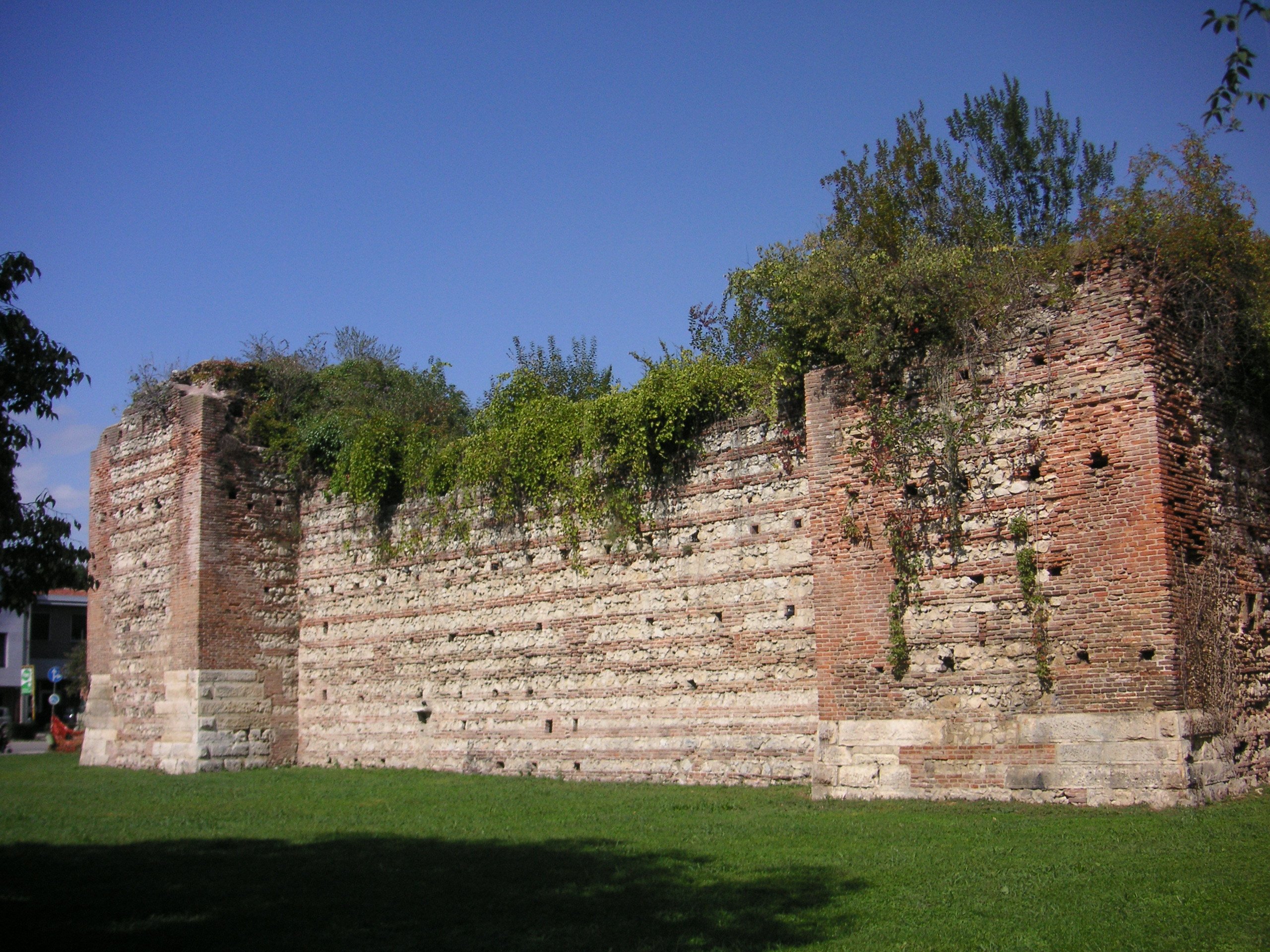
La fortezza scaligera della Rocchetta

Nella seconda metà del secolo, quando Padova estese la propria egemonia su Vicenza, essa impose la fortificazione - oltre che delle mura e della Porta de Berga con il Castello di Pra de Valle - anche dell'intera Isola con la costruzione di un castello, dotato di una guarnigione permanente. Questo servì a poco, perché quando nel 1311 gli Scaligeri in nome dell'imperatore conquistarono Vicenza, anche il castello cadde senza che la guarnigione opponesse resistenza; venne poi semidistrutto durante la guerra veneto-scaligera quando, nel 1338, i veneziani occuparono i borghi di Vicenza e non fu più ricostruito come fortificazione. Nel 1375 fu trasformato in magazzino e arsenale, poi nel tempo destinato a prigioni, a sede del governo del territorio e ancora a Teatro Olimpico.
Il castello scaligero
All'estremo opposto, al limite occidentale della città vicino alla porta Feliciana, appena insediatosi a Vicenza Ezzelino III da Romano fece ampliare e consolidare una casa-torre del secolo XII appartenuta e confiscata alla famiglia Maltraversi. Morto il “tiranno”, essa venne demolita, ma nel 1343 Antonio e Mastino II della Scala fecero ripristinare la fortezza ezzeliniana, ampliandola in un vero e proprio Castello, grande, che occupava un'area quadrata, circondato da profonde fosse, cinto da torri ai quattro angoli e con il torrione al centro. Nello stesso periodo la torre campanaria dell'abbazia di San Felice fu munita di merlature e divenne anch'essa strumento difensivo.
Oltre al toponimo, del Castello oggi restano solo il possente Torrione e una delle porte, quella posta più a nord.
Oggi rimane comunque possibile ritrovare il perimetro del castello scaligero percorrendo il fronte degli edifici ottocenteschi costruiti sul lato occidentale di piazza del Castello, una delle più ampie della città, ottenuta interrando la fossa che circondava il castello. Resta anche un'unica minore torre angolare, corrispondente al vertice di sud-ovest e tuttora visibile da piazzale De Gasperi (ma la terrazza sommitale è stata realizzata tra il 1835 e il 1850). Tra piazza del Castello e le attuali porte, l'ampio spazio dominato dalla mole possente del torrione, è quanto resta della grande “corte d'armi”.

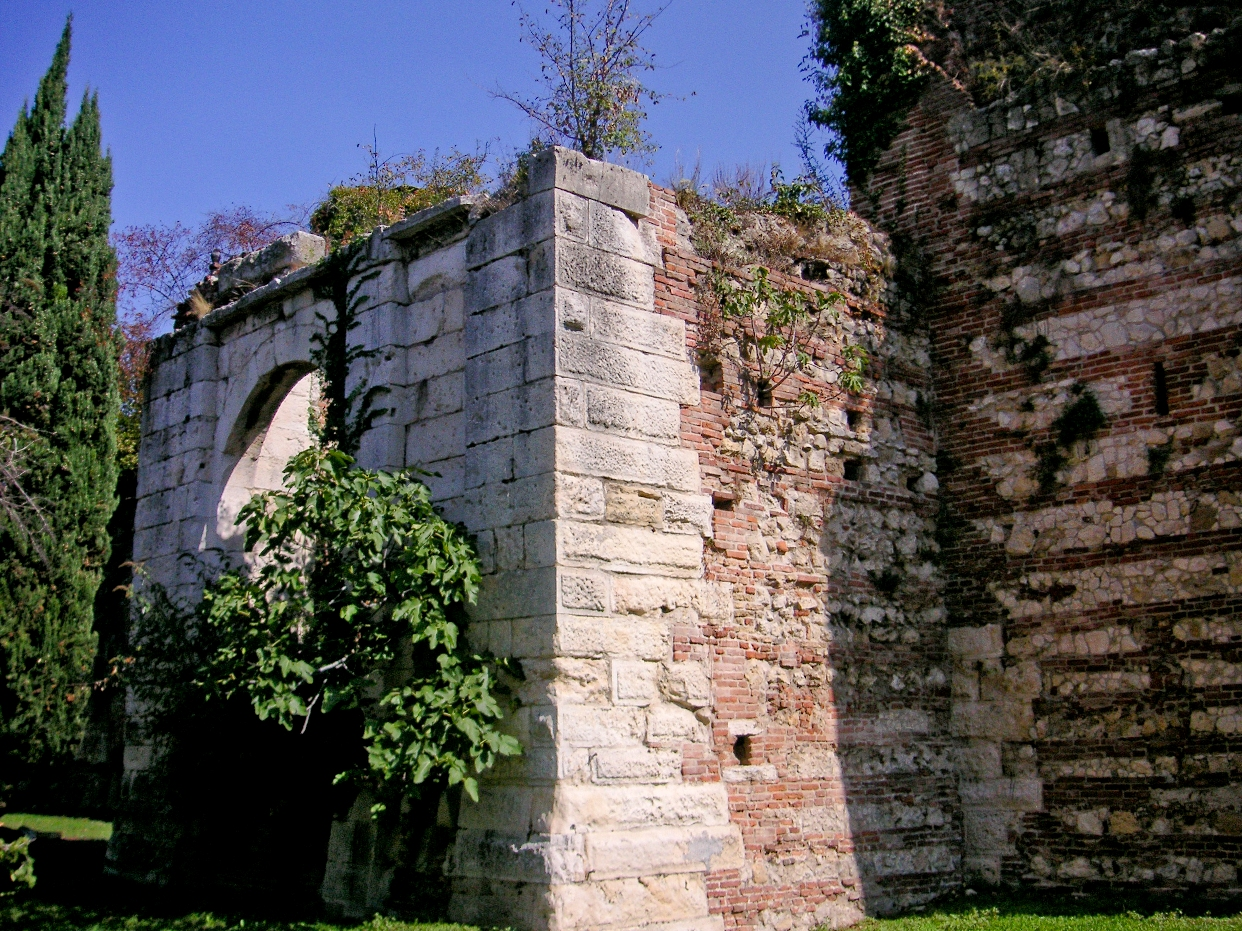
La Rocchetta
La parte occidentale della città, così importante sotto l'aspetto strategico perché rivolta verso Verona, fu ulteriormente rafforzata con la costruzione della Rocchetta. Era un cospicuo manufatto su base quadrata, di 32 metri di lato, con torri angolari scudate, circondato totalmente da fossato – allo scopo, la Seriola era stata deviata all'interno – con due porte munitissime, ponti levatoi e più robustissime chiuse. I muri andavano da uno spessore di 3,20 m, verso la campagna, a 1,50 m, verso la città; attorno al cortile, su tre lati, si addossavano edifici per tre piani, destinati ad una numerosa guarnigione. Nella costruzione della Rocchetta - così come per la Porta santa Croce - si fece uso solamente della pietra di Montecchio, molto resistente e dura.
In realtà questa fortezza non fu mai utilizzata e un paio di secoli più tardi, probabilmente intorno al 1570, Andrea Palladio redasse uno studio per adattarla a uso abitativo, essendo stata dal 1565 circa ceduta in affitto dal Demanio Veneto al patrizio Jacopo Contarini. C'era ormai disinteresse per un complesso del tutto superato dalle nuove tecniche militari.

### Le mura scaligere di Borgo San Pietro

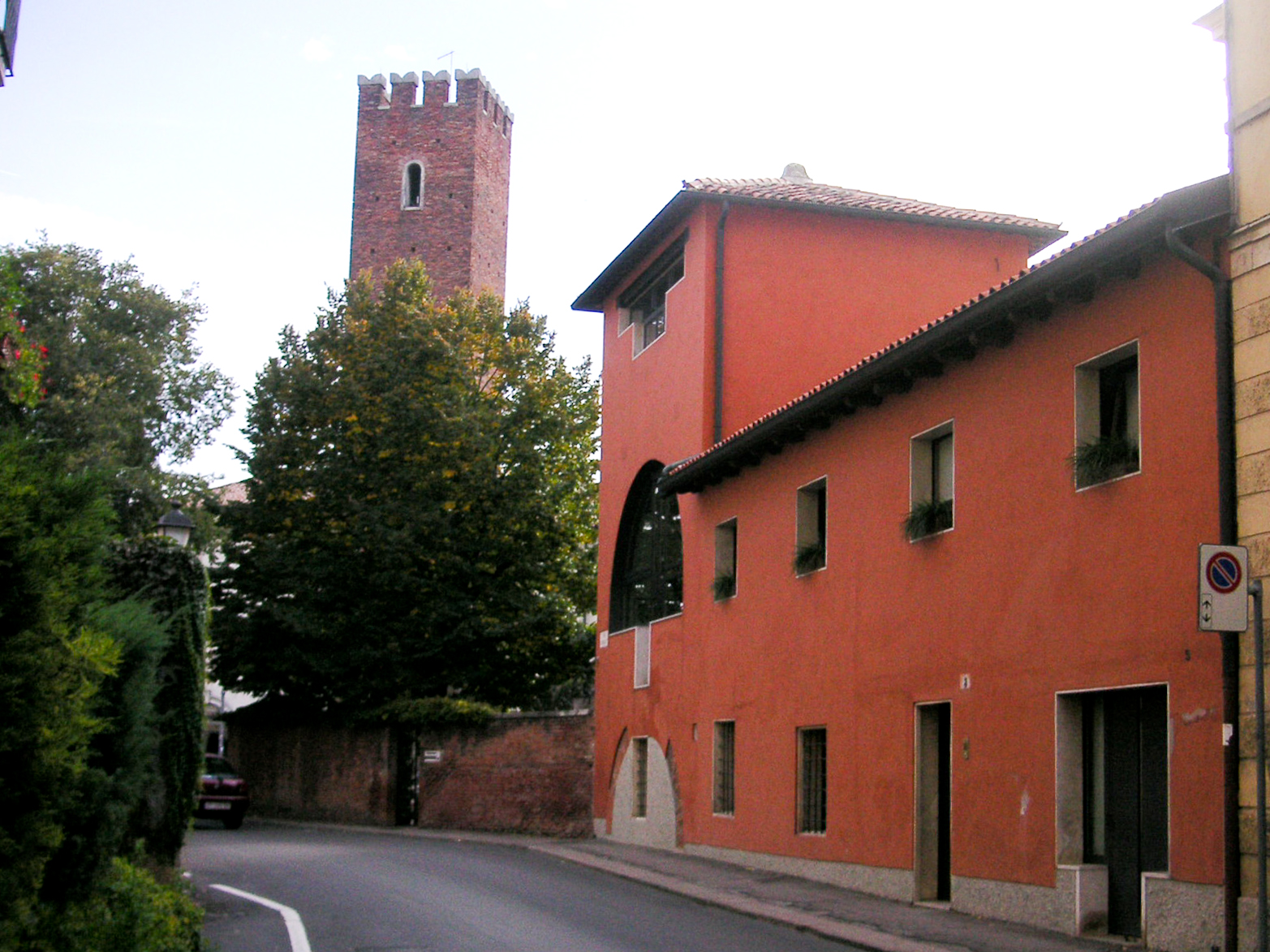
Torricella (completamente ristrutturata), in via Torretti; sullo sfondo la Torre Coxina

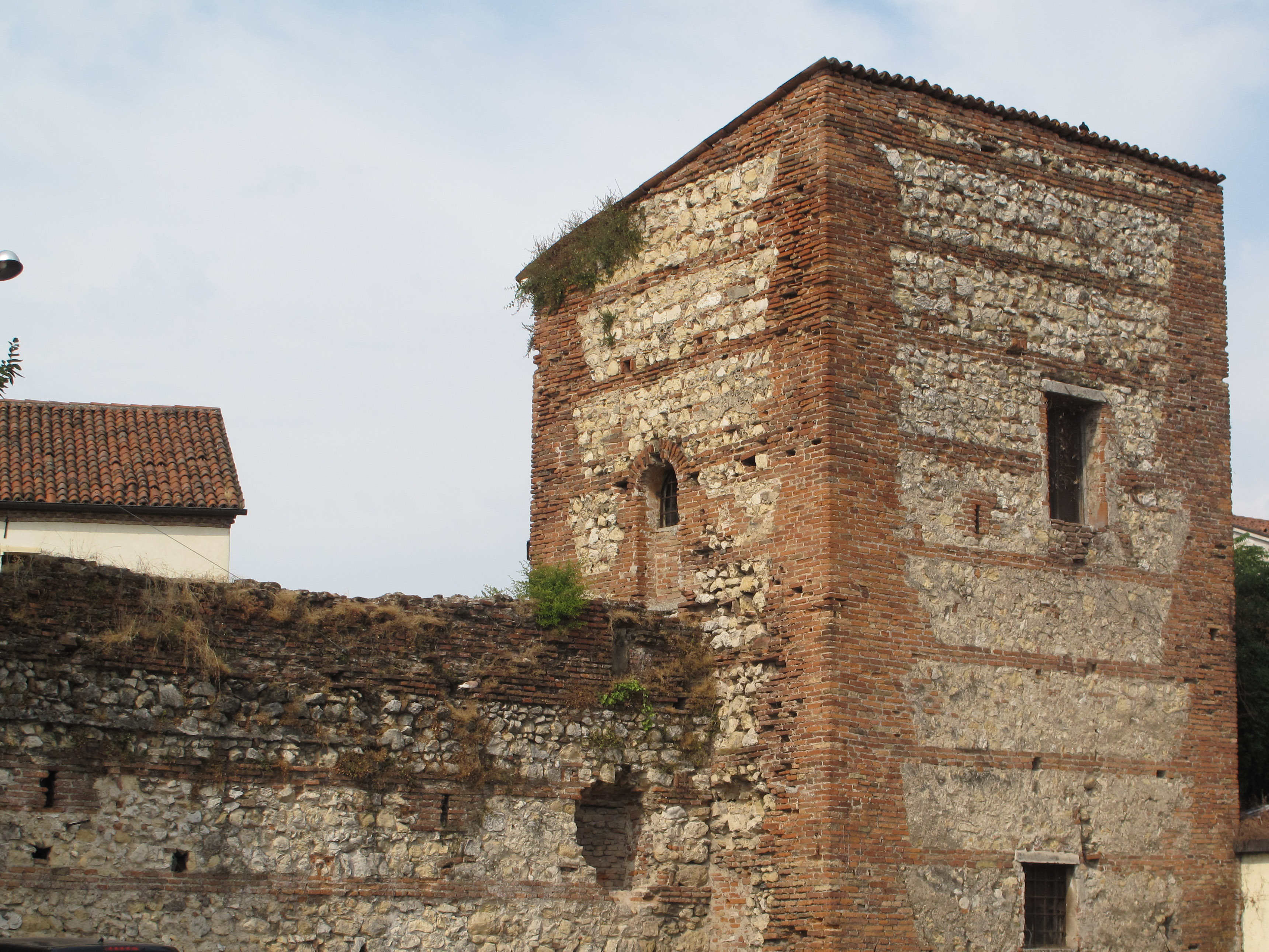
Mura scaligere in via Legione Gallieno

Sotto la signoria degli Scaligeri la città in effetti si arricchiva e si espandeva. Nel corso del Trecento il numero degli abitanti aumentò notevolmente e sorsero nuovi borghi al di fuori dell'antica cinta muraria altomedioevale.
Il borgo orientale al di là del Bacchiglione - chiamato complessivamente Borgo San Pietro dal nome dell'antico monastero delle benedettine, ma formato da diversi piccoli borghi (San Pietro, Camisano, Roblandine, Lisiera, San Vito, secondo le denominazioni attribuite dal Castellini) - all'inizio del Trecento era già densamente abitato, sviluppandosi lungo le cinque strade che si aprivano a raggiera dal ponte sul fiume. Secondo il Castellini tutto il borgo si presentava delimitato da un fossato almeno dal 1182, al quale dal 1344 - cioè dopo la disfatta degli Scaligeri, battuti dalla coalizione veneto-fiorentina - erano stati aggiunti gli spalti, cioè un terrapieno che obbligava il passaggio soltanto attraverso cinque porte (o meglio cinque varchi) intervallate da “battifredi”, una sorta di torri lignee di vedetta.
Erano - partendo dalla direttrice verso sud-est e continuando in senso anti-orario - la Porta di Camarzo, posta vicino al monastero di San Pietro e che metteva a Borgo Casale; quella di Camisano o delle Torricelle o di Padova, che volgeva in direzione di Padova; la porta delle Roblandine, alla fine dell'attuale contrà San Domenico, quella del borgo di Lisiera, che si apriva sull'antica via Postumia verso Cittadella e infine la Porta del borgo di San Vito o di Santa Lucia - che metteva alla coltura di San Vito.
Durante la guerra tra gli Scaligeri e i padovani, nel 1314, essendo al di fuori delle mura, il borgo subì disastrose devastazioni. Anche per queste ragioni, intorno al 1370 Cansignorio della Scala, temendo un nuovo conflitto con i Carraresi, fece cintare tutto il borgo con una nuova cinta muraria, lasciando solo tre porte - Santa Lucia, Padova e anche Camarzo - e facendo chiudere quelle delle Roblandine e di Lisiera. Nel 1560 le monache di San Pietro fecero chiudere anche la Porta di Camarzo.
Percorso (con riferimento alla toponomastica attuale)
Le mura iniziavano a poche decine di metri dall'attuale ponte degli Angeli sulla riva sinistra del Bacchiglione, continuavano sul lato esterno di contrà Torretti (che nel toponimo ricorda le piccole torri che scandivano il decorso delle mura) e per contrà Mure Araceli, dove si apriva la Porta Santa Lucia. Di qui senza interrompersi proseguivano all'esterno di contrà Mure Santa Lucia, Mure San Domenico e Mure Porta Padova. Nel punto in cui quest'ultima via - ora interrotta - sboccava in contrà Porta Padova, si ergeva l'omonima porta, demolita nel 1910 e della quale rimane un modesto rudere poco prima dell'incrocio con viale Margherita. Il muro è ancora discretamente conservato fino all'incrocio con contrà San Pietro, dove esso si ricollegava con il Bacchiglione - che, a quel tempo, compiva un'ansa verso est, scorrendo praticamente parallelo all'attuale via Nazario Sauro - e si apriva la Porta di Camarzo.
La lunghezza complessiva della cinta era di circa 1220 m.

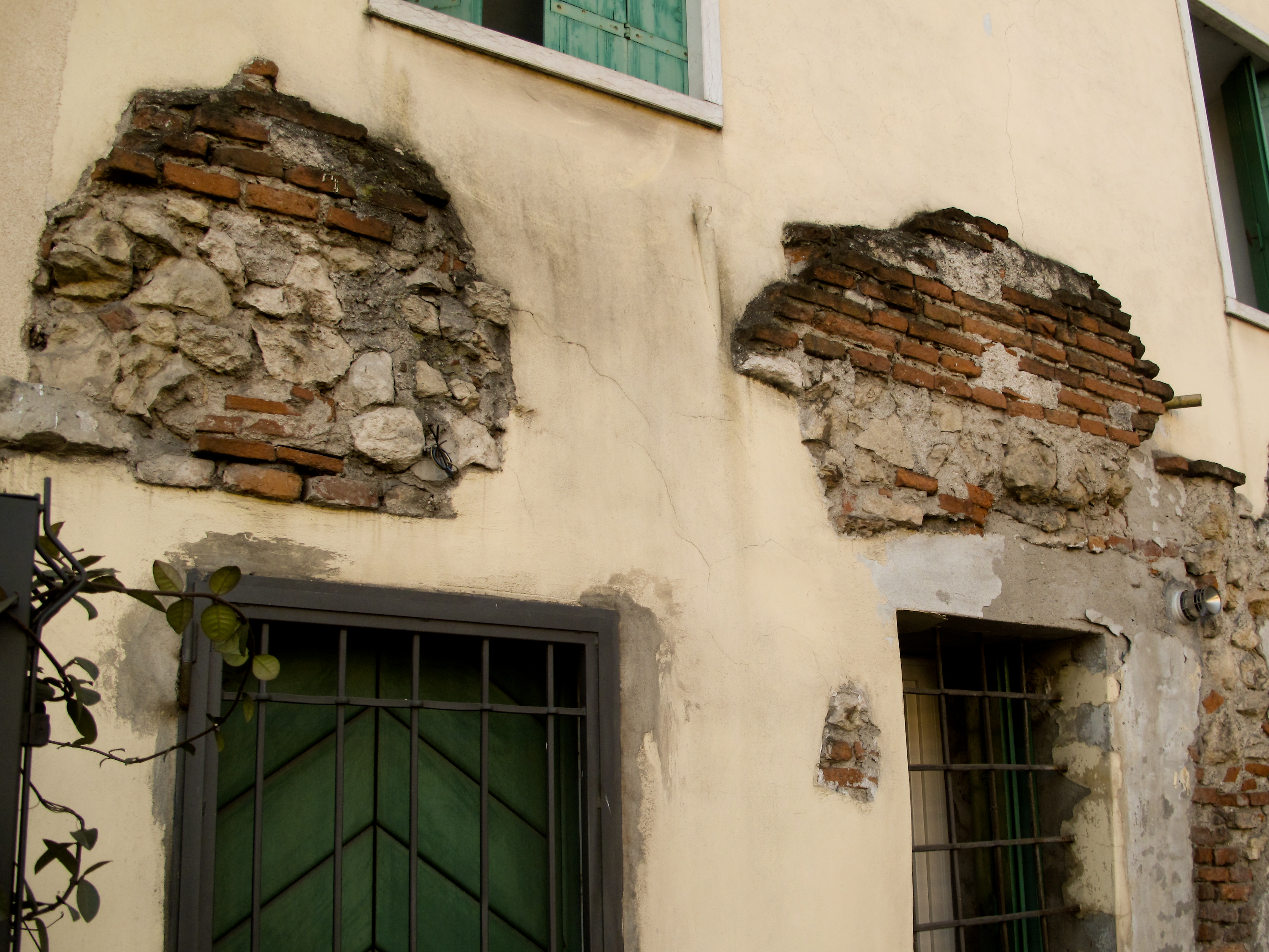
Mura scaligere a Santa Lucia
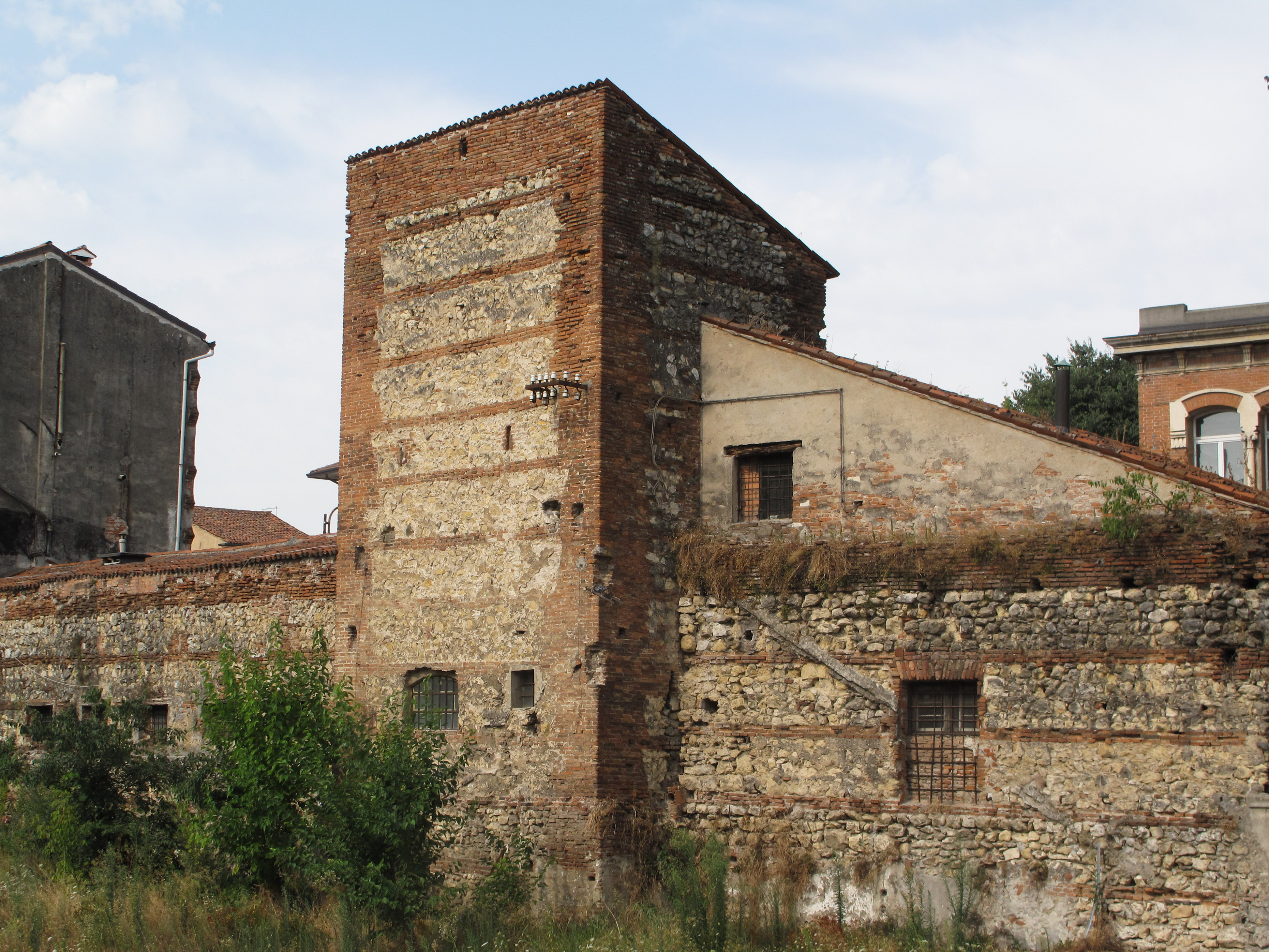
Mura scaligere in via Legione Gallieno, con il sedime dell’antico fossato

I fossati delle mura orientali
Al momento della costruzione di questa cinta, come si è detto, già da un paio di secoli il borgo era delimitato ad ovest da un fossato - cui si erano aggiunti da poco gli spalti - a sud e ad est dal fiume. Non era invece protetto dall'acqua il tratto di mura costruito lungo via Torretti fino a Porta Santa Lucia.
Da ricerche effettuate sembra che in questo fossato l'acqua affluisse, portata dal torrente Tribolo mediante la roggia Riello - detta anche Rio Merdarolo - il cui alveo di oltre 3 km. era stato scavato fin dalla metà del XII secolo. Gli abitanti di Monticello Conte Otto erano stati obbligati dai vicentini a scavarlo fino alla Porta di Lisiera (nell'ultimo tratto corrispondeva all'attuale Borgo Scroffa) e a curarne la manutenzione, in cambio di immunità ed esenzioni fiscali.
Con la costruzione delle mura la fossa - che andava dalla Porta Santa Lucia a quella di Camarzo, per poi gettarsi nel Bacchiglione - venne mantenuta, secondo la tecnica delle fortificazioni militari di quel tempo. In essa continuò ad affluire, almeno fino al 1532, l'acqua di riempimento portata dal rio Merdarolo; successivamente essa fu derivata dall'Astichello in prossimità del monastero di San Bartolomeo tramite la fossa veneziana costruita al tempo della Serenissima.

### Le mura scaligere di Borgo Porta Nova

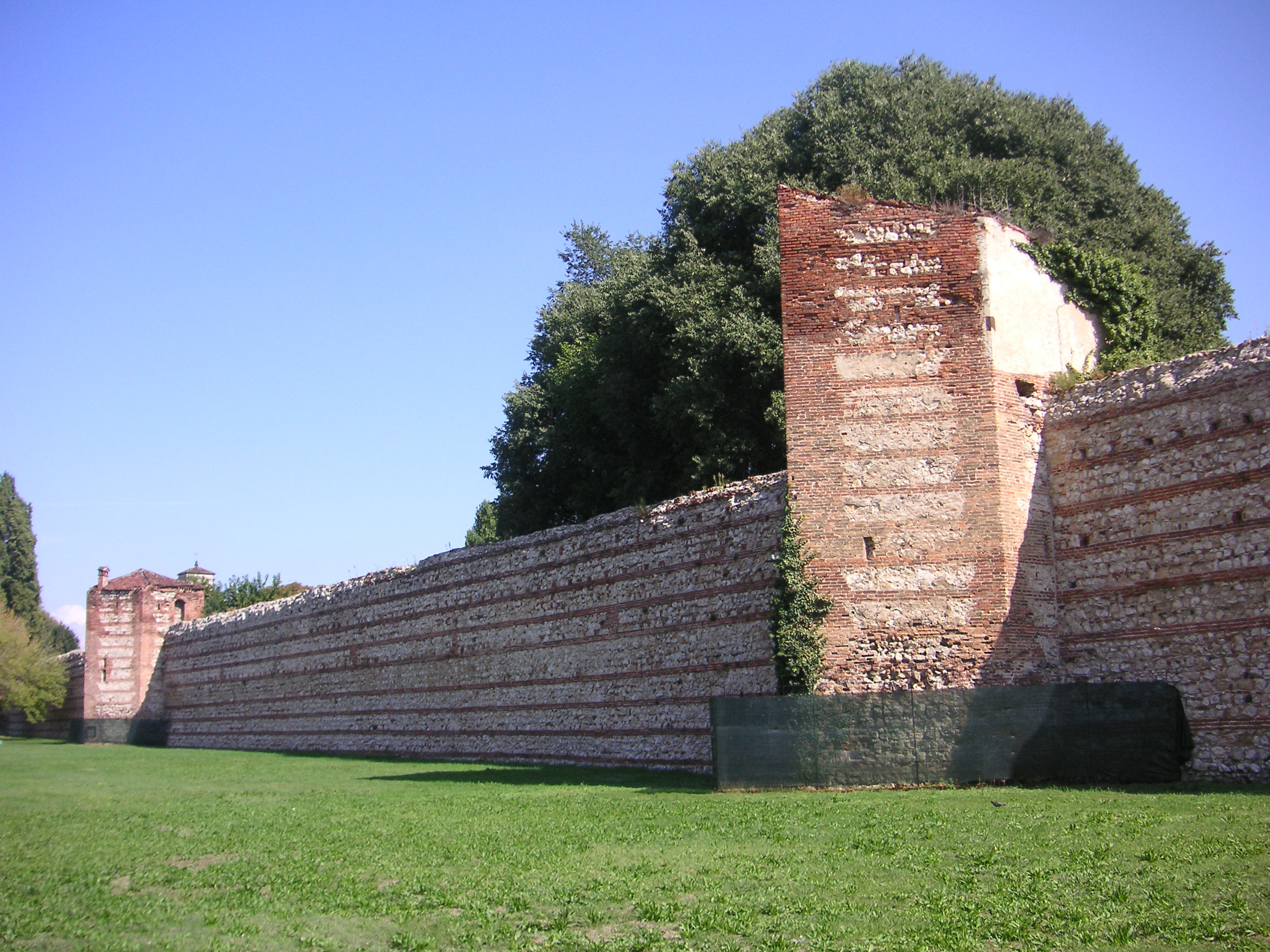
Mura scaligere occidentali in viale Mazzini

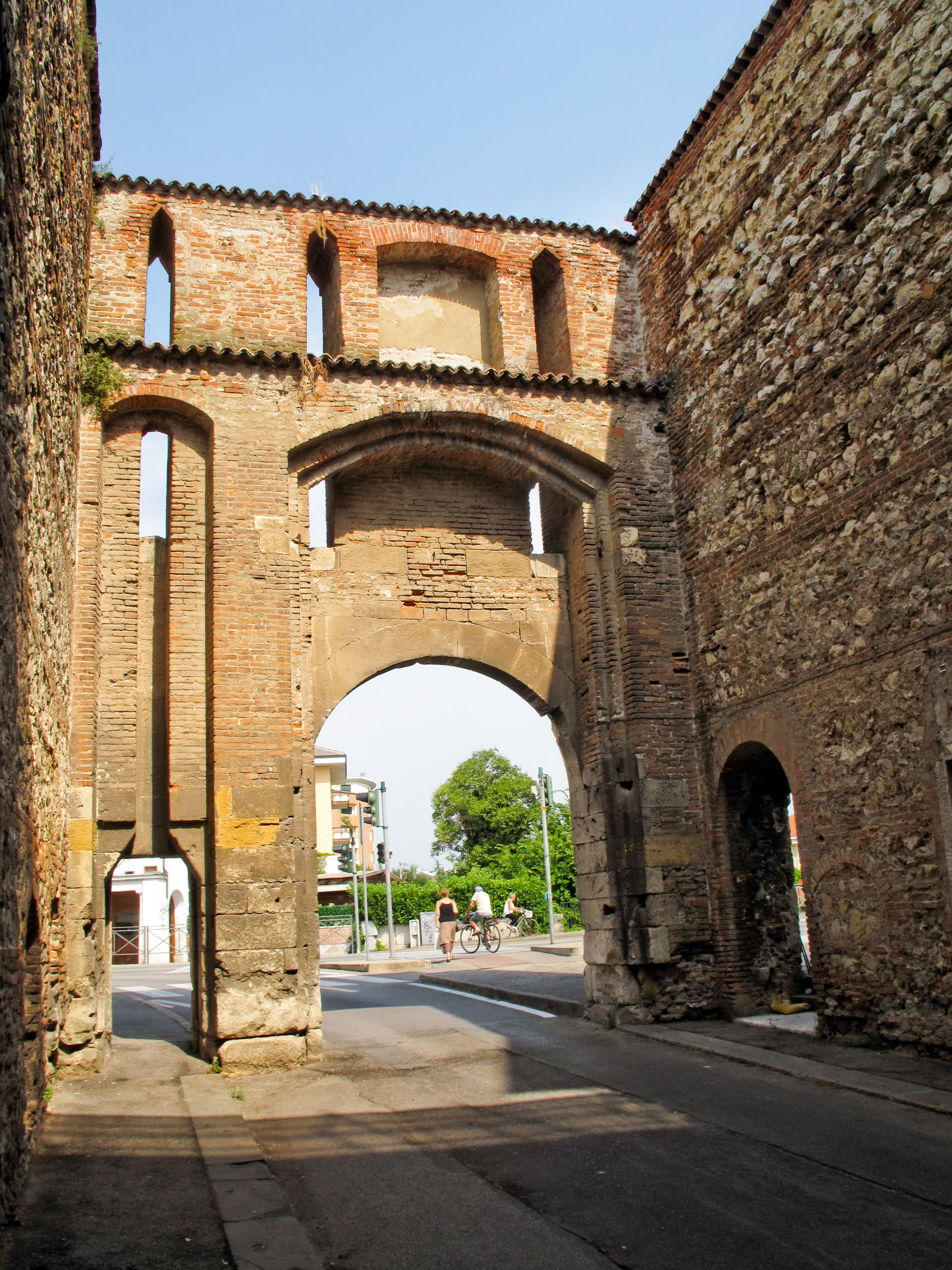
Porta Santa Croce

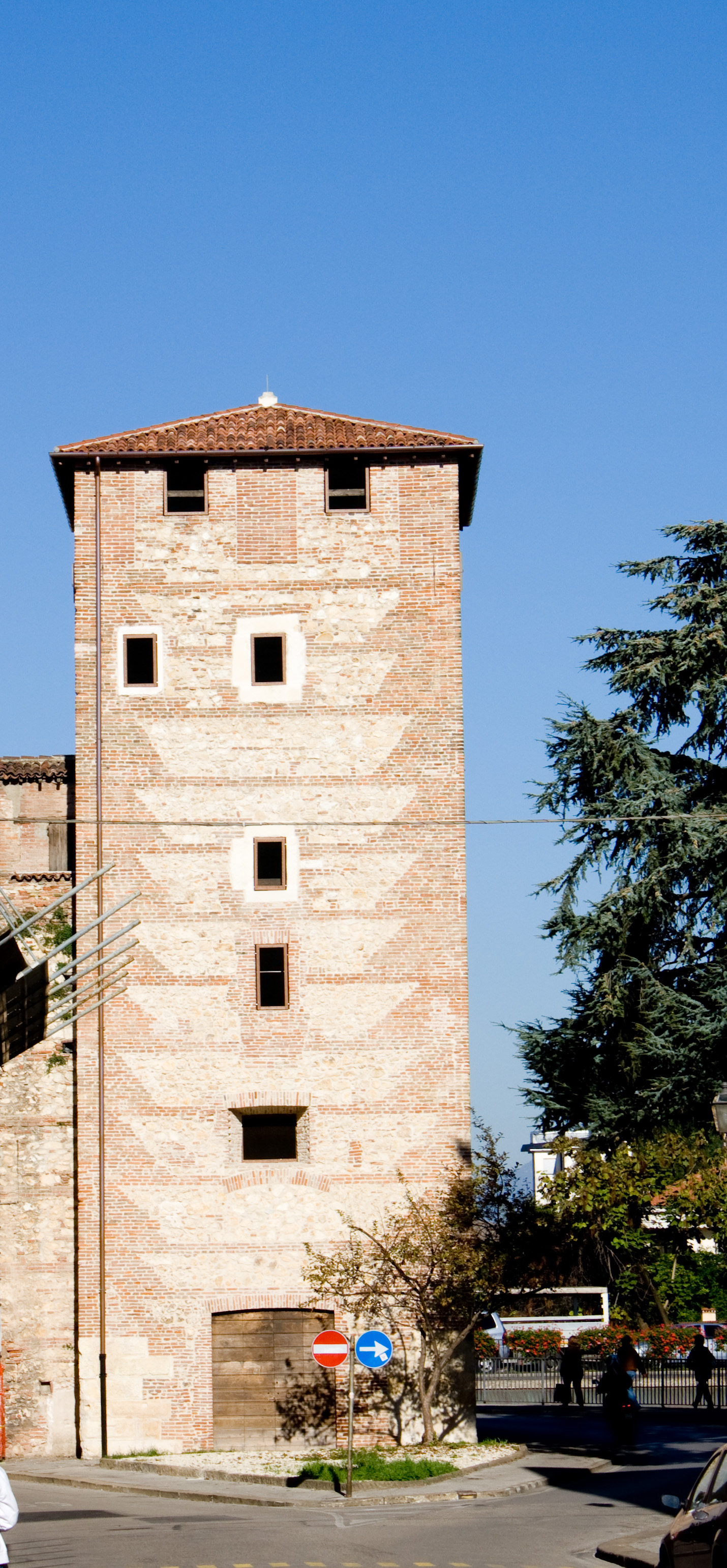
La Torre di Porta Santa Croce

Dagli Statuti comunali del 1264 si ricava che a quell'epoca, a protezione dell'abitato che si stava sviluppando fuori della cinta altomedievale verso nord e verso ovest, era stata scavata una fossa, che dal Bacchiglione portava l'acqua fin nei pressi di Porta Feliciana.
Lo sviluppo urbano riguardava i due borghi di Porta Nova - che da detta porta andava fino all'ospitale e alla chiesa di Santa Croce - e di San Felice - che andava da Porta Feliciana all'abbazia e dove già esistevano alcuni ospitali con relative chiese.
Un secolo più tardi gli Scaligeri, nell'estremo tentativo di consolidare il territorio rimasto ancora sotto il proprio dominio, maturarono l'idea di fortificare la zona di nuova espansione ma, data l'estensione complessiva della zona e la necessità di restringere l'area da difendere, decisero l'abbandono di borgo San Felice che, a parte le chiese e gli ospitali, fu raso al suolo.
Non è chiaro quando iniziarono i lavori di costruzione del fortilizio della Rocchetta, che precedettero quelli di edificazione di Porta Santa Croce - il cui nome fu mutuato dalla vicina chiesa dei Crociferi - e del nuovo tratto di mura che raccordava le due rocche, che molto probabilmente fu costruito lungo la fossa già esistente. Per racchiudere il nuovo borgo, infine, furono costruiti gli ultimi due tratti che raccordavano la nuova cortina alla cinta medioevale. A nord le mura da Porta Santa Croce seguivano per un tratto la riva destra del Bacchiglione (fino al punto in cui in seguito fu costruito il Ponte Novo) per proseguire quindi lungo l'attuale contrà Mure Carmini e agganciarsi alle mura altomedievali presso la primitiva Porta Nova. A sud, dalla Rocchetta le mura puntavano verso il Castello e si collegavano a quelle più antiche, più o meno dove oggi si trova la salita di contrà Ponte dele Bele.
La lunghezza complessiva della nuova cinta era di 1680 m.
Il nuovo tratto racchiudeva così un'area non ancora abitata che, per volontà di Antonio della Scala, fu dotata di un tracciato viario ad assi ortogonali, con isolati regolari di notevoli dimensioni, che lasciava ampie fasce inedificate a protezione del perimetro difensivo. Nel tempo, dentro al recinto si sviluppò un'edilizia privata non molto intensiva, allineata lungo le strade e che lasciava larghi vuoti interni di orti e giardini, in una dignitosa uniformità piuttosto aliena da esiti monumentali e intervallata da frequenti e imponenti complessi di Ordini religiosi.
La costruzione delle mura comportò alcune modifiche al percorso del Bacchiglione e della roggia Seriola - che divennero i fossati di completamento - e rispettò l'integrità della vecchia cinta. Questo fatto mantenne l'identità del nucleo storico cittadino, al punto che le nuove inclusioni furono ancora chiamate, dagli storici locali come nel linguaggio corrente, i borghi della città.
La Porta Nova
La nuova cinta del borgo, però, rendeva difficile l'ingresso e l'uscita dalla città, dato che aveva solo due porte: Santa Croce e Porta Castello. Intorno al 1392, accogliendo una supplica dei vicentini, Gian Galeazzo Visconti concesse loro di aprire una terza porta vicino alla Rocchetta, chiamata anch'essa Porta Nova come la prima - vicina alla chiesa di San Lorenzo, porta dalla quale aveva ricevuto questo nome il borgo - e che in seguito venne chiamata il portone di Porta Nova.
Dalla relazione che, agli inizi del Novecento quando ormai si parlava di demolirla, ne fece l'ingegnere Vittorio Saccardo, appare che: la sua struttura murale era veramente ammirabile, tanto per la qualità e la lavorazione dei materiali, quanto per l'accuratissima esecuzione. Era anche fortissima. L'alta mole merlata era protetta, all'esterno, dalla fossa larga e profonda, nella quale si immetteva l'acqua della Seriola; ponti levatoi e solide imposte di quercia erano all'entrata principale esterna e alla postierla; imposte di quercia e saracinesca, con sovrastanti piombatoi, proteggevano l'entrata interna; infine, a completare la difesa, ergevasi, di fianco alla porta, un'altra, formidabile torre
Percorso (con riferimento alla toponomastica attuale)
Questa parte della cinta rappresenta ancora, nonostante le passate manomissioni, il più consistente e integro resto delle fortificazioni cittadine e, a buona ragione, viene valorizzata nel tratto esterno di viale Mazzini, dove il marciapiedi ricopre la fossa della Seriola ormai colmata e delimita il largo prato che costituiva in antico la Piarda delle Rason Vecchie. Caratteristica è la struttura del muro di pietre listato con mattoni - tipica tradizione scaligera -ogni 75–80 cm.: in questa cortina fu introdotta l'innovazione della torre pentagonale a puntone - frutto dell'architettura militare trecentesca nel Veneto - che offriva una miglior difesa contro il fuoco della nascente artiglieria.
La Porta di Santa Croce, in particolare, fiancheggiata a est da una torre e quasi intatta nell'interna “corte d'arme”, resta ormai unico esempio della tipologia fortificatoria scaligera, data anche la totale scomparsa delle porte coeve di Verona.
Partendo da contrà Ponte delle Bele, la cinta muraria resta sempre a sinistra di contrà Mure Porta Nova, dove il muro è stato demolito negli anni cinquanta del secolo scorso, per far posto ai padiglioni di esposizione della fiera campionaria. Qui, all'incrocio con l'omonima contrà, c'era la Porta Nova che, ridotta in cattivo stato, nel luglio 1926 venne fatta saltare in aria mediante una carica di esplosivo.
Il muro prosegue per contrà Mure della Rocchetta, fino ad arrivare al fortilizio. Di lì, piegando ad angolo retto verso nord, continua per contrà Mure San Rocco e Mure Corpus Domini fino a Porta Santa Croce. Da questa porta le mura - ora sostituite dalle case di contrà del Borghetto - seguivano il corso del Bacchiglione fino a Ponte Novo, per puntare poi verso il centro lungo contrà Mure Carmini e contrà Beccariette, fino ad innestarsi presso la Porta Nova, che si trovava dove oggi si incrociano corso Fogazzaro e contrà Pedemuro San Biagio.

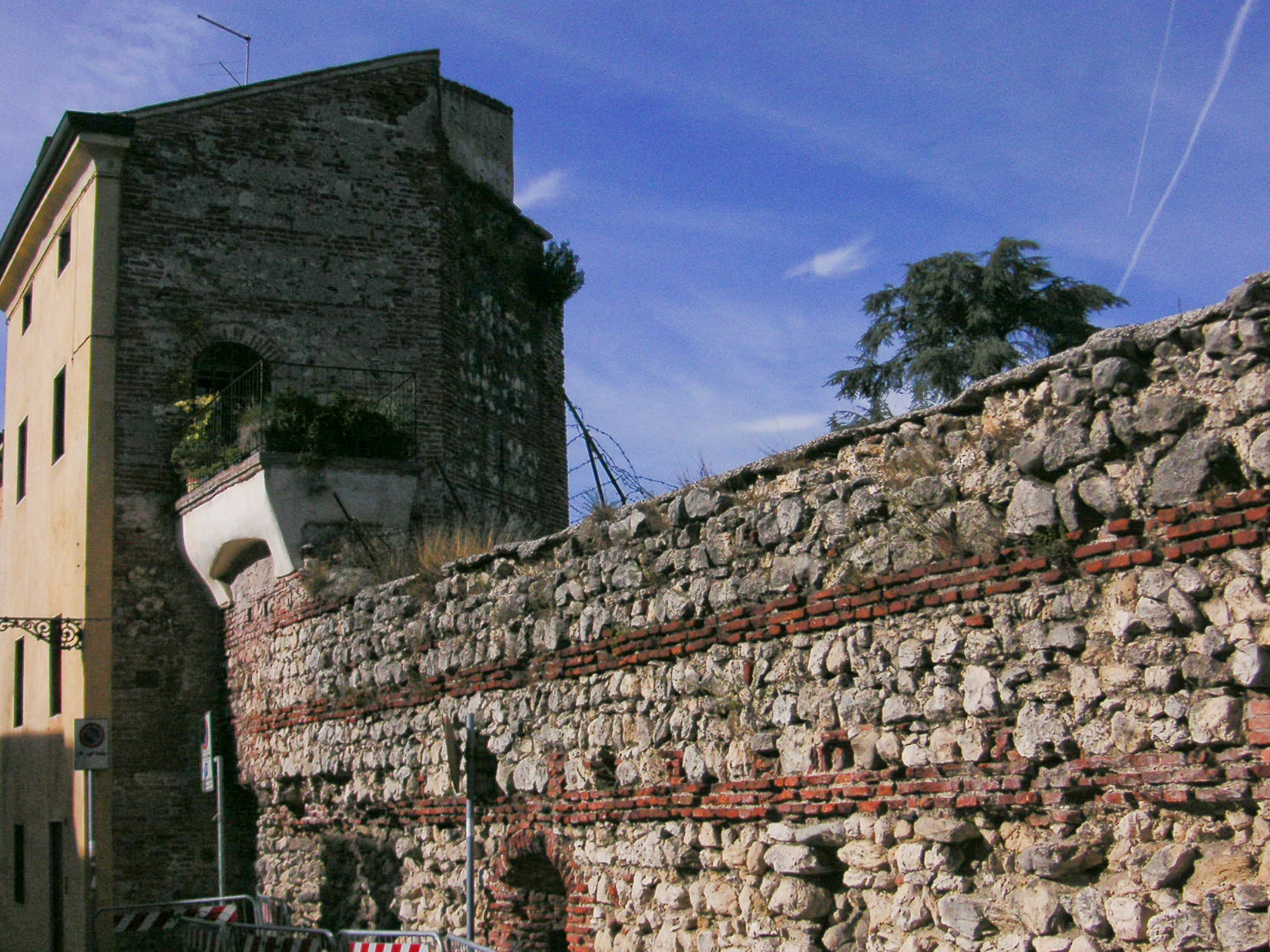
Mura scaligere occidentali in contrà Mure Carmini
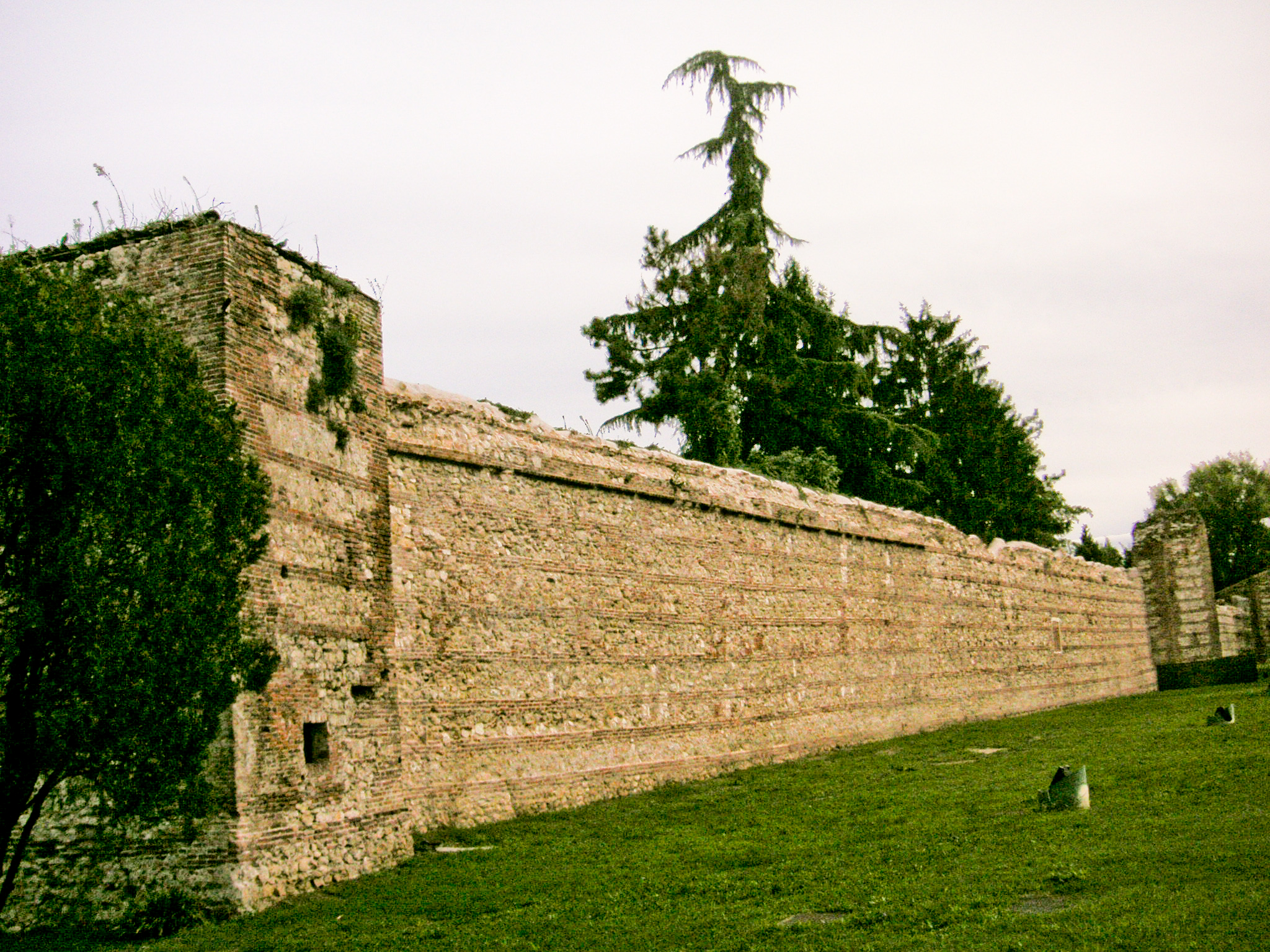
Mura scaligere occidentali in viale Mazzini
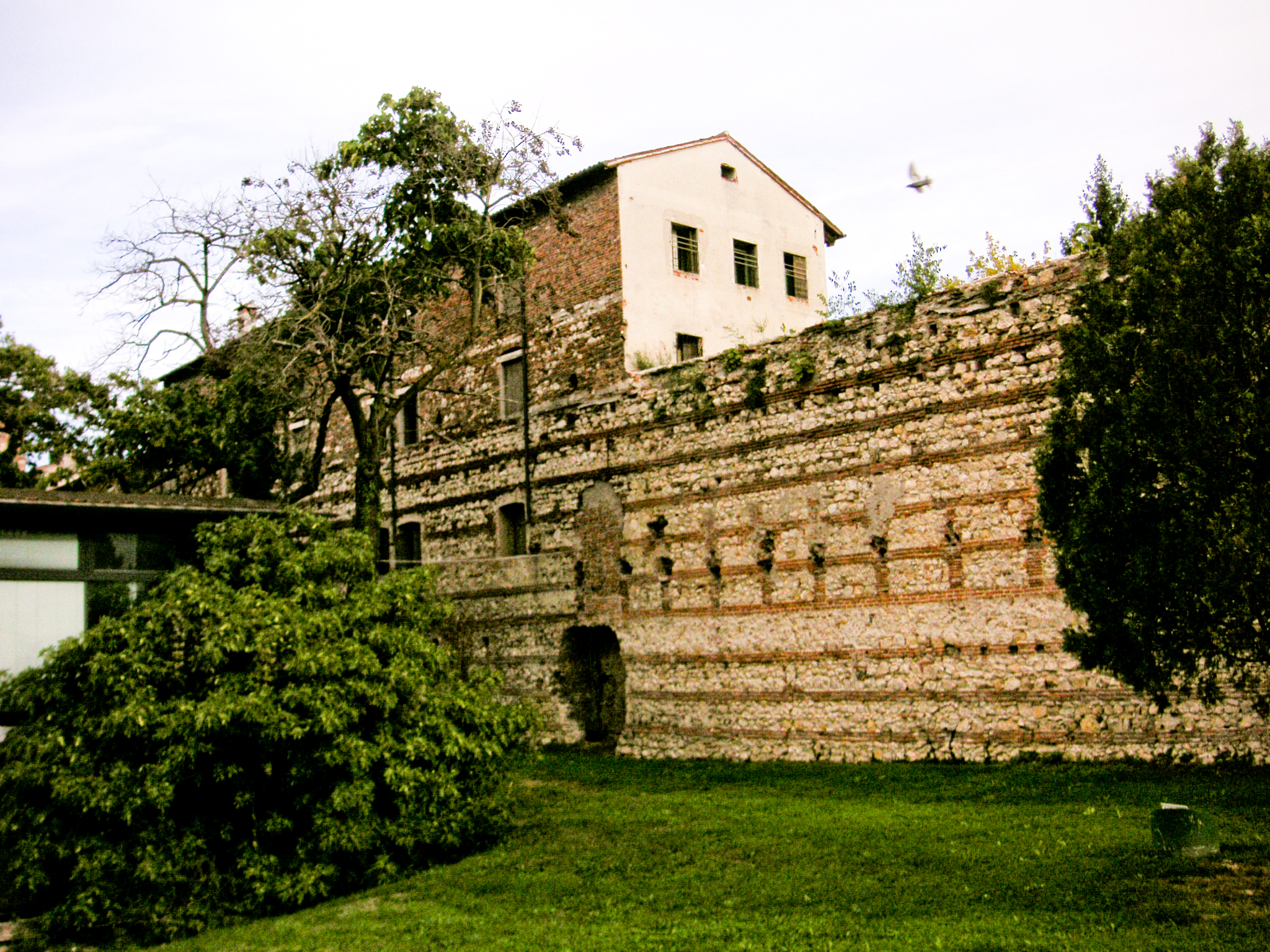
Mura scaligere occidentali in viale Mazzini
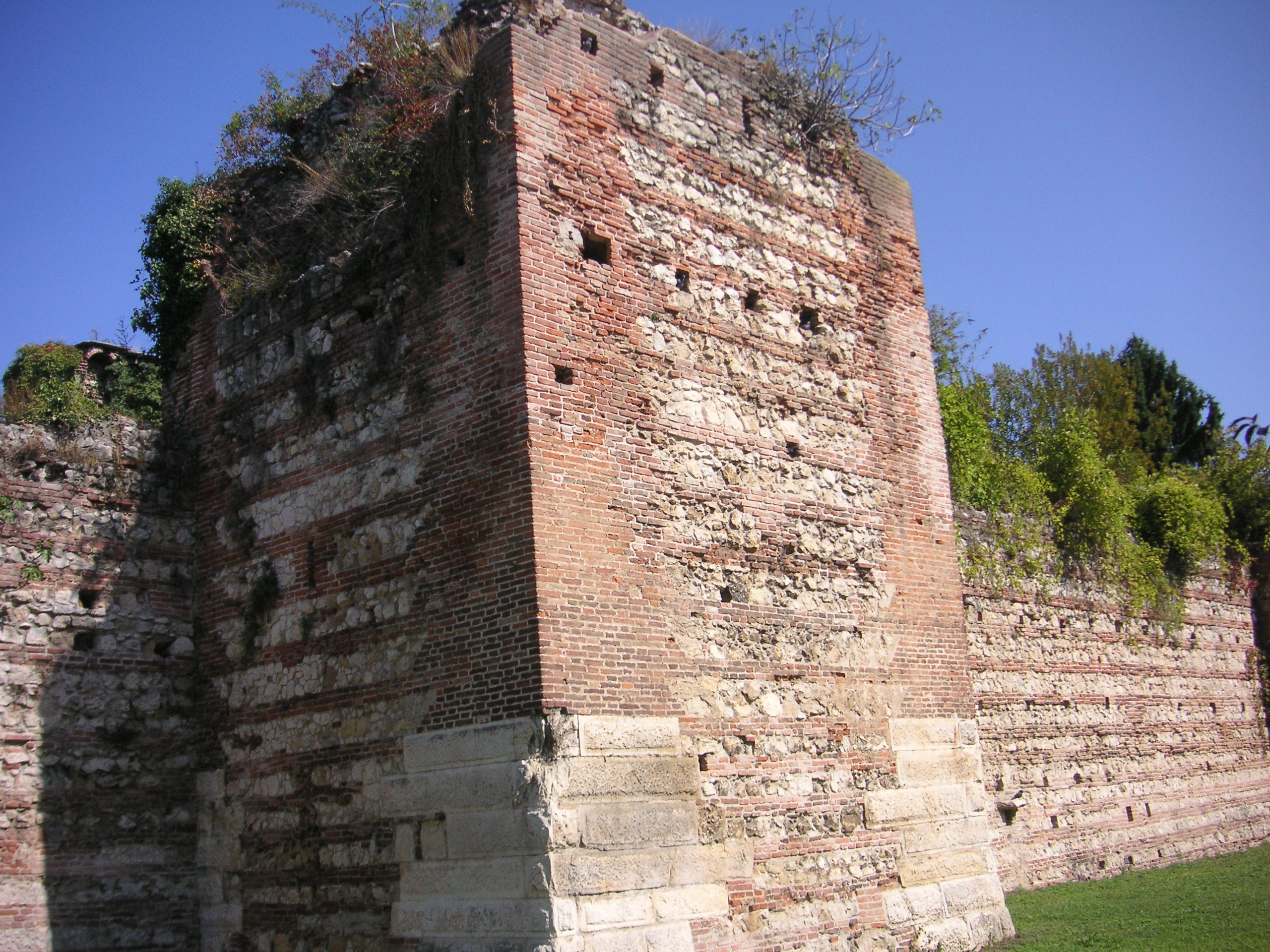
Mura scaligere occidentali
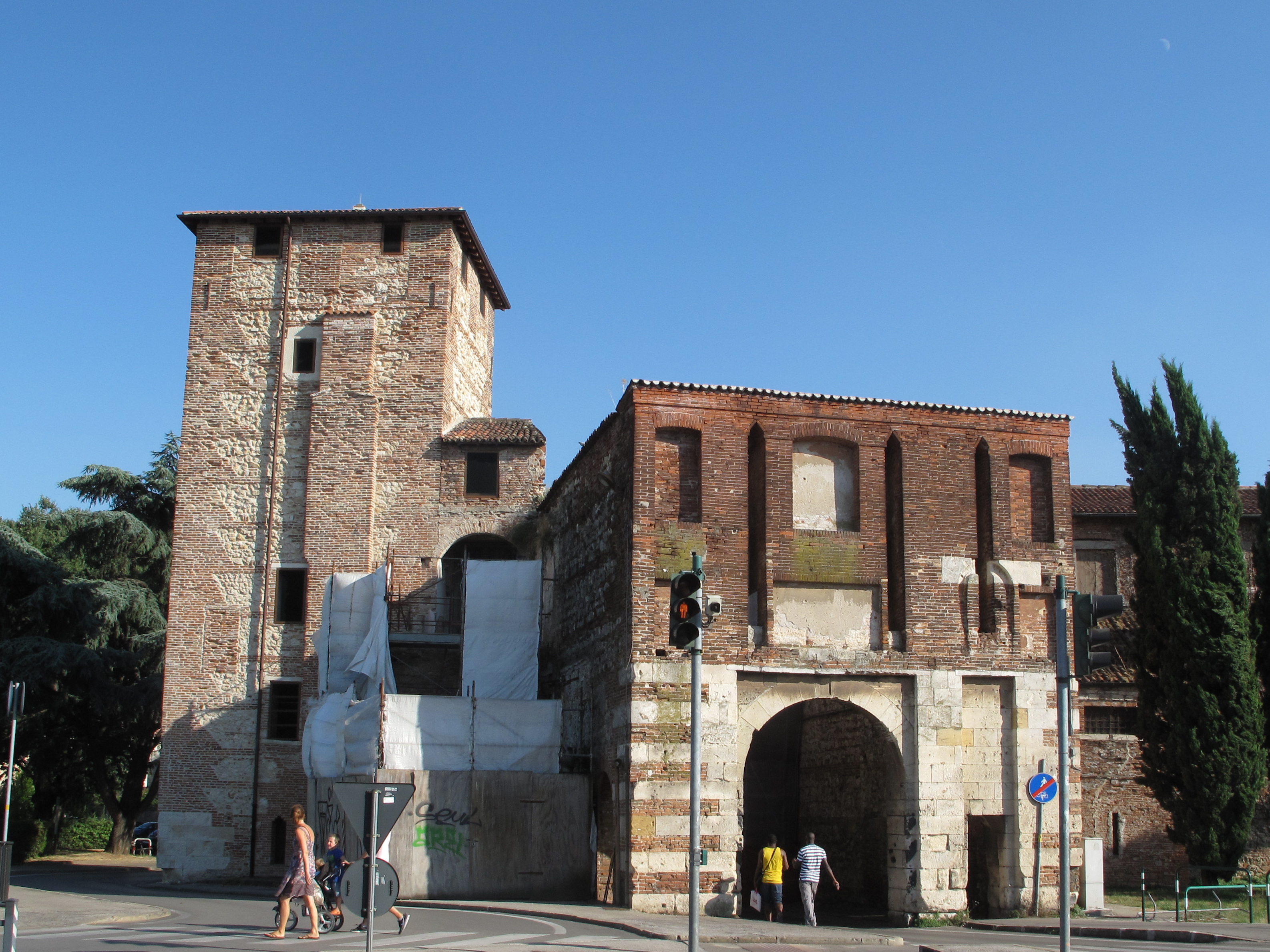
Porta Santa Croce
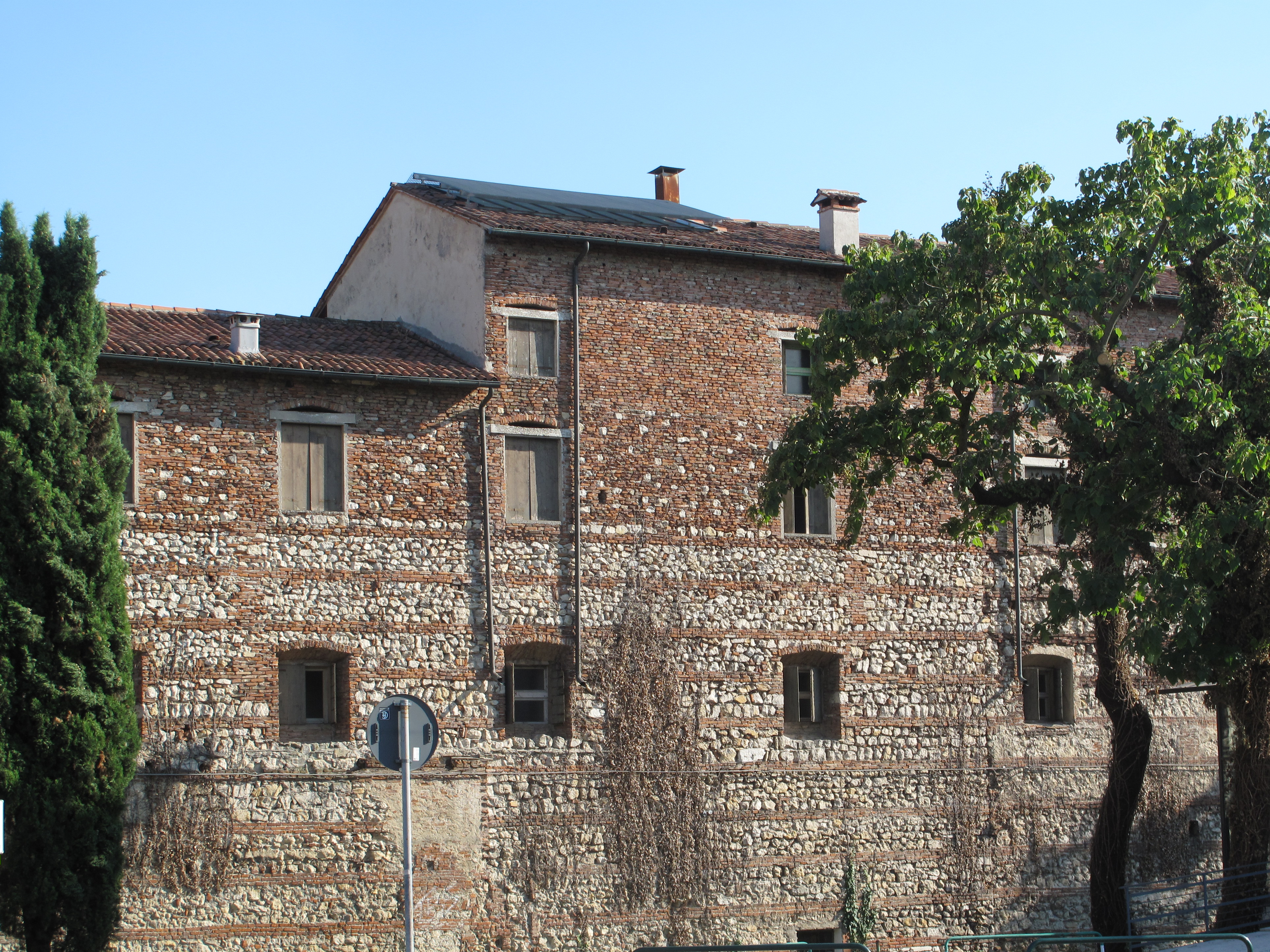
Tratto di mura scaligere presso Porta Santa Croce
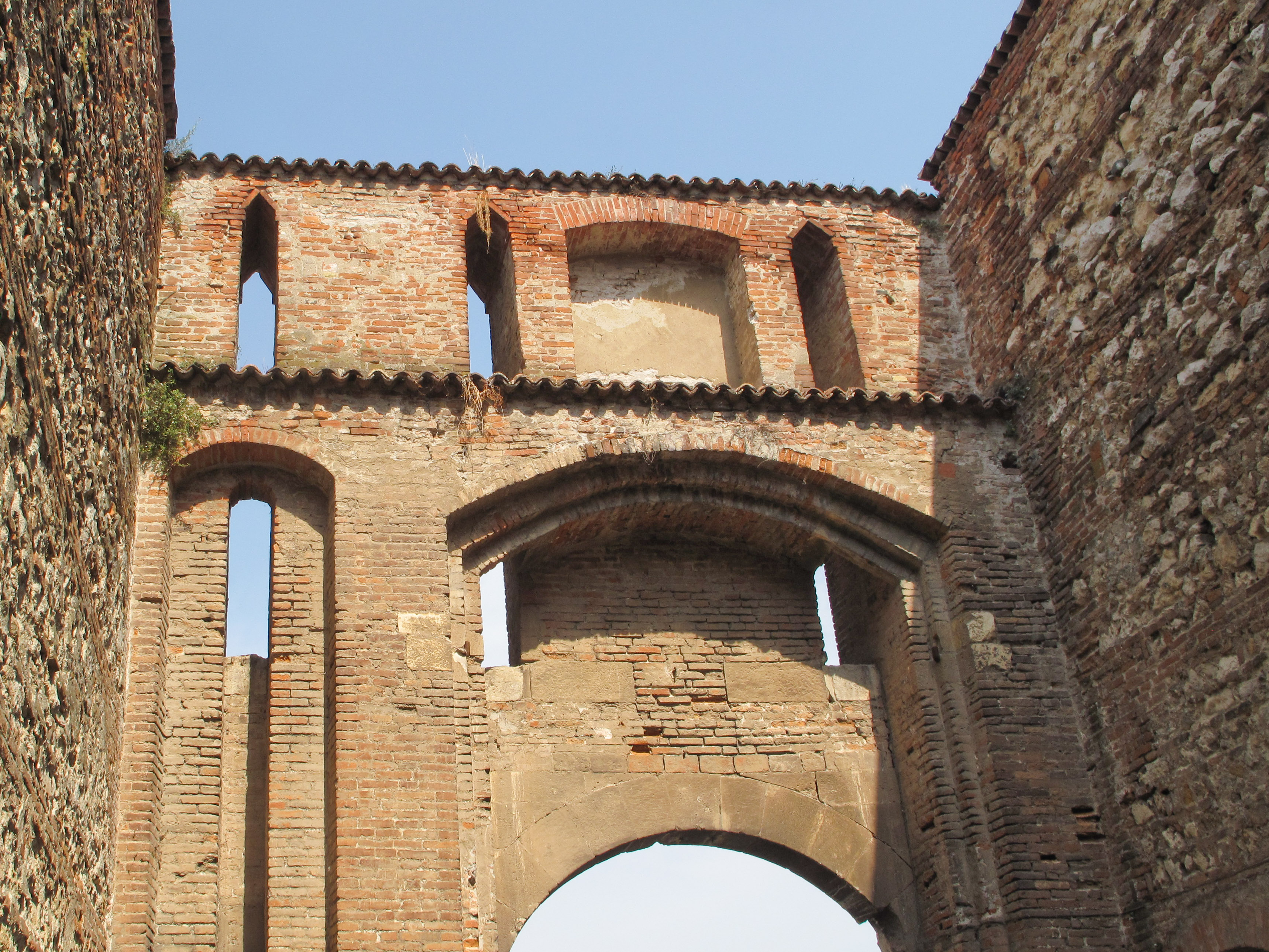
Porta Santa Croce

La Seriola e il Bacchiglione a protezione delle mura occidentali
Nel punto in cui le nuove mura intercettavano la roggia Seriola, poco a sud di Santa Croce, fu creata una derivazione per far scorrere l'acqua a fianco della cinta, aggirare la Rocchetta - dove un'ulteriore derivazione consentiva di isolare completamente il fortilizio - e continuare, sempre seguendo le mura, fino al Castello.
Sul lato orientale, invece, la cinta era protetta da una piarda triangolare, che si era creata tra la vecchia e la nuova cinta e il Bacchiglione.

## Età moderna

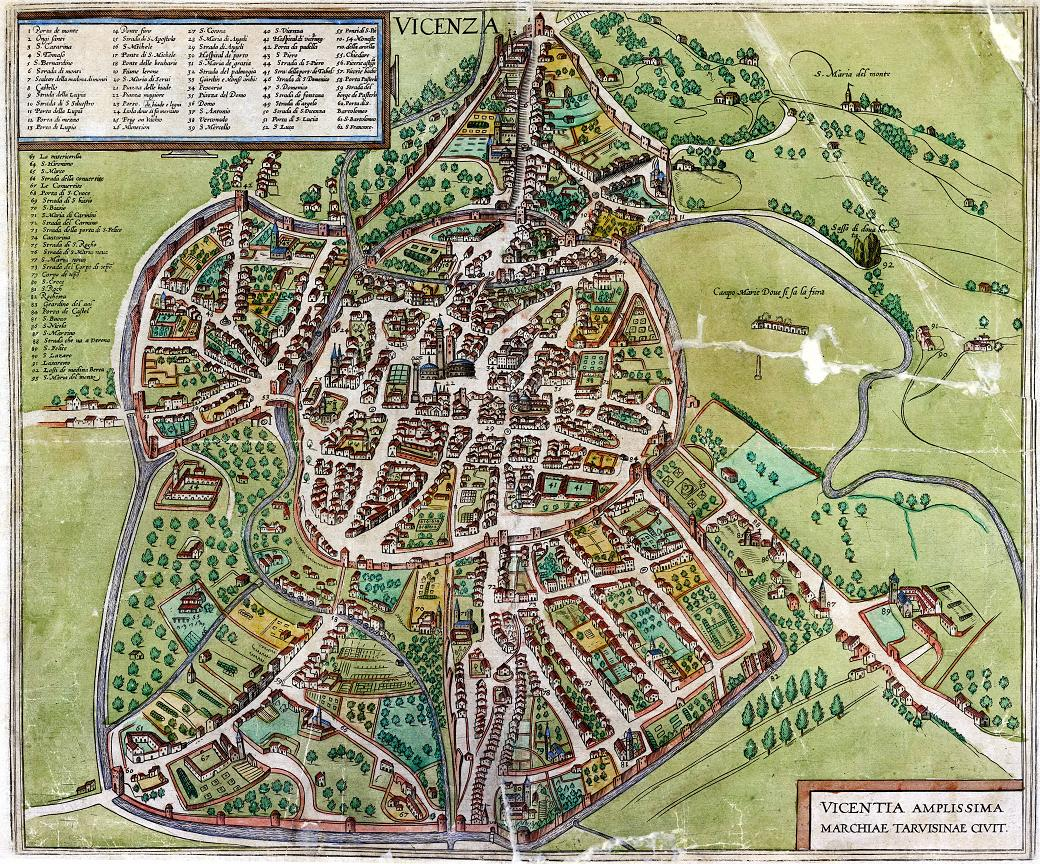
Vicenza amplissima, in [Georgius Braun, Simon Nouellanus, Franciscus Hogenbergius], Liber quartus Ciuitates orbis terrarum, Colonia, 1588. Vicenza, Biblioteca Civica Bertoliana.

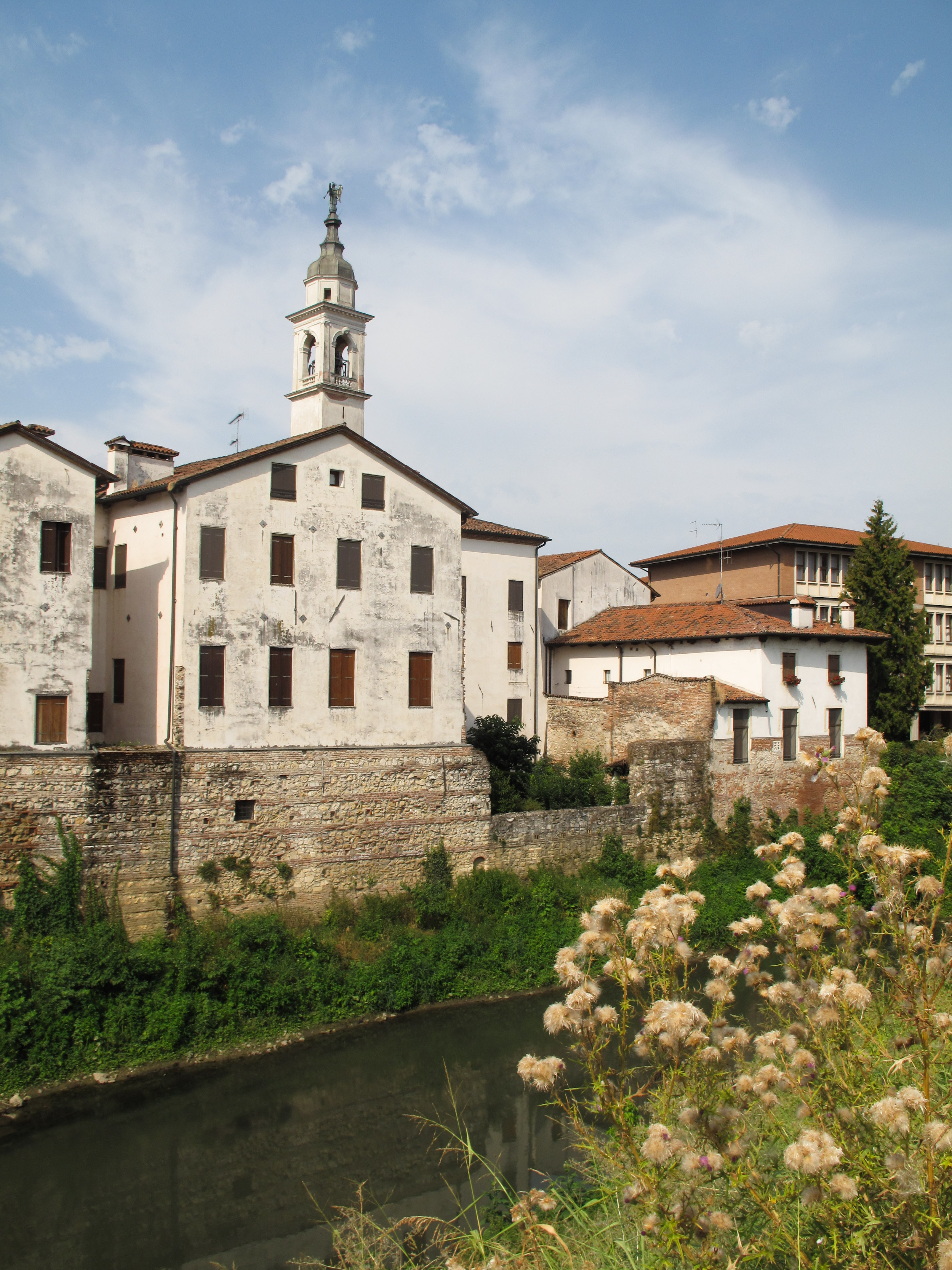
Vicenza - Mura veneziane in Borgo Berga

### Le mura veneziane di Borgo Berga
Quando nel 1404 Vicenza si diede alla Serenissima, chiese il permesso di poter racchiudere a proprie spese con una nuova cinta muraria il borgo che, ormai da secoli, si era sviluppato a sud della Porta di Mezzo attorno alla contrada di Ognissanti, nel quale fin dal Duecento si erano insediati conventi e monasteri. Il borgo era protetto a est dal Bacchiglione e ad ovest dal Retrone, mentre a sud, dove saliva verso Monte Berico e con i mezzi di allora risultava impossibile qualsiasi scavo, era protetto soltanto da un terrapieno.
Il permesso venne dato qualche anno dopo dal doge Michele Steno e i lavori durarono fino al 1417. La cinta aveva due aperture: Porta Monte, che metteva in comunicazione il borgo con la Riviera Berica, e Porta Lupia, forse già esistente - come varco aperto negli spalti - dal tempo degli Scaligeri e che portava alla chiesa di San Giorgio in Gogna e poi a Sant'Agostino e a Lonigo.
Percorso (con riferimento alla toponomastica attuale)
Il tracciato del primo tratto non è del tutto sicuro, perché non sono stati trovati resti significativi delle mura. Agganciandosi a quelle scaligere orientali, più o meno dove oggi una passerella di ferro scavalca il Bacchiglione, esse proseguivano in direzione nord-sud - lasciando a est una larga piarda (oggi chiamata Piarda Fanton dal nome del suo ultimo proprietario) che nel corso degli anni trenta del Novecento fu completamente ristrutturata per far posto alla sede della Gioventù Italiana del Littorio e ad Istituti scolastici e assistenziali - fin sul retro dell'ex convento di San Tommaso, dove esiste ancor oggi una porzione di muro su cui poggia l'oratorio di San Giovanni Battista. Di lì le mura seguivano il corso del fiume dietro ai conventi di Santa Caterina e di Ognissanti (se ne vedono resti, con mensole in pietra, come basamento degli edifici aggettanti sull'acqua) fino alla nuova Porta Monte che si apriva sulla Riviera Berica.
Proseguivano verso ovest, seguendo più o meno l'andamento di viale del Risorgimento (si trovano alcuni resti di muro nei giardini privati con accesso da contrà Santa Caterina), contornavano a sud l'abbazia di San Silvestro per scendere lungo la pontara di Santa Libera fino alla Porta Lupia - che si apriva allo sbocco dell'omonima contrada - e di lì, piegando a gomito e continuando lungo il corso del Retrone che restava all'esterno, si innestavano nelle mura altomedievali presso il Ponte Furo.
La lunghezza complessiva di questa cinta era di circa 1000 m..

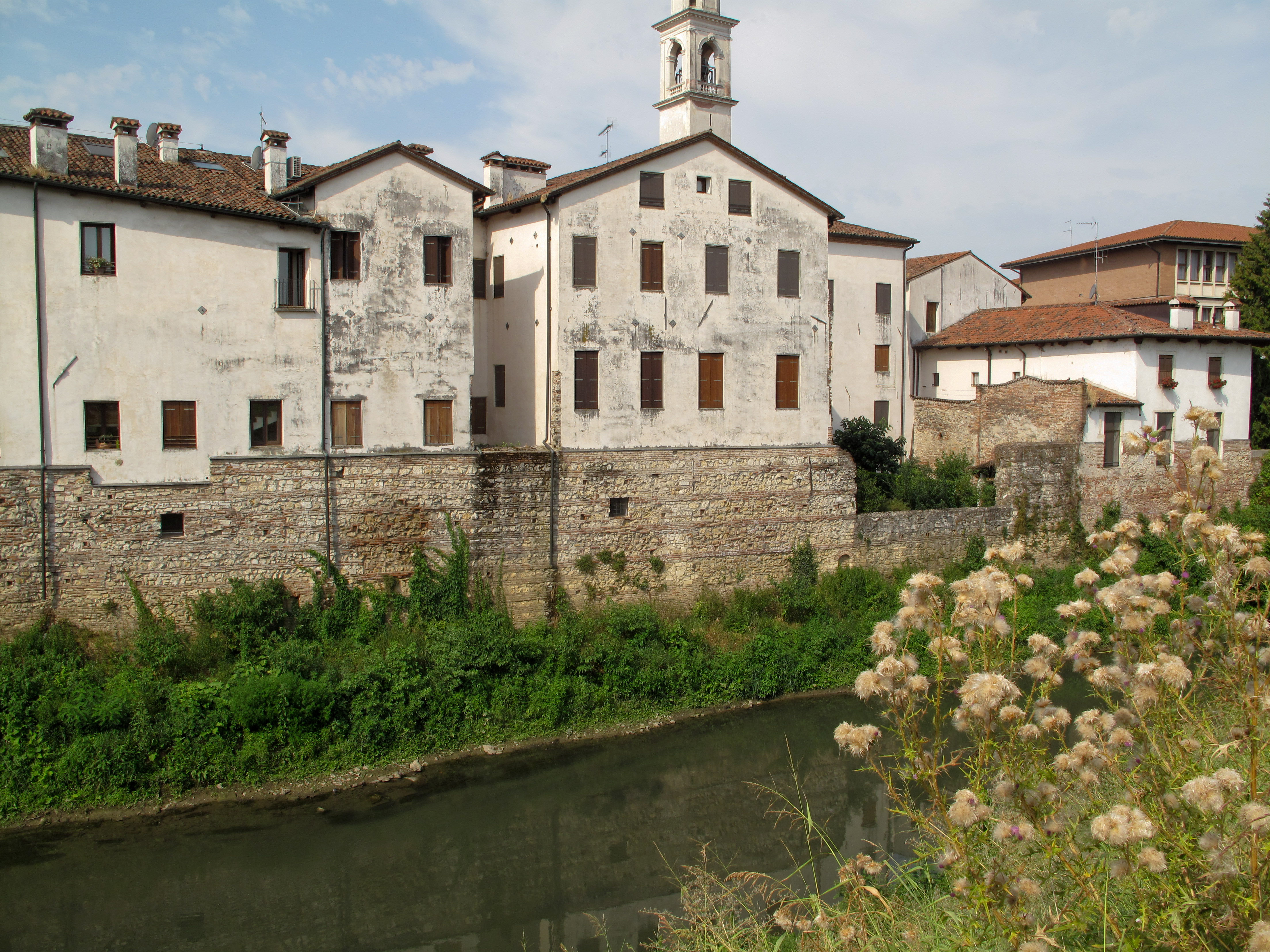
Edifici costruiti sulle mura veneziane in Borgo Berga
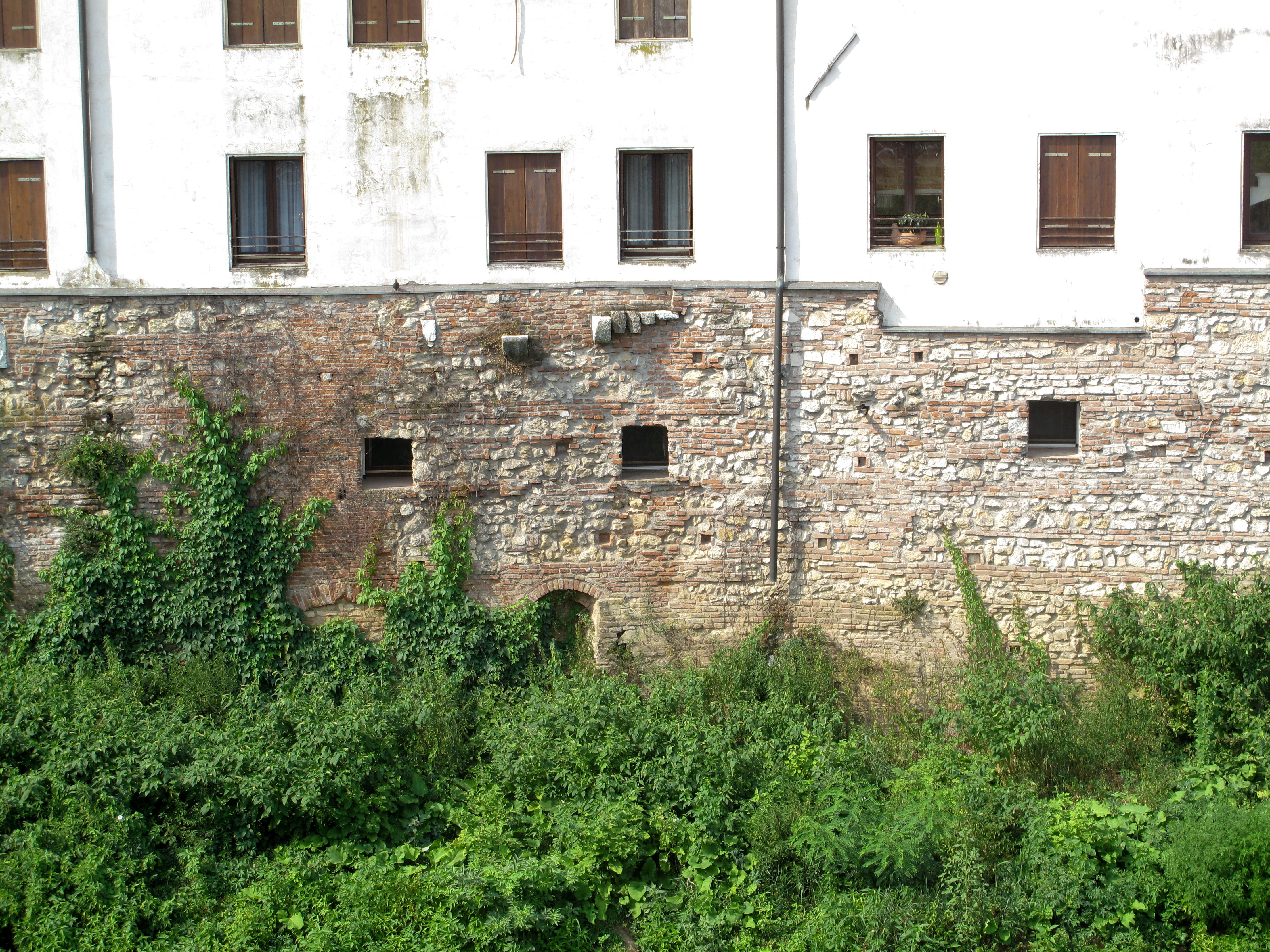
Edifici costruiti sulle mura veneziane in Borgo Berga
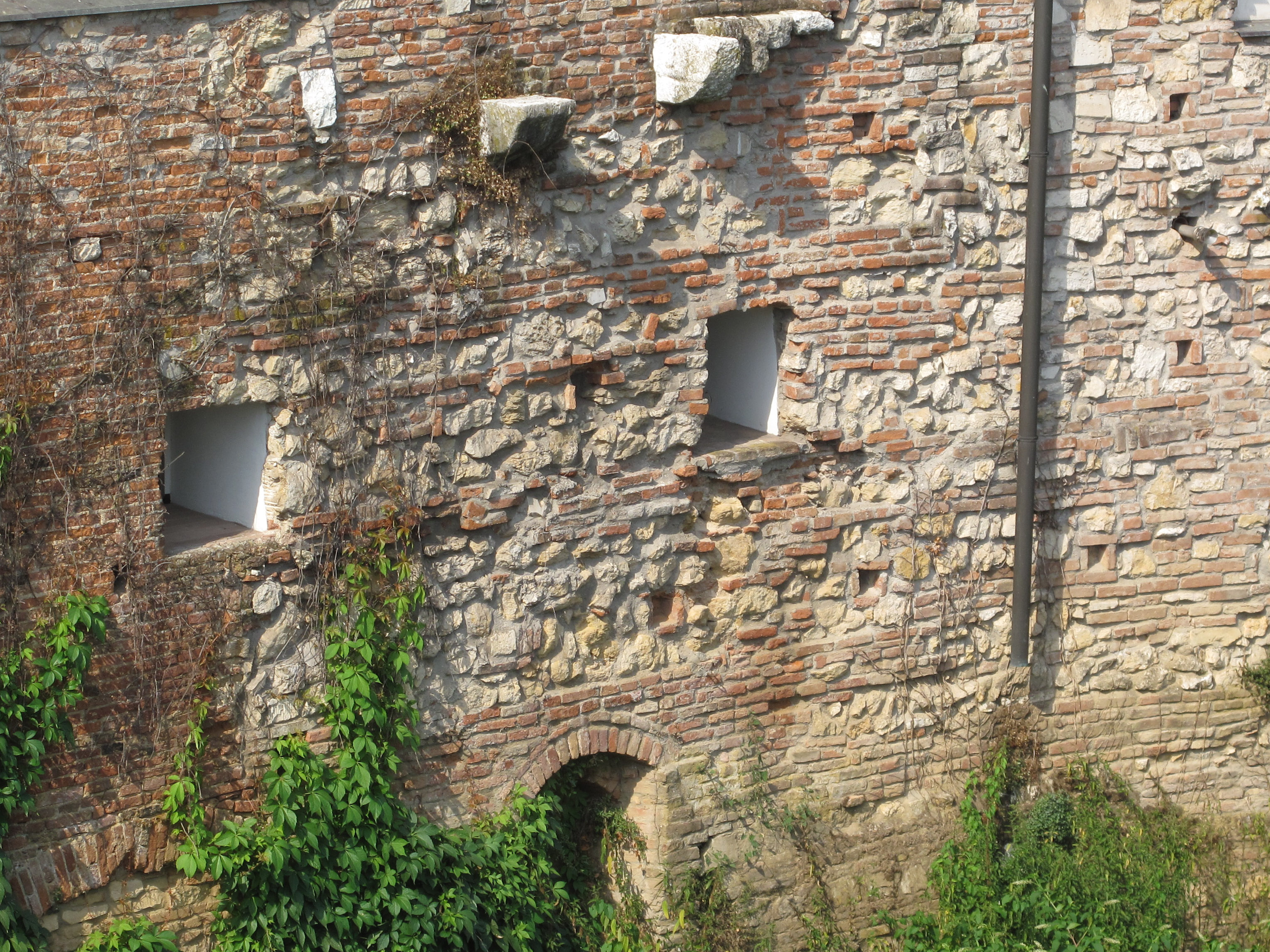
Mura veneziane in Borgo Berga
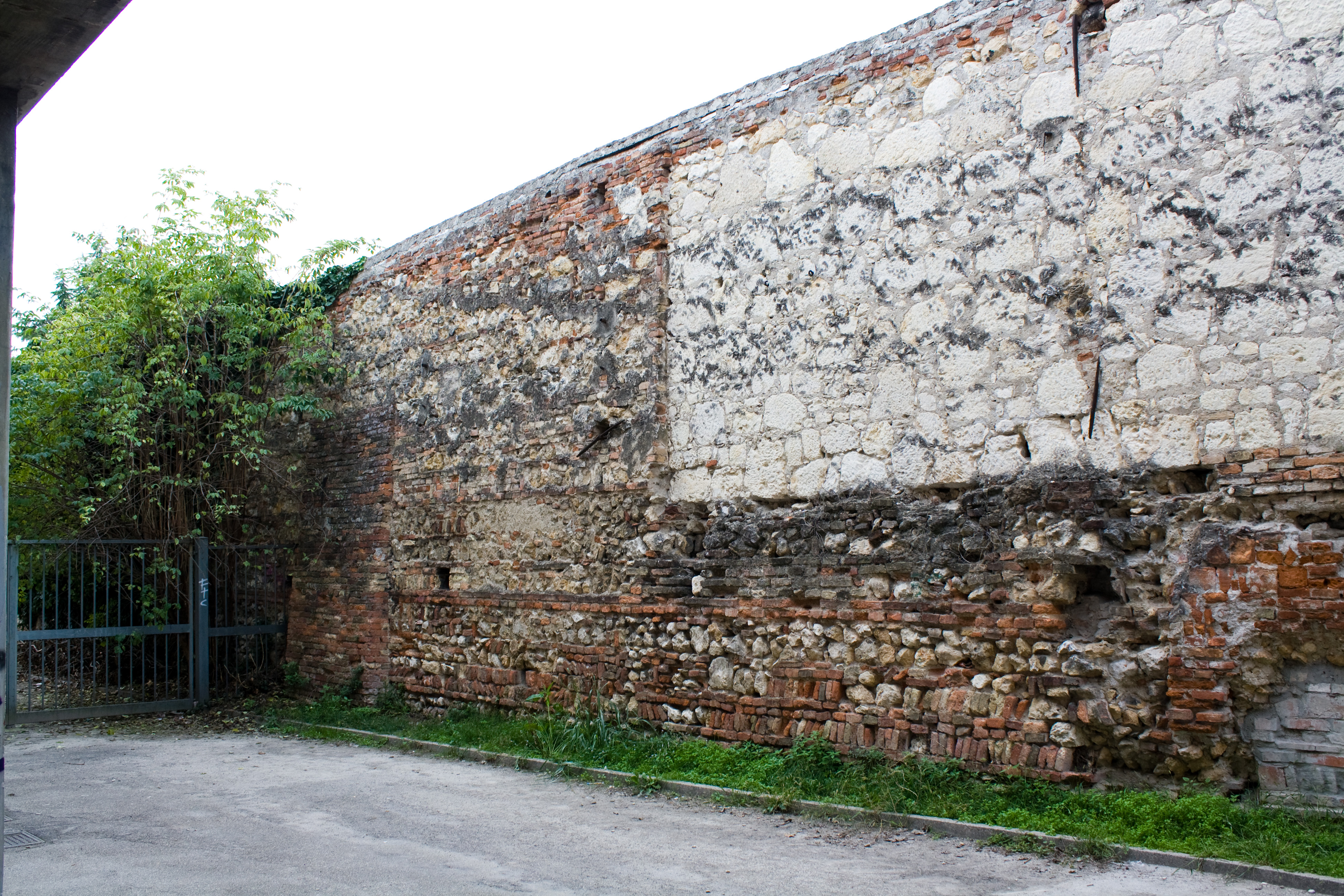
Mura veneziane in Borgo Berga, sul retro della Scuola Maffei
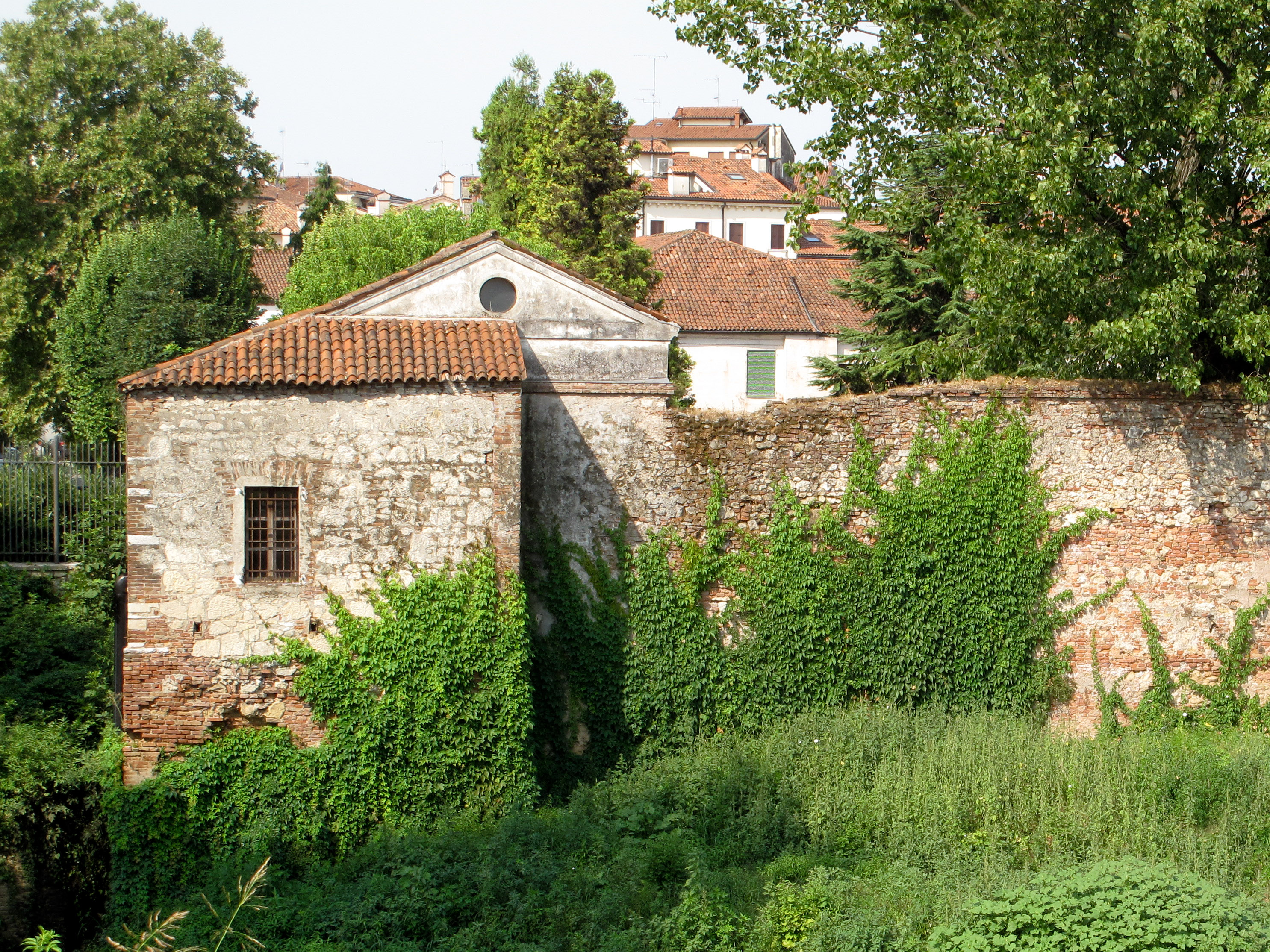
Mura veneziane e Oratorio di San Giovanni Battista

### Le fortificazioni veneziane di Borgo Pusterla

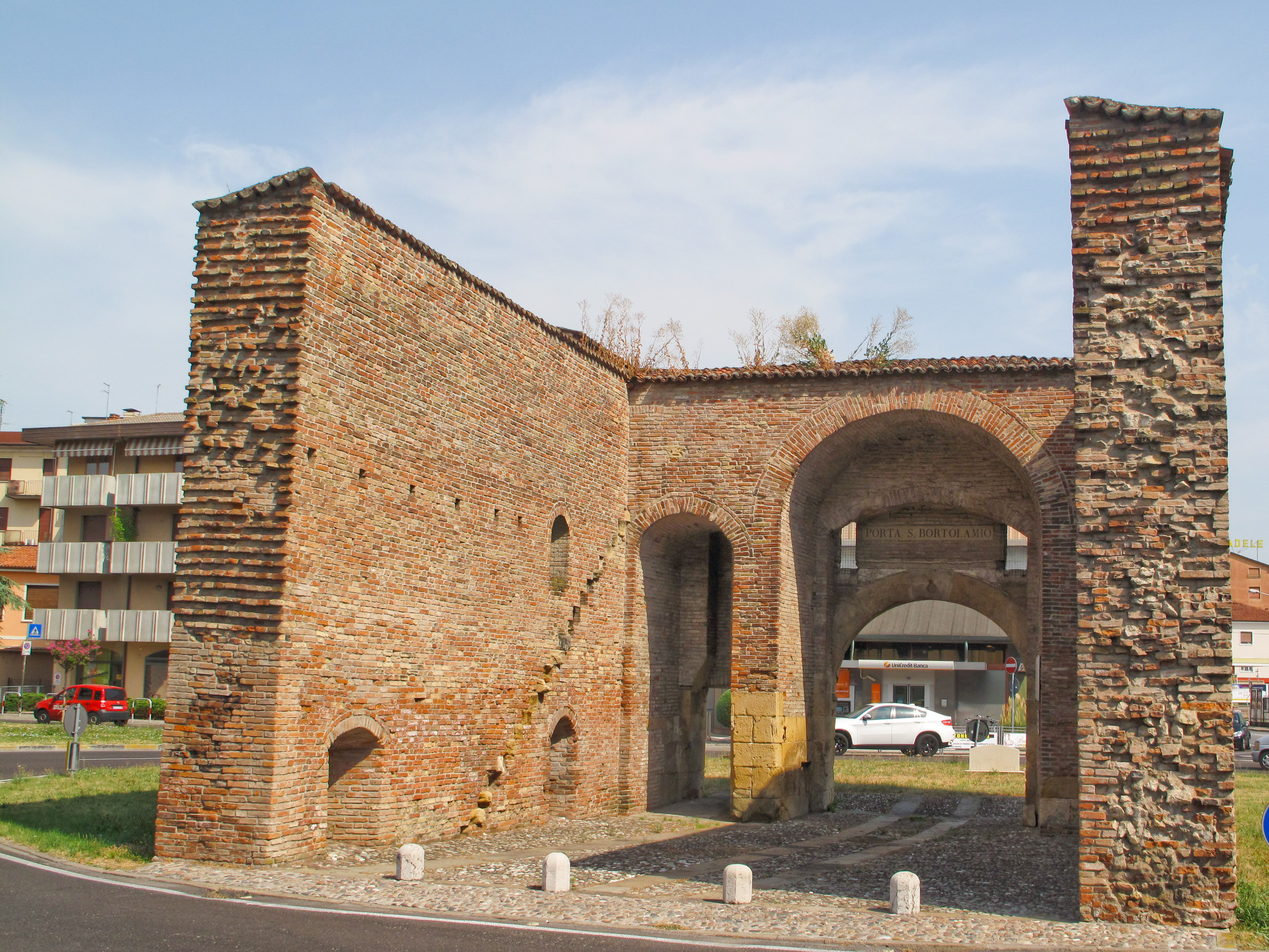
Porta San Bortolo

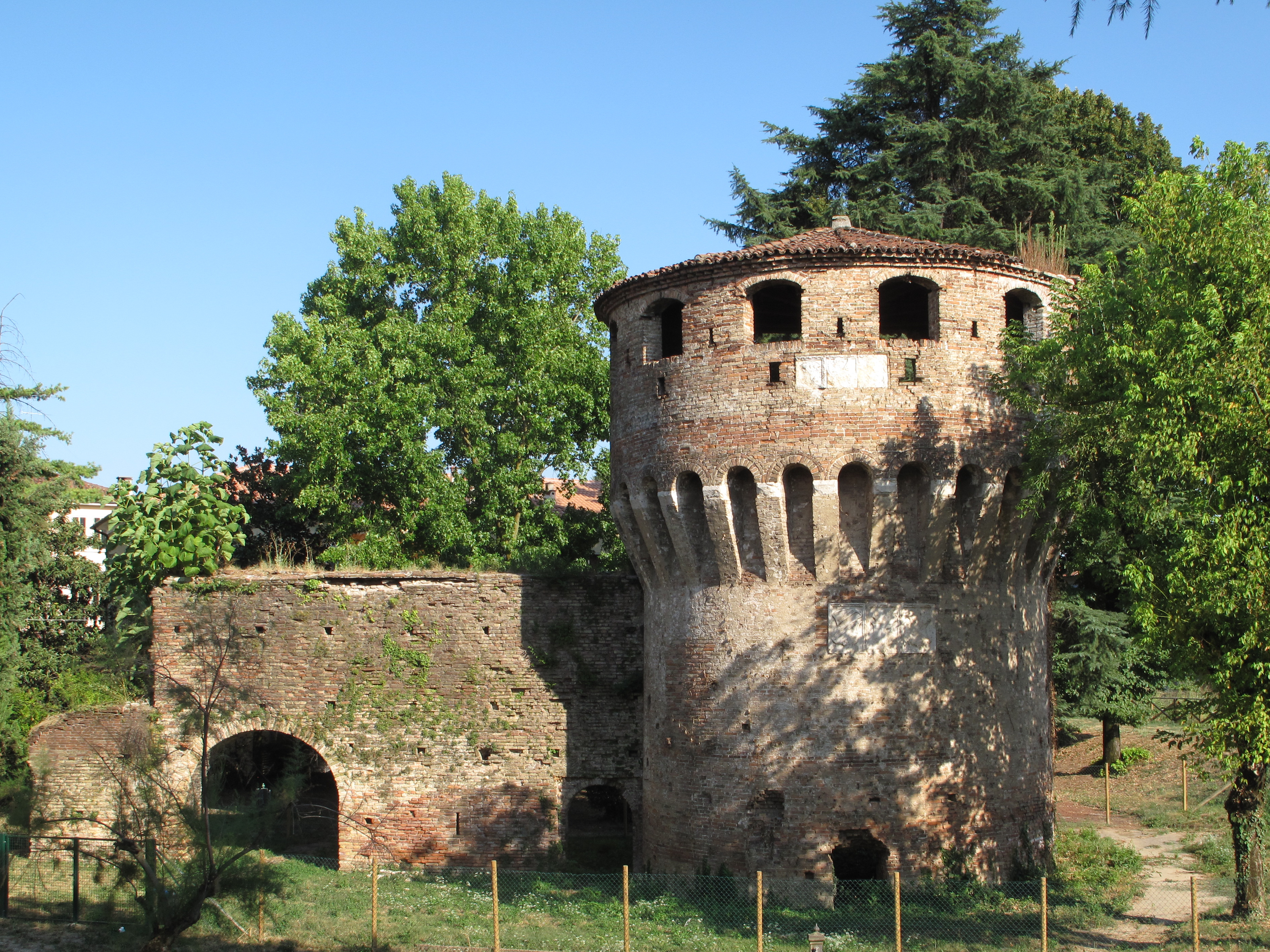
Torrione presso Porta Santa Croce

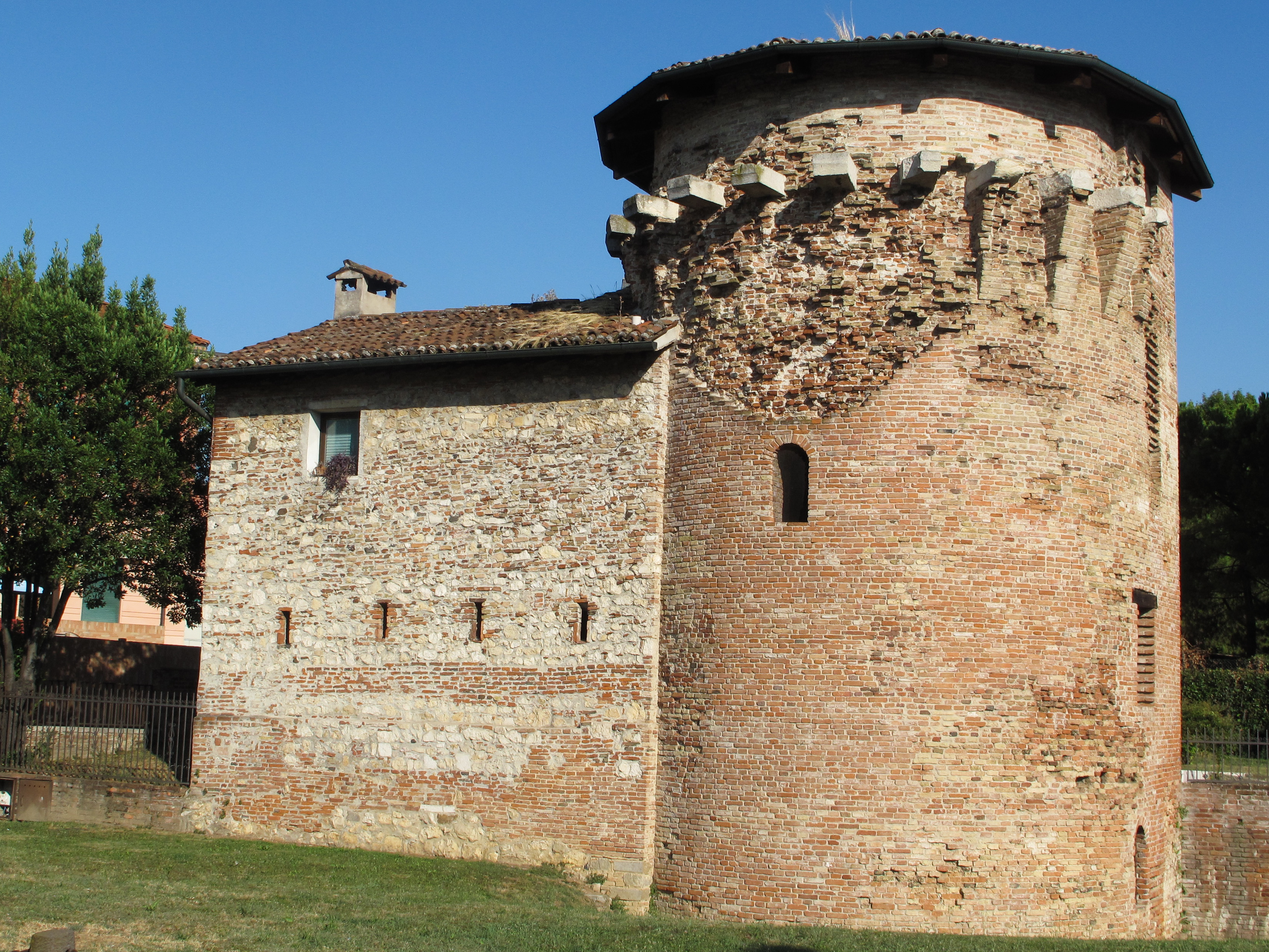
Torricella veneziana in viale D'Alviano

All'inizio del Quattrocento, un ulteriore borgo, Borgo Pusterla, si era sviluppato a settentrione della città, oltre Porta Pusterla - dalla quale aveva preso il nome - e il fiume Bacchiglione. L'insediamento si snodava lungo la strada verso Bassano, partendo dall'antica chiesa di San Marco e fino al duecentesco monastero di San Bartolomeo; a sinistra vi era l'ospizio di Santa Maria della Misericordia, mentre a destra, verso est, il terreno era paludoso e soggetto a frequenti inondazioni; qui sorgeva isolato il monastero di Santa Maria in Araceli.
Dopo l'assoggettamento a Venezia, questa provvide dapprima a restaurare la Porta di Pusterla, che era stata distrutta durante la guerra con i Carraresi, poi progettò di creare adeguate difese a protezione del borgo. Intorno al 1410 fu così scavata una fossa che dalla Porta di Santa Lucia arrivava fino al convento di San Bartolomeo. A fianco di quest'ultimo verso il 1435 venne costruita una grande porta, l'ancora esistente - seppure scapitozzata, priva della torre e del ponte levatoio e con una corte d'arme sviluppata su solo tre lati - Porta San Bortolo, restaurata negli anni novanta del secolo scorso.
Un ulteriore progetto prevedeva di collegare questa porta con quella di Santa Croce, ma esso non fu mai attuato. Lungo questo tragitto fu prolungata invece la fossa precedente, munendola anche all'interno di un terrapieno e di cinque piccoli torrioni a pianta circolare - di una forma cioè più adatta al tempo in cui si usavano già l'artiglieria e le armi da fuoco - voluti da Bartolomeo d'Alviano.
La fossa che partiva da Santa Croce, in continuità con quella che da Santa Lucia scaricava l'acqua nel Bacchiglione dopo aver lambito le mura scaligere orientali, fu alimentata dapprima dalla roggia Riello e poi, sicuramente dal 1539, dall'Astichello che, rinvigorito dalle acque dell'Astico che veniva deviato per motivi di fluitazione del legname, si immetteva nella fossa a metà strada tra le porte di San Bortolo e di Santa Lucia.
Percorso (con riferimento alla toponomastica attuale)
Partendo da Porta Santa Croce il fossato e il terrapieno, scandito a tratti regolari dalle cinque piccole torri, proseguivano lungo l'attuale viale D'Alviano fino alla Porta San Bortolo. Da lì puntavano verso Porta Santa Lucia, seguendo in buona parte viale Rodolfi.

### Il declino delle fortificazioni

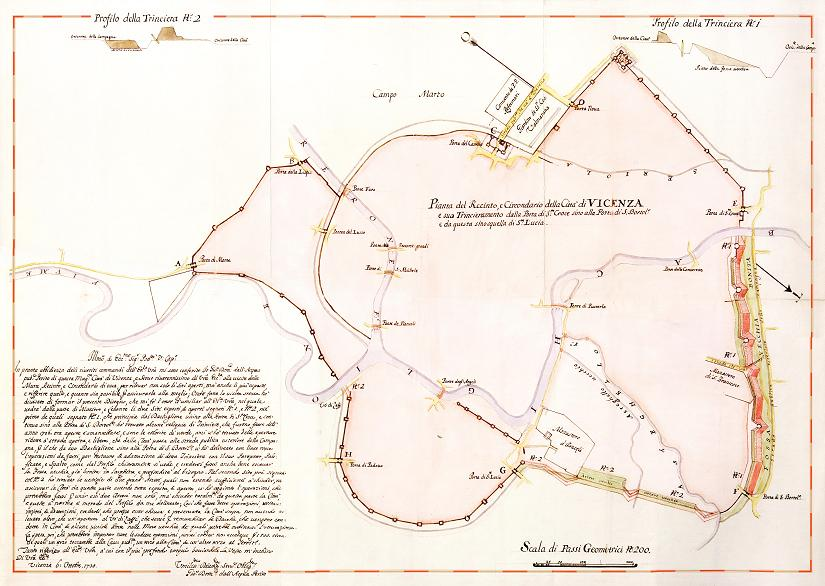
Giandomenico Dall'Acqua, Mura della città di Vicenza, XVII secolo. Vicenza, Biblioteca Civica Bertoliana.

Già alla fine del Quattrocento, le esigenze della vita cittadina e quelle della difesa militare andavano in senso opposto. Quando Carlo VIII di Francia scatenò la prima delle guerre d'Italia, i preposti alla segurtà di Vicenza erano preoccupati dell'integrità delle fortificazioni esistenti, giudicando in particolare pericolosa et molto perniciosa la presenza di porte minori - oltre alle otto principali - praticate nel corso dei secoli lungo la cinta murata.

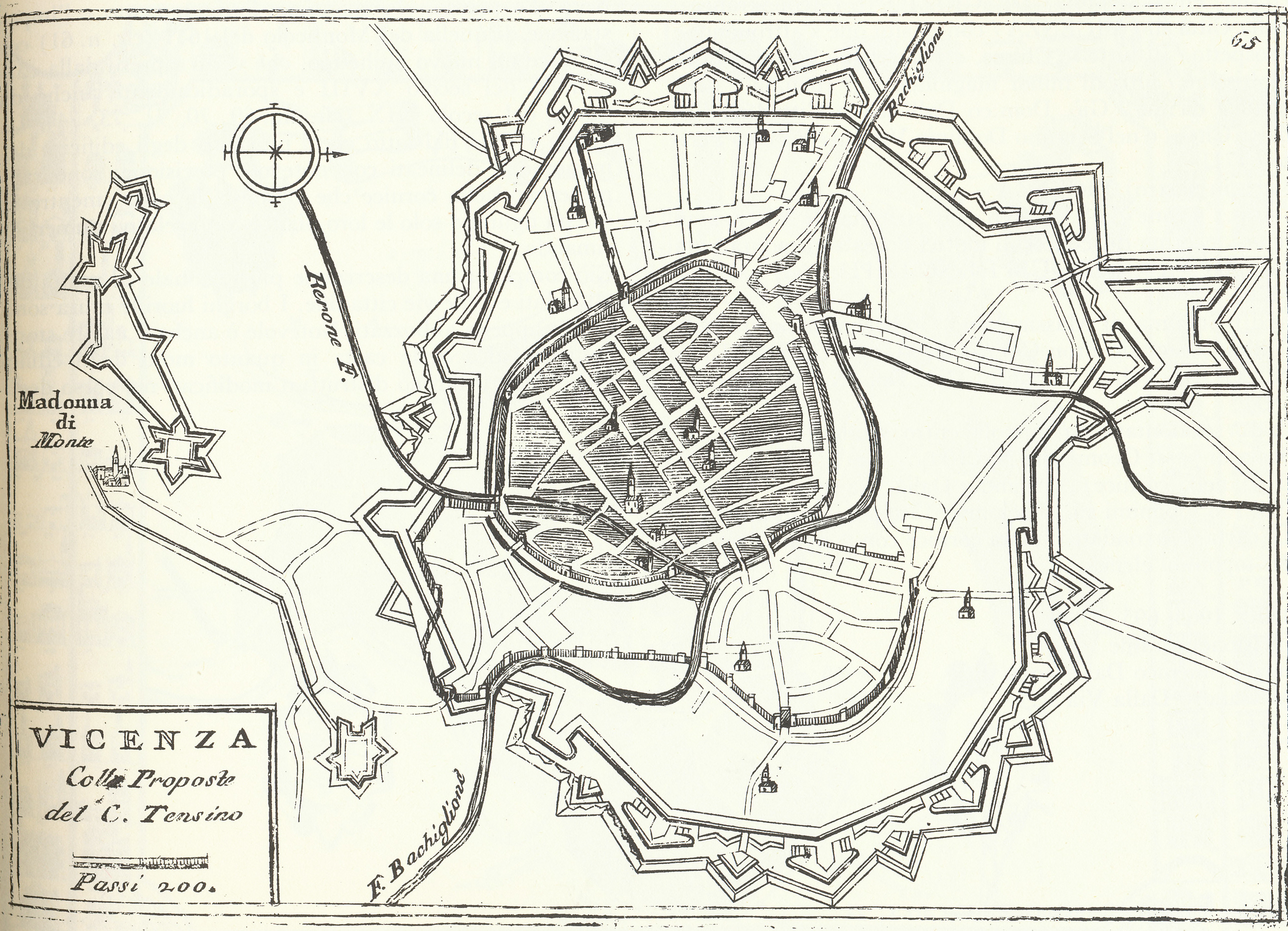
Pianta di Vicenza con le proposte del Tensini, 1708

Queste preoccupazioni restarono senza risposta, nonostante Venezia progettasse di dotare Vicenza di un sistema difensivo adatto alle mutate esigenze belliche - specie dopo l'uso generalizzato delle artiglierie - e alla sua importanza strategica. Diverse furono le proposte - quelle di Bartolomeo d'Alviano, formulate attorno al 1507-1508 e riprese vent'anni dopo, di Guidobaldo Feltrio duca d'Urbino nel 1528-1529, di Michele Sanmicheli, tra il 1544-1545, assieme a Valentino Orsini, di Francesco Tensini nel 1630 - ma nessuna di esse fu realizzata. Tutti questi progetti implicavano inevitabili e dolorose demolizioni nella periferia urbana e venivano quindi percepiti dai cittadini quasi più contro che in difesa della città, vedendosi mal volentieri butar zoso muri de ornamento et antiqua memoria.
Il progetto di Bartolomeo d'Alviano comportava l'ampliamento delle fortificazioni, con lo scavo di una larga e profonda fossa, affiancata da relativo bastione, che doveva partire dal borgo di Casale e tagliare la strada per Padova nei pressi della chiesa e convento di San Giuliano, fino a uno sperone più avanzato in località allora detta la “Cabianca”. Di là, passando vicino alla chiesa di Santa Lucia e avanzando a nord-ovest, avrebbe sfiorato la proprietà Trissino a Cricoli e si sarebbe ricongiunta a Porta San Bortolo. Il terrapieno, esistente da questa porta a Santa Croce, avrebbe dovuto essere sostituito da mura rafforzate da torrioncini rotondi. D'Alviano insisteva anche - idea ripresa nel progetto del Sanmicheli nel 1548 - sulla necessità di munire adeguatamente le alture di Monte Berico sovrastanti la città con dei fortini, ma non se ne fece nulla.
Nel XVII secolo i piani predisposti nel 1630 dall'architetto militare Francesco Tensini, responsabile del progetto di modernizzazione del sistema difensivo della Repubblica di San Marco, ampliavano l'idea del d'Alviano di una cortina avanzata, a oriente, da borgo Casale a porta San Bortolo, anteponendo moderni spalti, con baluardi a sezione poligonale, adatti alla difesa e all'offesa secondo le nuove esigenze imposte dall'uso dell'artiglieria. A sud della città si sarebbero inerpicati sul Monte Berico due poderosi fortilizi: subito sopra alle Scalette una postazione più piccola a pianta stellare e in alto un'autentica cittadella fortificata, risultante dal collegamento mediante bastioni e baluardi di due altre distinte postazioni stellari.
I lavori iniziarono con grande entusiasmo nell'aprile dello stesso anno ma, in estate, scoppiò la terribile pestilenza descritta dal Manzoni ne “I promessi sposi”; seguirono diatribe a non finire tra gli esperti, mentre serpeggiava nel sottofondo l'ostilità della cittadinanza e, in particolare, dei proprietari terrieri che volevano riavere disponibili i loro campi sconvolti. In ottobre i lavori sospesi vennero rinviati e in seguito mai più ripresi. Di essi rimangono alcuni toponimi sul tracciato delle fortificazioni iniziate, quali la stradella dei Forti in corso Padova, la contrà dei Forti di borgo Santa Lucia e ancora la contrà dei Forti di San Francesco, presso piazza Marconi.
Solo in viale Cialdini, poco avanti il Santuario di Monte Berico, resta un ampio tratto di un bastione, residuo della campagna di lavori promossa dal Tensini.
Nel 1701 l'erudito locale Ortensio Zago relazionava a Venezia sulle condizioni di pericoloso degrado cui era giunto il complesso delle fortificazioni, ormai assolutamente inadeguato alla difesa della città, sforacchiato da porte secondarie, aperte arbitrariamente per comunicare con i terrapieni, con le piarde e addirittura, con le fosse ben spesso ridotte dai privati ad uso di ortaglia e piantate d'alberi da frutta con le mura sempre più fatiscenti.
Nel Settecento il governo della Repubblica Veneta mise in vendita spalti, torrioni e gli spazi intorno ad essi. In contrà Mure Santa Lucia e Mure San Domenico, in particolare, si possono vedere e si vedono ancora tratti di mura senza merlature, con le torri scapitozzate e manomesse dalle abitazioni - probabilmente settecentesche - che si sono annidate all'interno o addossate per utilizzare il muro come sostegno.

## Età contemporanea

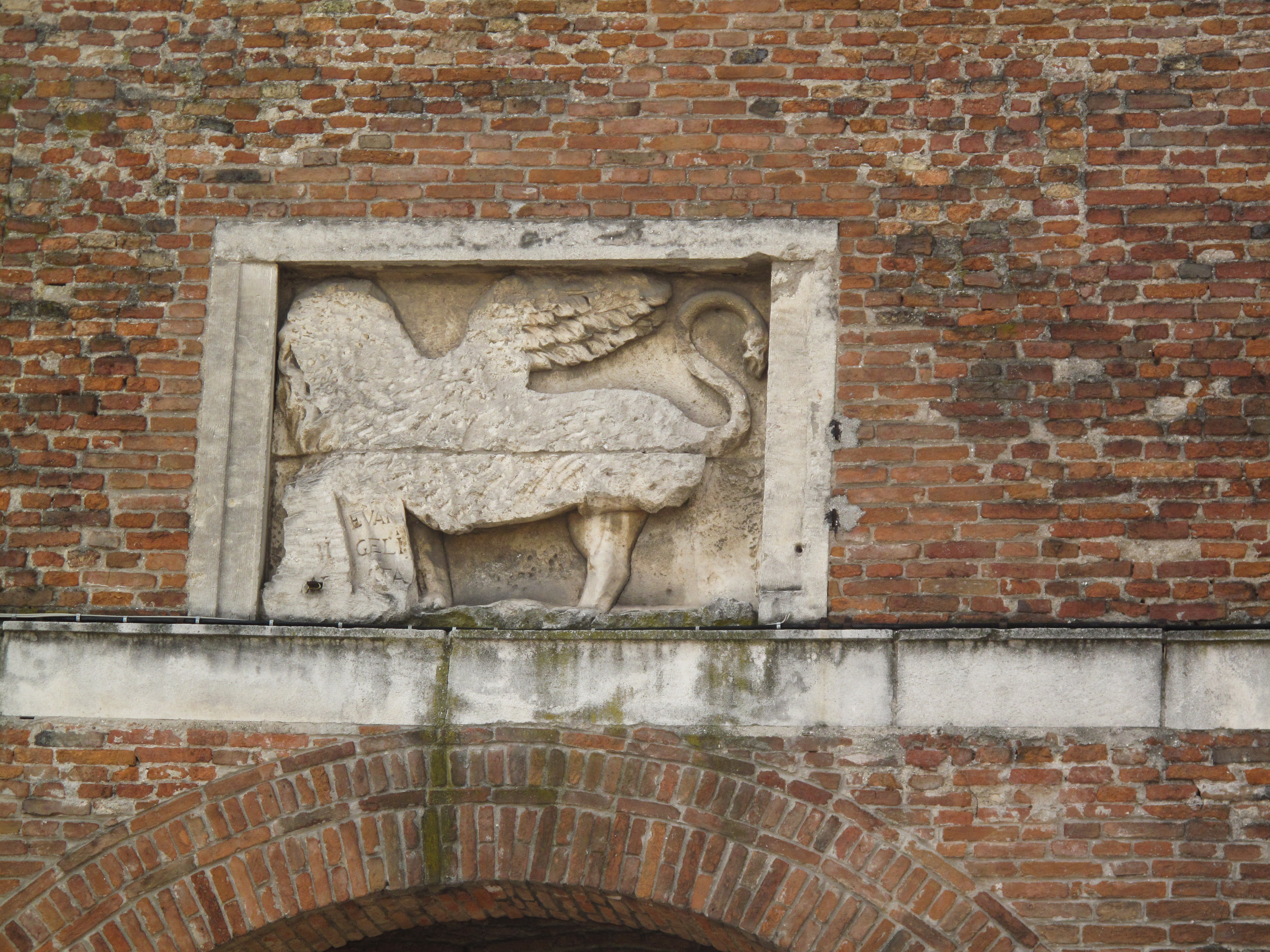
Leone di San Marco su Porta Santa Lucia, scalpellato nel 1797 alla caduta della Serenissima

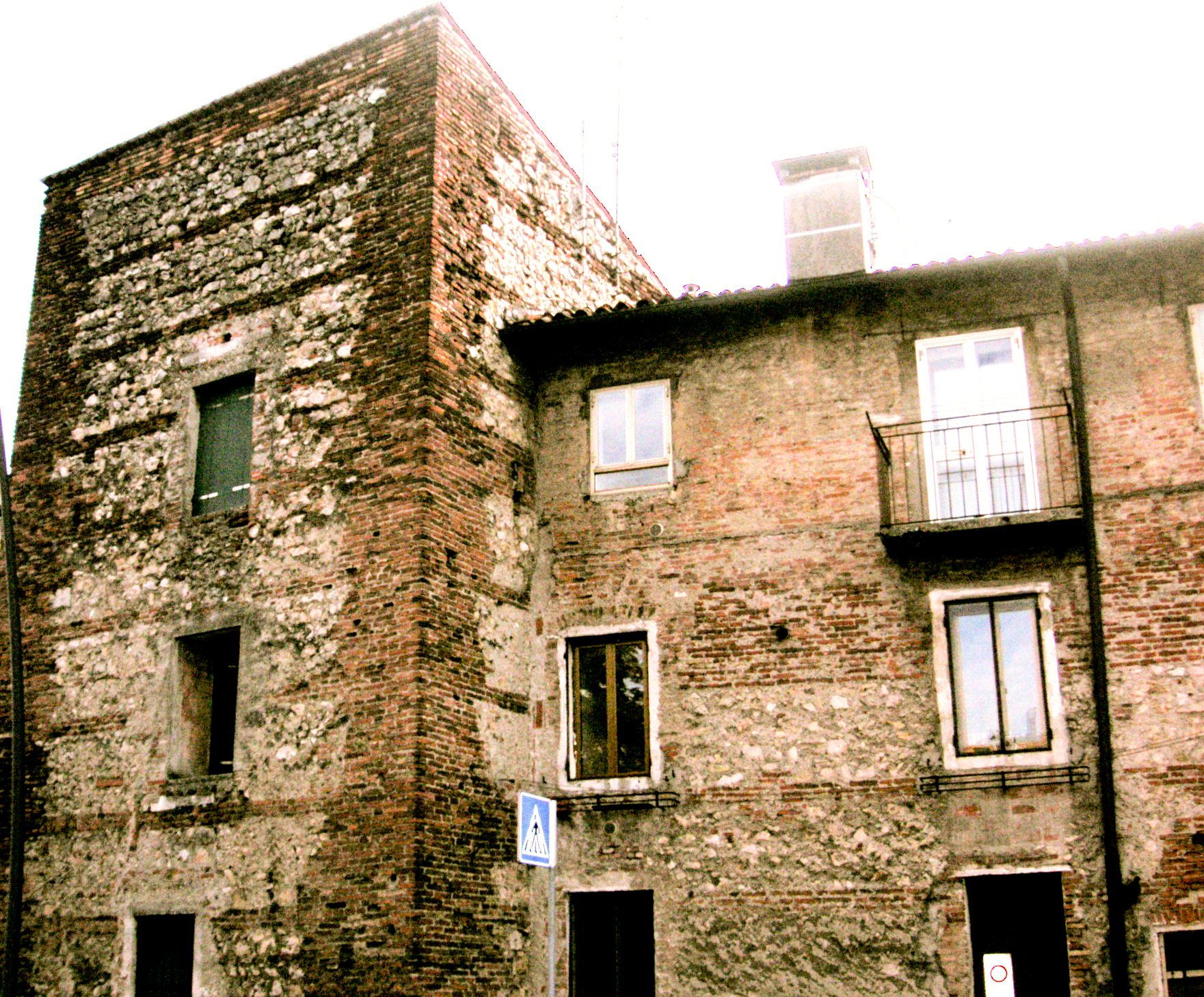
Abitazioni annidate nelle mura scaligere a Santa Lucia

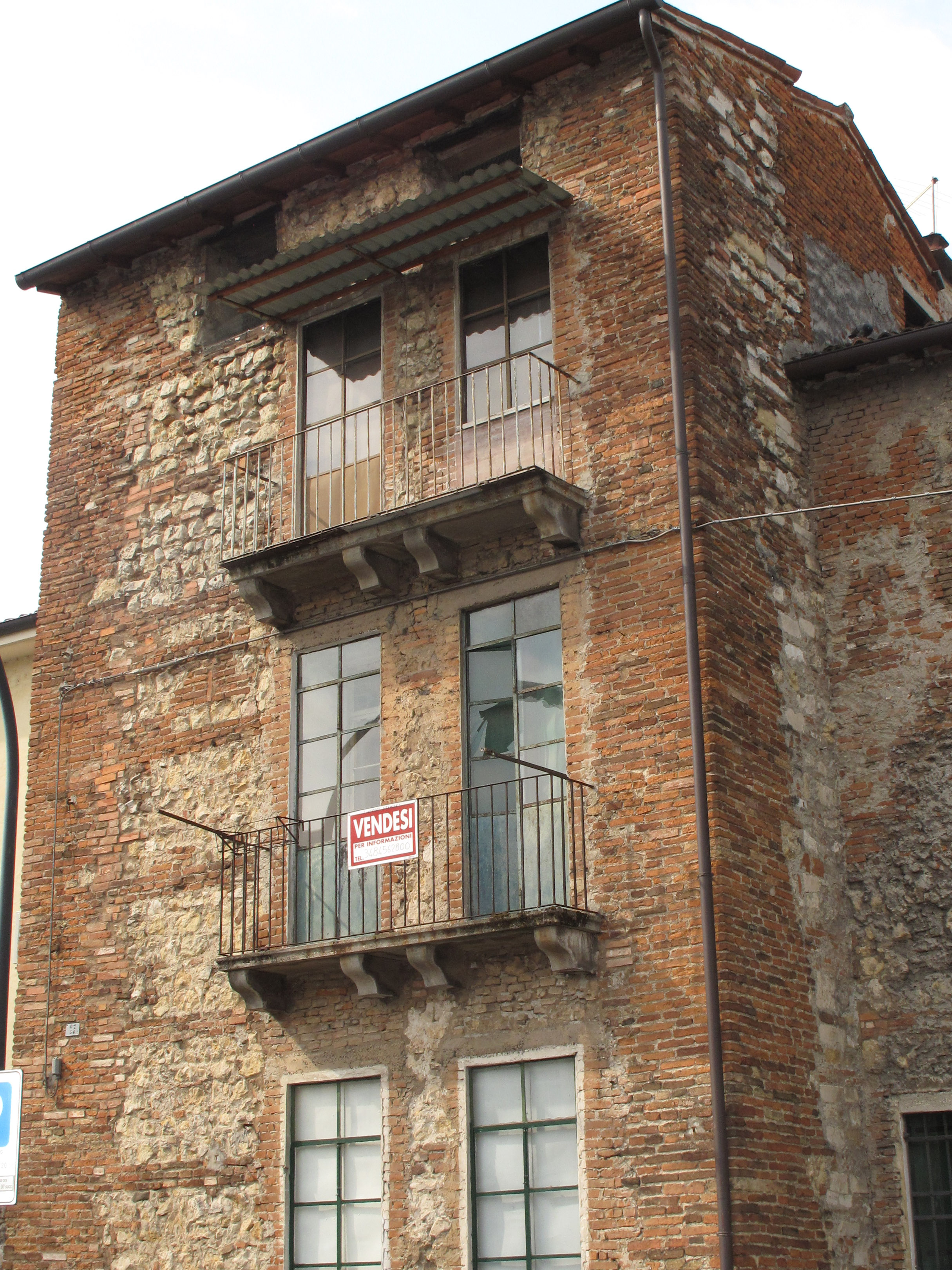
Torre delle mura scaligere in via Ceccarini, trasformata in abitazione

### Le nuove esigenze urbanistiche
In età contemporanea, le esigenze della città dal punto di vista urbanistico cambiarono rapidamente. Se già nel Sei-Settecento erano stati aperti nuovi varchi nelle mura, agli inizi dell'Ottocento le esigenze di entrare e uscire dalla città si fecero ancora più pressanti; alla metà del secolo la costruzione della ferrovia, di Campo Marzo e del ponte di Santa Libera dilatarono la città verso sud rendendo anche psicologicamente obsoleta la cinta murata. Nel Novecento, poi, si aggiunse un traffico veicolare sempre più intenso, per cui le antiche porte risultarono del tutto insufficienti.
D'altronde le mura e le porte non servivano ormai più alla difesa della città. Quando erano arrivate le truppe francesi nel 1805 e poi, durante la rivolta del 1848, le fortificazioni avevano opposto ben poca resistenza agli eserciti invasori: gli austriaci, collocando i cannoni sull'altura di Monte Berico, avevano avuto facilmente ragione della città. Analoga era la situazione dei fossati, non più funzionali alla difesa. Questa ormai accertata inutilità fece sì che non si curasse più la manutenzione di ciò che restava e così si aggiunse un ulteriore problema: il restauro diventava sempre più costoso e chi doveva prendere delle decisioni in proposito preferiva indirizzare i finanziamenti ad altre forme di sviluppo più congeniali ad una città moderna.
Dagli inizi dell'Ottocento, però, era mutato anche un altro aspetto. Si era ormai concluso il tempo in cui la città dominava la campagna e le famiglie nobili si comportavano come signori del territorio; ora Vicenza era diventata soltanto il capoluogo della provincia e, soprattutto nella fascia pedemontana, stava crescendo una nuova classe sociale di imprenditori.
La cinta murata, che per secoli aveva rappresentato la distinzione tra città e campagna, tra ricchezza e povertà, tra cultura ed ignoranza, tra centro del potere politico e religioso e sottomissione, perse il valore simbolico che aveva avuto per molti secoli. Nel secondo dopoguerra, quando la città si espanse enormemente con la creazione di nuovi quartieri residenziali, una miriade di piccole e medie imprese sparse sul territorio, una rete viaria intasata dal traffico che richiedeva tratti di circonvallazione sempre più esterni, le antiche mura divennero solo un ricordo, un reperto per chi si sentiva legato ad un passato che non esisteva più, a malapena tollerato da chi ormai proiettava i propri interessi verso la modernità.

### Lo smantellamento delle fortificazioni
Il Castello
Lo smantellamento del Castello - ormai chiamato Castelvecchio - ebbe inizio nel 1767, perché minacciava rovina e, in tale occasione, l'ingresso alla città fu rettificato ponendolo lungo l'asse del Corso, mentre prima era di fianco, come allora prescrivevano le regole per la difesa delle città murate. Altre demolizioni si susseguirono negli anni successivi e nel 1797, al primo arrivo dei francesi, tutto era in massima parte distrutto, escluso il torrione e la porta civica sottostante. A questa, danneggiata dal bombardamento francese del 1805, fu poi asportato l'antichissimo portone di larice, fracassato dalle palle di cannone e irrecuperabile. Nel dicembre 1819 sparirono gli ultimi avanzi e rimasero soltanto il torrione e la porta esterna.
Nel 1910 si levarono voci favorevoli alla rimozione anche di questi avanzi - considerati insopportabile intralcio al crescente traffico veicolare, tanto che il Consiglio Comunale ne approvò l'abbattimento; la diatriba si protrasse a lungo alla fine ne uscì salvo il torrione; al grande fornice originario, immediatamente sottostante - accanto al quale si aprì un minore fornice pedonale - venne affiancato a meridione uno consimile, in modo da permettere la viabilità nei due sensi di marcia; anche questo più tardi fu affiancato da un secondo passaggio pedonale.
Le mura e le porte
La cinta restò conservata, nel suo complesso, per tutto il Settecento, ma la sua demolizione sistematica cominciò agli albori del secolo XIX. Nel 1801 furono abbattute le mura che, sopra il ponte Furo "toglievano, a valle, la vista... dei colli Berici”.
Quanto alle porte, gli ultimi avanzi di Porta Pusterla vennero demoliti nel 1820 in occasione di un riattamento della contrà Porti. Nel 1890 quanto restava della Porta Lupia - una torre ormai fatiscente e un breve tratto di muro - fu demolito e al suo posto venne costruita una barriera daziaria, costituita da un'alta cancellata in ferro, simile a quella vicina presso il ponte Furo. Qualche decennio prima era stata demolita Porta Monte. Nel 1910 fu demolita la Porta di Padova (o Porta di Torricelle o di Camisano); il rudere di un muro, a destra, ne segna ancora oggi la precisa ubicazione.
Ma, tutto sommato, alla vigilia del primo conflitto mondiale Vicenza appariva ancora chiusa nella sua cerchia di mura altomedioevali con le aggiunte scaligere e veneziane. Dopo di che la "forma urbis" andrà inesorabilmente travolta dallo sviluppo edilizio contemporaneo, per sua natura insofferente di limitazioni e allargantesi, all'opposto, in massa informe e continua, negatrice di ogni attrazione e vincolo di forza centripeta.
Significativo è quanto accadde alla Porta Nova (la seconda, quella tra la Rocchetta e il Castello). Agli inizi del Novecento, per mancanza di manutenzione, era ridotta in uno stato pietoso, tanto da scoraggiarne il restauro. Nel 1909, allora, fu aperto un varco alla sua sinistra nel cortile delle mura, avviando attraverso esso il movimento dei veicoli. Ma questo fece sì che, divenuta ormai la Porta un passaggio secondario e meno frequentato, cadesse ancora più in abbandono - un pubblico letamaio e indecente latrina, la definiva l'Ufficiale Sanitario - e ne venisse proposto l'abbattimento, anche se la proposta incontrò l'opposizione della Regia Soprintendenza e della Commissione Provinciale dei Monumenti.
Finita la prima guerra mondiale, la questione fu ripresa, finché nel 1924 il Consiglio Comunale, ormai dominato dai fascisti, decretò all'unanimità l'abbattimento dell'antica porta, decisione che però fu rigettata dalle autorità superiori. Durante la notte del 22 luglio 1926 la porta saltò in aria. Nonostante i sospetti sulla natura e sui mandanti dell'evento fossero abbastanza chiari, dato che ormai nulla si poteva più fare, ogni indagine fu abbandonata. Due anni più tardi, nelle mura scaligere occidentali, fu aperto il semplice arcone a tutto sesto che, interrompendo le mura, permette la comunicazione con l'interno attraverso via Bonollo.
Abbattendo le mura, nel 1927 venne aperta l'antica Porta di Lisiera - che immetteva nella via Postumia ed era stata chiusa dalla costruzione delle mura orientali alla fine del XIV secolo - collegando così via IV novembre a Borgo Scroffa. Nel 1932, la porta delle Roblandine, permettendo il passaggio da contrà San Domenico a via Legione Gallieno.
Le fosse e la circonvallazione
Per esigenze urbanistiche, nel corso degli anni cinquanta del Novecento un ampio tratto di via Ceccarini e quasi tutta via Legione Gallieno furono costruite o ampliate colmando l'antico fossato che contornava le mura scaligere. Negli incipienti anni cinquanta avvenne anche lo sfondamento del muro che chiudeva contrà San Pietro, così da consentirne l'immissione in viale Margherita.
I restauri